# Ірпінь
Ірпíнь — місто України в передмісті Києва. Розташоване на річці Ірпінь. Центр Ірпінської міської громади. Найбільше місто у Бучанському районі Київської області.
24 березня 2022 року Указом Президента України з метою відзначення подвигу, масового героїзму та стійкості громадян, виявлених у захисті своїх міст під час відсічі збройної агресії Російської Федерації проти України, місту присвоєно почесну відзнаку «Місто-герой України».

## Етимологія
Ойконім Ірпінь походить від суміжного гідроніма. Щодо назви річки, то в історичних джерелах зустрічається кілька варіантів:
- Ірпень (1159 року), Ірпінь (XVII ст.), Ирпѣнь (1653), Irpień (1686), Irpien (1931), Ірпінь (1959),
- Рупинь, Рпень (XI ст.), Rpen (1593), Ropin (1931),
- Orpień (1602), Орпень (1878—1882),
- Вірпінь (1974) — назва, зафіксована в поліських говірках,
- Пирна (1319), Pierna (1913) — помилковий запис або перекручена внаслідок метатези форма.

Назва утворена за допомогою суфікса -ень та праслов'янського кореня *ръп- / *ryp- (яма), який лежить в основі староукраїнських слів рип (обрив, провалля, рівчак), рипа (ритвина, берег річки, обрив на березі), а також діалектного яр (заглиблення в ґрунті). Подібне походження мають й інші гідроніми: Ри́па, Ри́пень, Рипи́нка, Рипинна́ та Ірпа́ й Ірпиця (басейн Десни).

## Історія

### Від давніх часів до початку XX століття

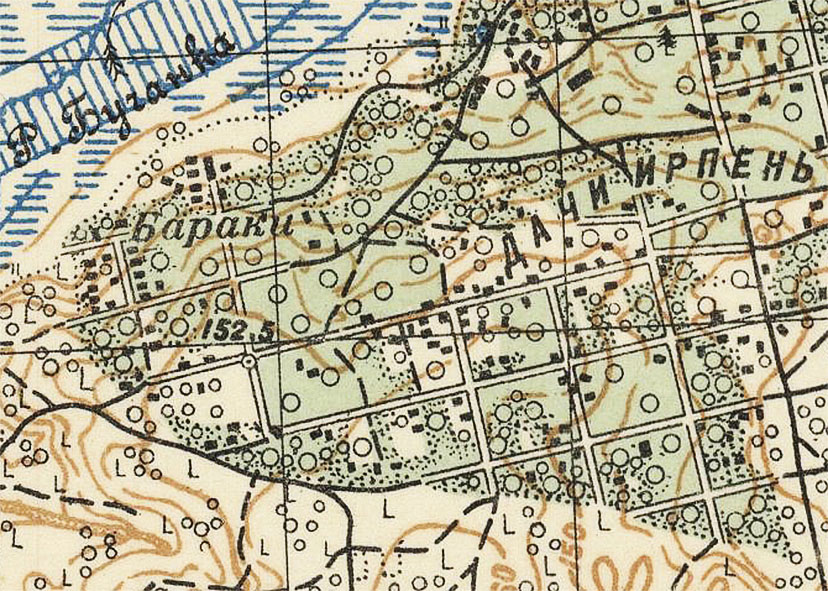
Дачі Ірпінь і район Пилипів Потік, фрагмент мапи 1932 року.

Недалеко від Ірпеня виявлені поселення лебедівської культури часів бронзової доби XI—IX століть до н. е., підгірцівської культури VI—III століть до н. е., давньоруської культури.
У часи Київської Русі у Приірпінні проходив кордон між двома східнослов'янськими союзами племен — полянами і древлянами. Під час монгольської навали ці місця були спустошені. Їхнє нове заселення почалося в лише в XVI столітті.
Місцеве населення брало участь у національній революції 1648—1676, у народному повстанні під проводом Семена Палія. У 1686—1793 роках річкою Ірпінь пролягав кордон між московськими та польськими володіннями в Україні.
1793 року, у зв'язку із другим поділом Речі Посполитої, Правобережна Україна, включаючи Приірпіння, входить до складу Російської імперії.

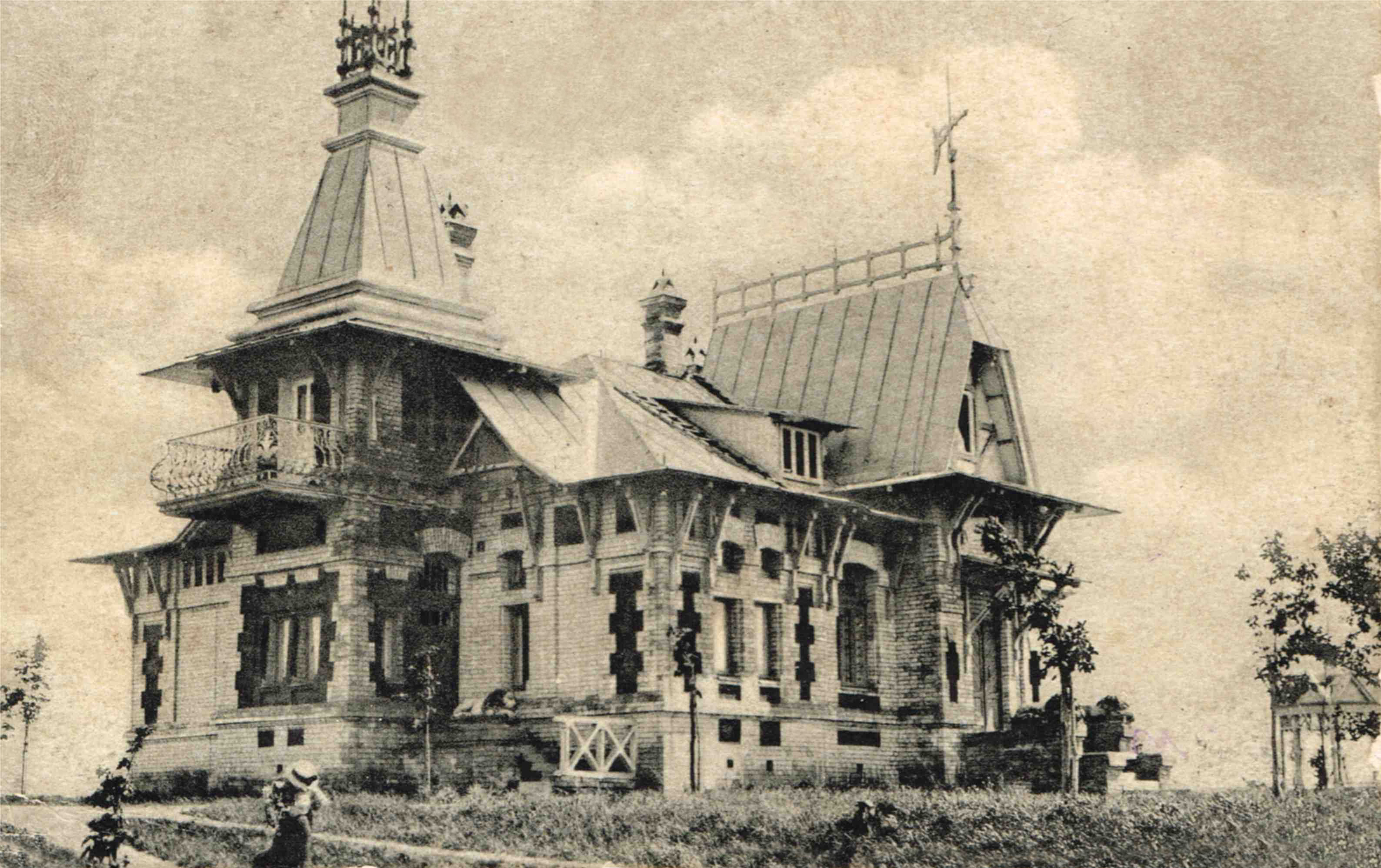
Дача київського фабриканта М. Чоколова в Ірпені, 1910 рік.

1803 року на місці північно-західного кута теперішнього Ірпеня згадується хутір Пилипів Потік.
У другій половині XIX століття на місці східного кута нинішнього Ірпеня виникла німецька колонія Северинівка.

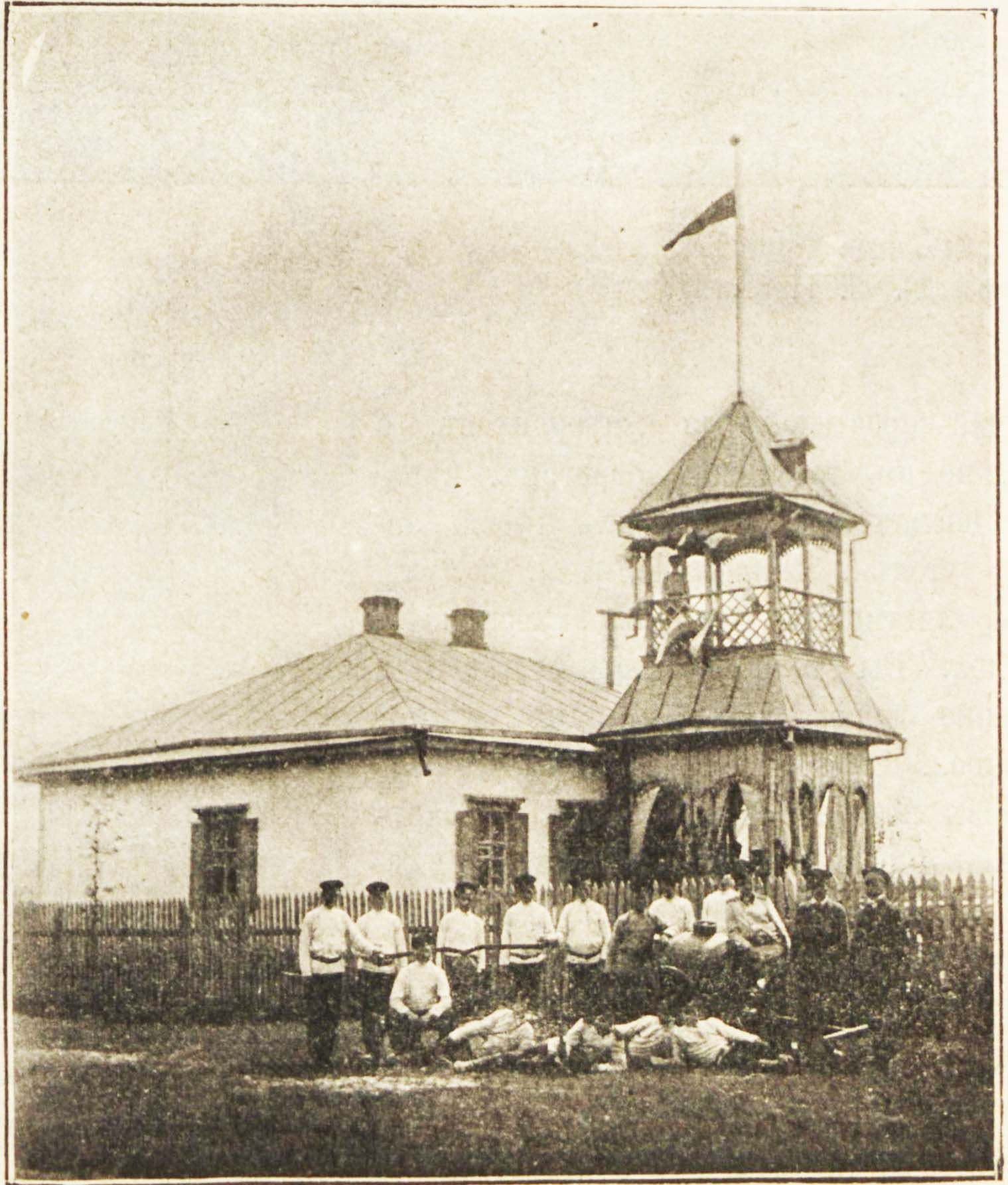
Вільна пожежна дружина, організована товариством доброустрою дачного селища Ірпінь (1910).

У зв'язку з будівництвом у 1898 році залізниці Київ — Ковель біля залізничного мосту через річку Ірпінь виникло поселення — станція Ірпінь. 1902 року у газеті «Кіевлянинъ» згадується про роз'їзд Ірпінь, який поклав початок сучасному місту.
Селище Ірпінь будували без чіткого архітектурного плану. У лісі прорубали просіки. Так виникали вулиці, які називали лініями. Сприятливий клімат, зелені лісові масиви, чисте повітря створили усі передумови для організації розгалуженої санаторно-курортної зони. Ірпінь на час заснування мав кілька лісових складів, 2—3 дрібні крамниці, два базари. Для вирішення культурно-побутових проблем селища громадськість організувала товариство благоустрою Ірпеня. У 1909 році закладено і з 1911-го почали правити службу у Храмі Святої Трійці — найстарішому храмі Ірпеня.

### Українські визвольні змагання
У ході Української революції Ірпінь став частиною проголошеної ІІІ Універсалом Української Народної Республіки у складі адміністративно-територіальної одиниці Київ.
Під час Першою радянсько-української війни, у лютому 1918 року, коли Українська Центральна Рада поверталася до столиці, в Ірпені відбувалися бої Українських січових стрільців із захопившими Київ більшовицькими загонами. Ввечері 27 лютого група С. Петлюри зайняла Коростень, Тетерів і Бородянку. Ешелони з січовиками та гайдамаками рухалися максимально швидко, щоб у більшовиків не було часу знищити колію. Всі станції були зайняті з мінімальним спротивом: збільшовичені солдати розбігалися після кількох гарматних пострілів. До кінця дня січовики та гайдамаки зайняли ще одну залізничну станцію — Бучу. Далі наступ на Київ потрібно було продовжувати в пішому порядку — залізничний міст через Ірпінь контролювали більшовики.
Зранку 28 лютого українські вояки вивантажилися з вагонів. Гайдамацький курінь розпочав штурм більшовицьких позицій, січовики залишились у резерві. Вояки Кіквідзе відкрили по гайдамаках артилерійський вогонь, зупинили їхнє просування і самі перейшли у контрнаступ. Положення врятувала 1-а сотня Січового куреня на чолі з Р. Сушком, що атакувала більшовиків у багнети. У ближньому бою ворог був відкинутий. Січовики зайняли залізничний міст. У цей час 2-а сотня на чолі з Ів. Чмолою обійшла лівий фланг загону Кіквідзе у районі села Романівки (нині — південно-східний мікрорайон Ірпеня), змусивши більшовиків покинути і цю позицію. Бій тривав не довше години. Загін Кіквідзе був розгромлений, його рештки відступили. Значну роль у розгромі більшовиків відіграла українська артилерія, що придушила ворожі гармати. До кінця дня українські вояки розчистили більшовицькі укріплення. Шлях на Київ був вільний.
2 березня до міста вступили німецькі війська, уряд УНР і Українська Центральна Рада. У наступні дні розпочались бої за визволення Лівобережжя та Півдня України.
За результатами Другої радянської війни Ірпінь остаточно опинився під більшовицькою окупацією.

### Радянські часи
Зі встановленням радянської влади 1923 року Ірпінь увійшов до складу Гостомельського району Київської губернії, а від 1928 року — до складу Київської округи. Від 1932 року Ірпінь — у складі Київської області.
У роки Другої світової війни був окупований гітлерівцями з 24 серпня 1941 року по 6 листопада 1943 року. Під час окупації в районі Ірпеня діяв партизанський загін «Перемога або смерть». Ірпінь звільнений військами 74-ої стрілецької дивізії 38-ї армії Першого Українського фронту.
30 грудня 1956 року Ірпінь рішенням Київського облвиконкому було віднесено до категорії міст районного підпорядкування (у складі Києво-Святошинського району). Тоді в ньому жило 12 тисяч чоловік. Першим головою Ірпінського міськвиконкому був Іван Митрофанович Нужний. У місті здійснювалась газифікація і телефонізація. Указом Президії Верховної Ради Української РСР 30 грудня 1962 року Ірпеню надається статус міста обласного підпорядкування. На 1967 рік йому були адміністративно підпорядковані селища міського типу Буча (до 1 січня 2007 року), Ворзель, Гостомель, Коцюбинське.
Населення Ірпеня зростало в той час переважно за рахунок мігрантів. Серед них — багато ветеранів Другої світової війни, у тому числі Герої Радянського Союзу Петро Тананаєв, полковник Володимир Лихотворик, капітан Є. А. Кривий, пілот бомбардувальника в роки війни Надія Федутенко
1977 року завершено будівництво першого в Ірпені 9-поверхового будинку, 1986 року — споруджено перші в місті два 14-поверхові будинки. Обидва вони заселялися людьми, евакуйованими з району, що постраждав від аварії на Чорнобильській АЕС.

Погруддя Володимиру Правику.

Мешканці Ірпеня, зокрема пожежники, також брали участь у ліквідації наслідків аварії на ЧАЕС. У Ірпені споруджено пам'ятник Герою Радянського Союзу чорнобильському пожежникові Володимирові Правику.

### Незалежна Україна

#### Кінець ХХ— початок ХХІ століття
6 грудня 2015 року отець і Глава Української Греко-Католицької Церкви Блаженніший Святослав освятив у місті новоспоруджений храм Різдва Пресвятої Богородиці.
На виконання Закону України про декомунізацію рішенням 8-ї сесії Ірпінської міської ради від 20 лютого 2016 року перейменовано 26 вулиць міста.

#### Російсько-українська війна
З 24 лютого 2022 року місто почало страждати від російського вторгнення в Україну. 25 лютого 2022 року українські війська знищили російську колону, що прямувала до Ірпеня.. 27 лютого українські війська повідомили, що російські сухопутні війська просунулися в Бучу, а потім прорвалися з Бучі в бік Ірпеня, тим самим розпочавши бій за Ірпінь. Усередині міста зав'язався танковий бій, а українська піхота вела бойові дії з російськими ВДВ. Міський голова Ірпеня Олександр Маркушин повідомив, що російські війська намагалися прорватися через місто, але отримали відсіч українськими Сухопутними військами та військами територіальної оборони, танкове підкріплення з Бучі. На ТРЦ «Жираф», розташованому між Бучею та Ірпенем, точилися жорстокі бої.
2 березня 2022 року два російські Су-25 завдали авіаудару в Ірпені. Дві ракети влучили в житловий будинок, загинула дитина та поранена жінка. У свою чергу один із Су-25 був збитий. Під час ретельного огляду було виявлено бортовий номер RF-91961, який пізніше ідентифікував літак як Су-25СМ, що належав 18-му гвардійському десантно-штурмовому авіаційному полку Росії. Доля пілота невідома. Українські Сухопутні війська повідомили, що російські війська почали втрачати ініціативу в наступі, зазнаючи значних втрат та зупиняючись на «несприятливих рубежах».. 3 березня 2022 року Київська обласна державна адміністрація повідомила, що гуманітарна допомога прямує в напрямку Бучі та Ірпеня, а також починається евакуація в обох містах. 206-й батальйон територіальної оборони евакуював понад 400 жінок і дітей з міста. 6 березня Ірпінь зазнав обстрілів, в результаті яких загинуло 8 осіб, зокрема ціла родина з двома дітьми.
Бійці 72-гої окремої механізованої бригади імені Чорних Запорожців знищили окупантів, які прагнули прорватися до Києва. Завдяки цьому українські військові затиснули загарбників у котел у напрямку Ірпеня та довколишніх міст, продовжуючи відтісняти ворога від української столиці. За заявою місцевої влади 28 березня звільнено від російських військ.
24 березня 2022 року Указом Президента України з метою відзначення подвигу, масового героїзму та стійкості громадян, виявлених у захисті своїх міст під час відсічі збройної агресії Російської Федерації проти України місту присвоєно почесну відзнаку «Місто-герой України».
2 квітня 2022 року мобільний оператор Vodafone відновив зв'язок після запеклих боїв з російськими окупантами у місті Ірпінь завдяки обладнанню Starlink. Вперше в історії України й однією з перших у світі робота частини мережі мобільного оператора організована за допомогою супутникових технологій Starlink. З точки зору конвергенції технологій це другий в світі випадок після Японії (де оператор KDDI вже запустив схоже рішення), а з точки зору екстремальних умов — перший у світі.

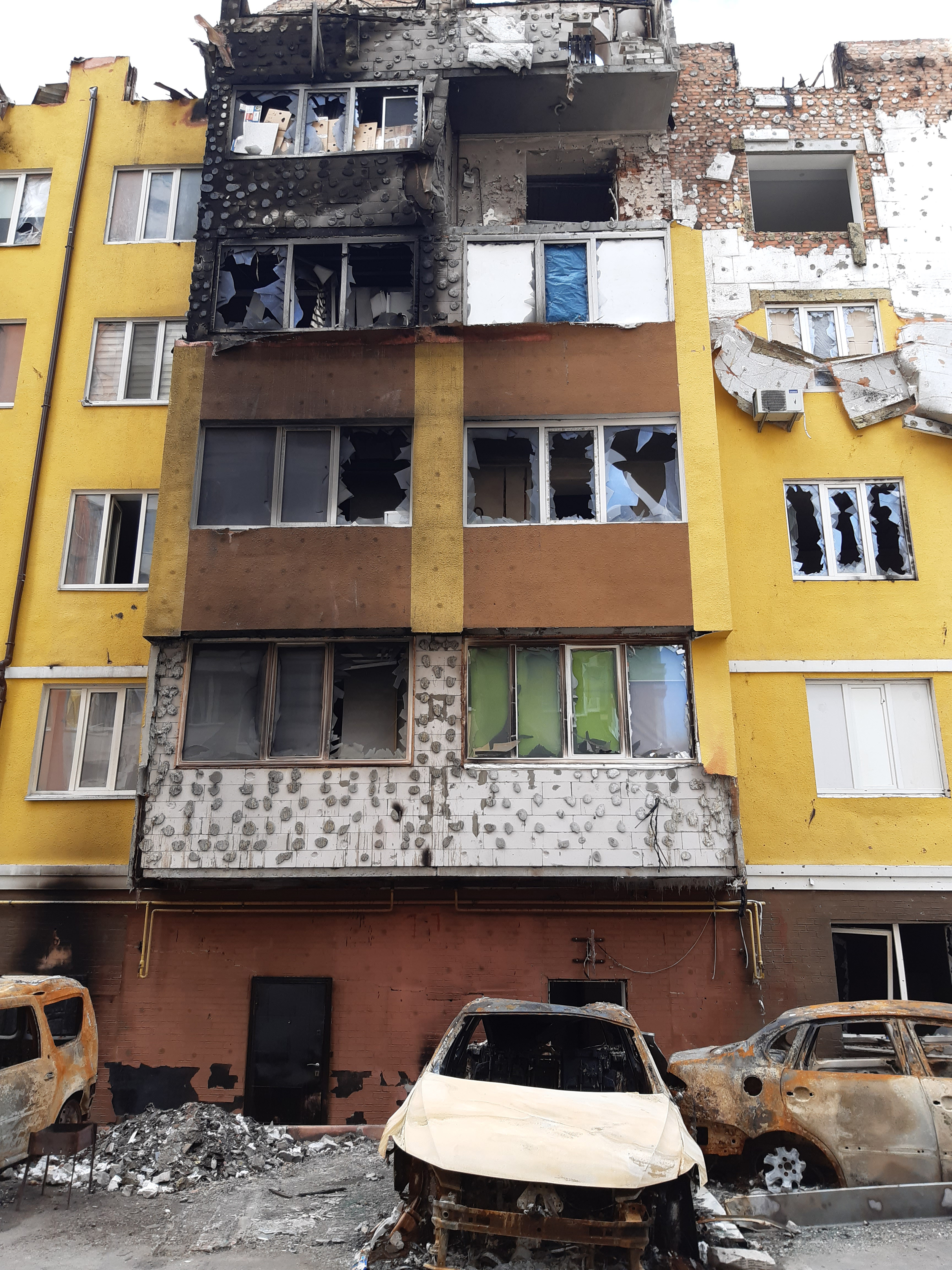
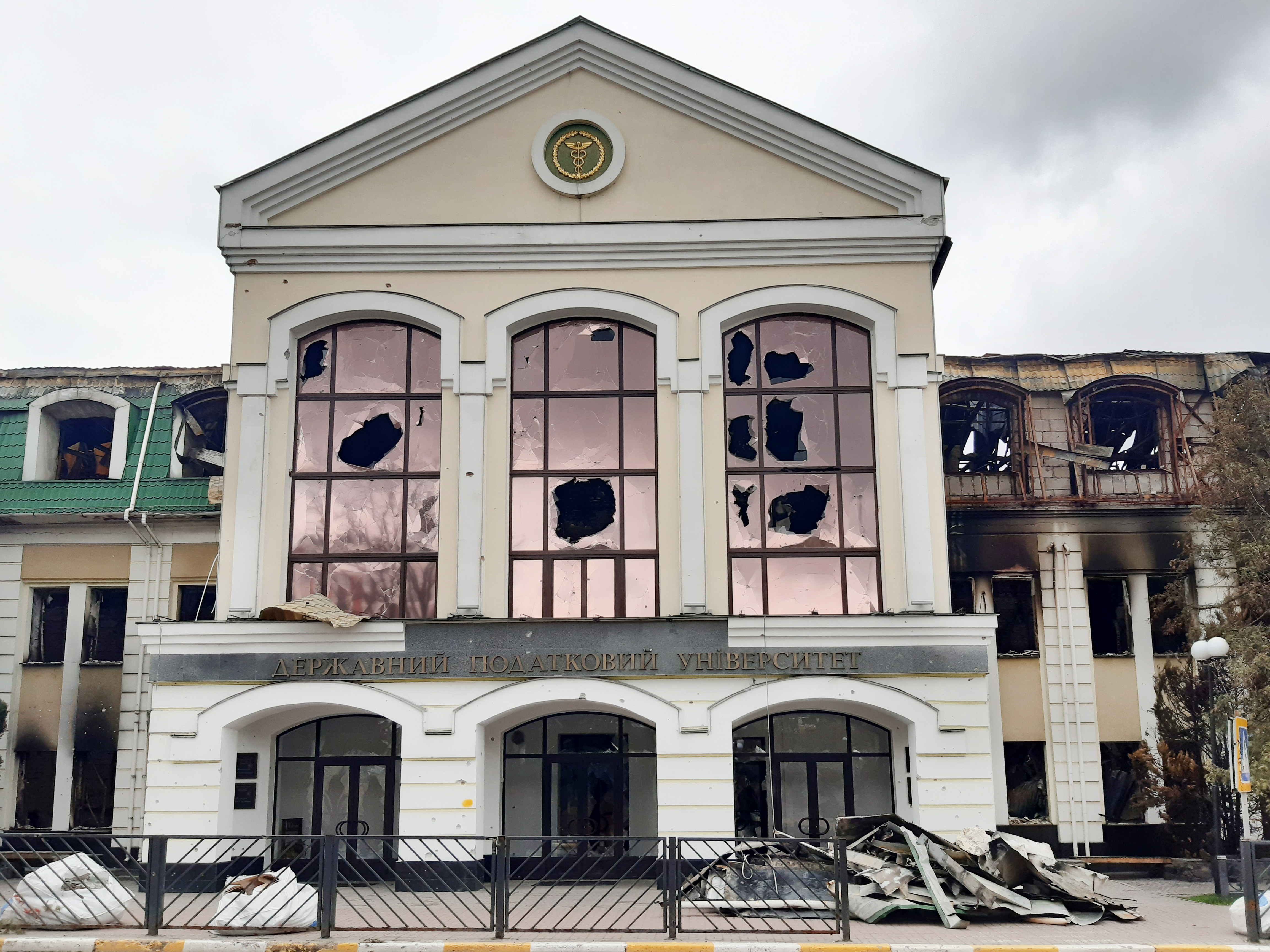
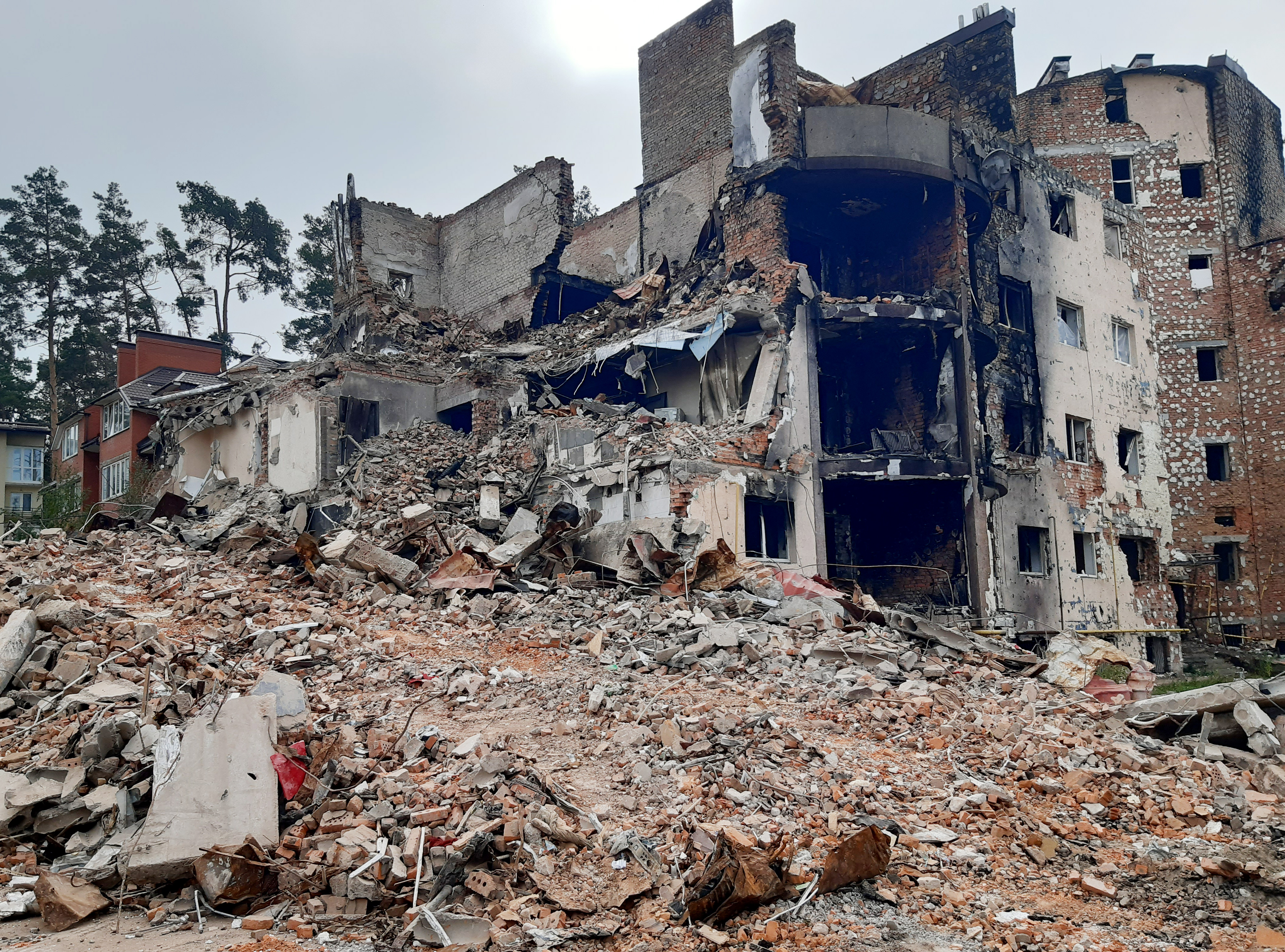
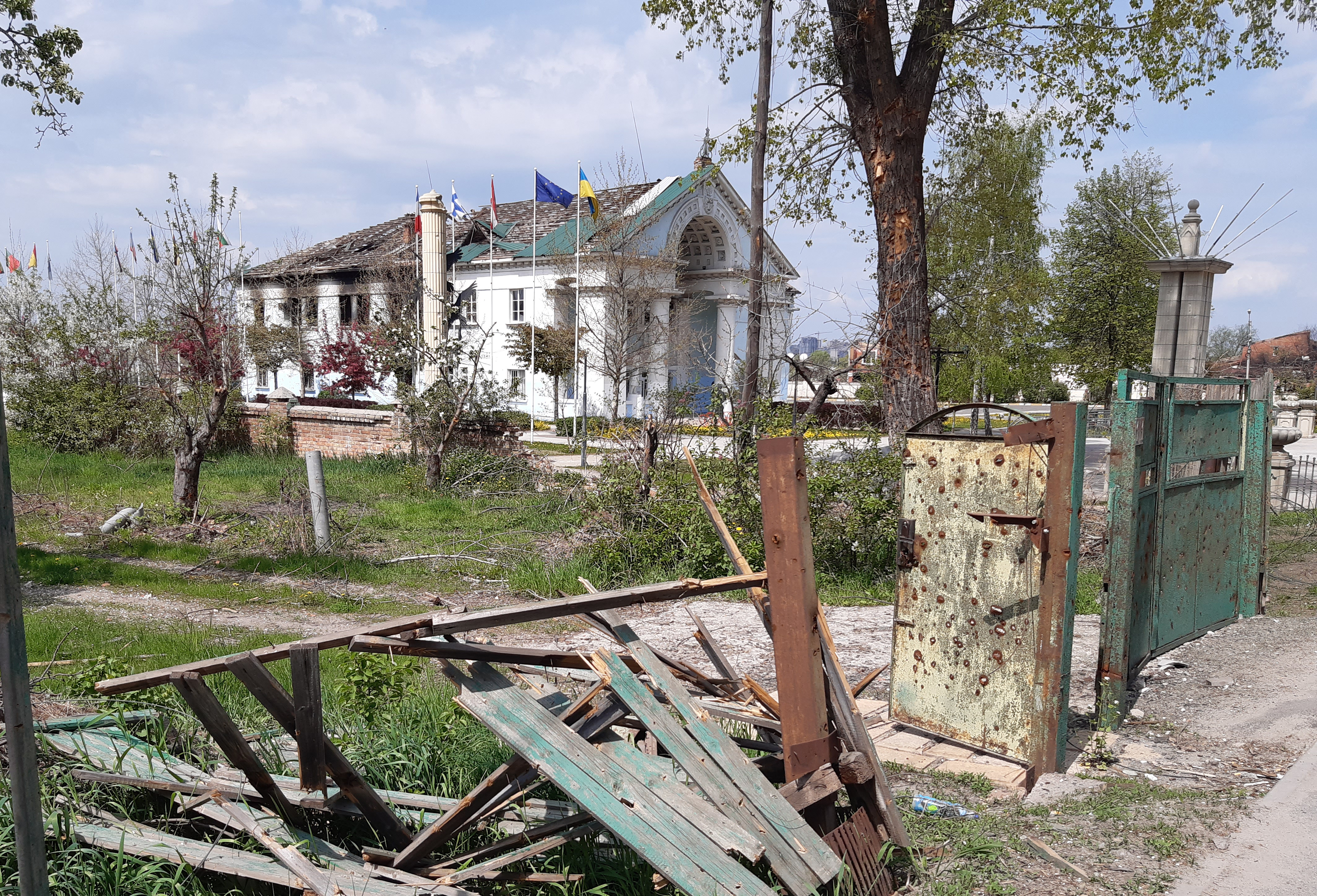
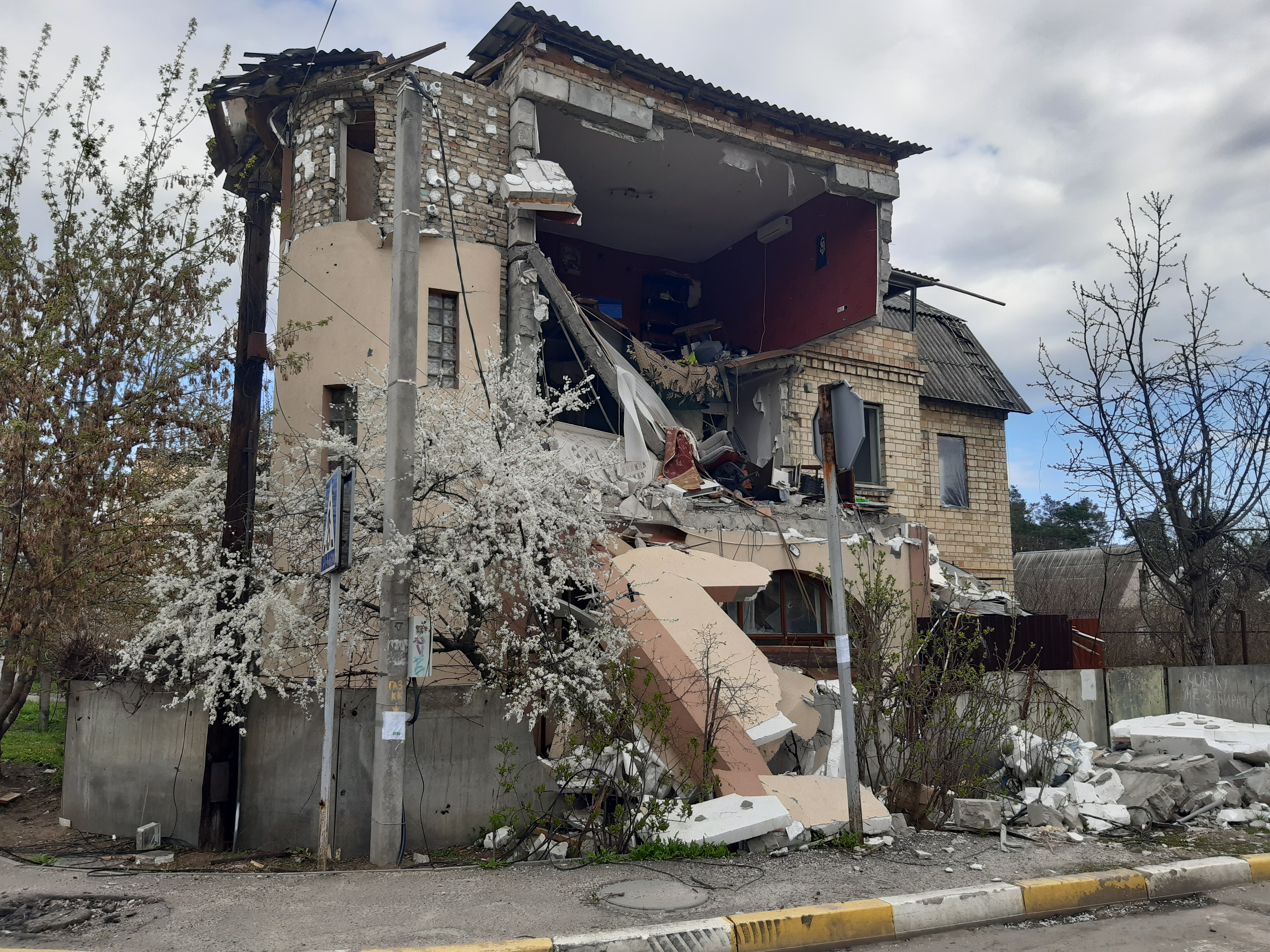
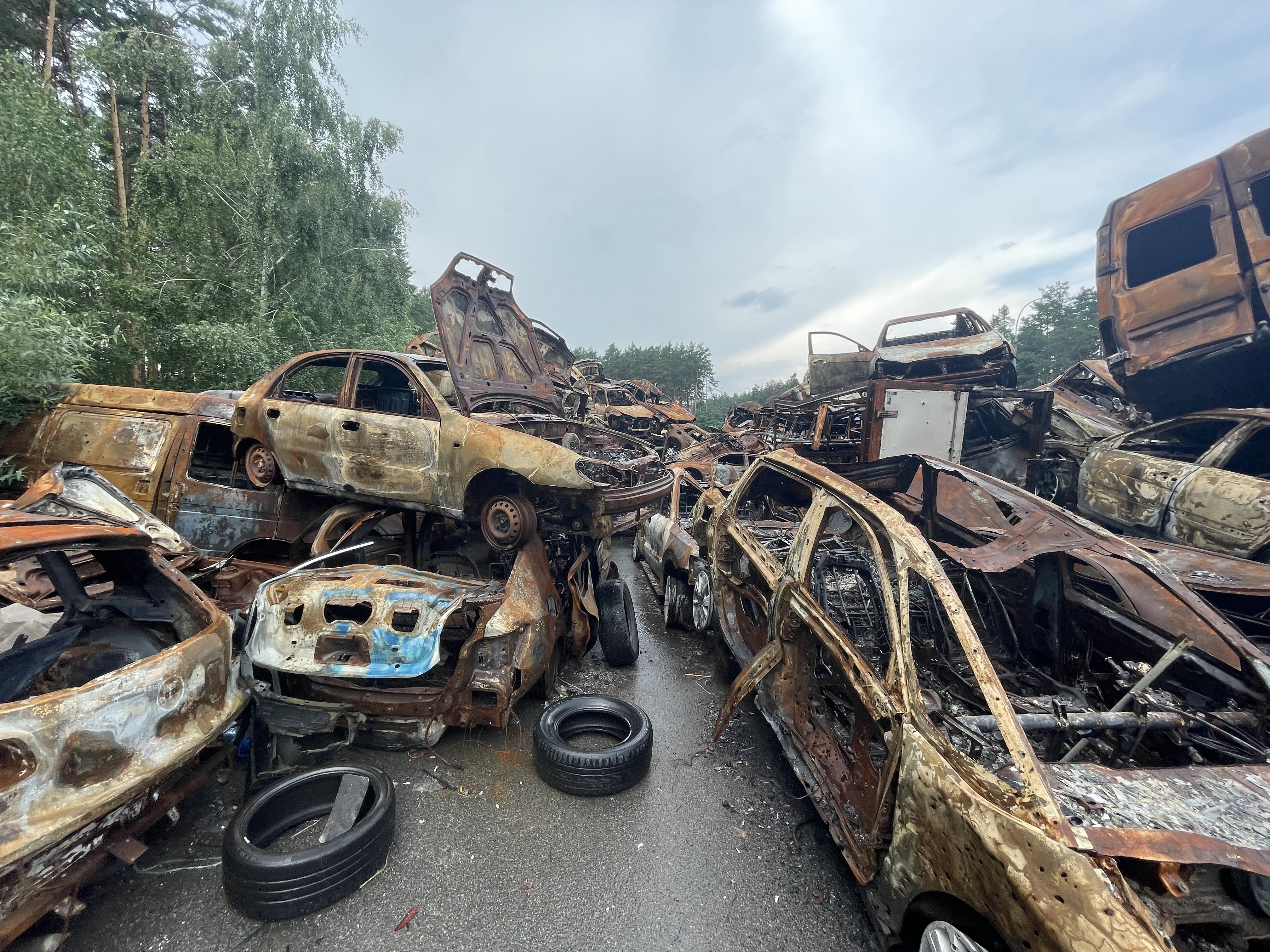
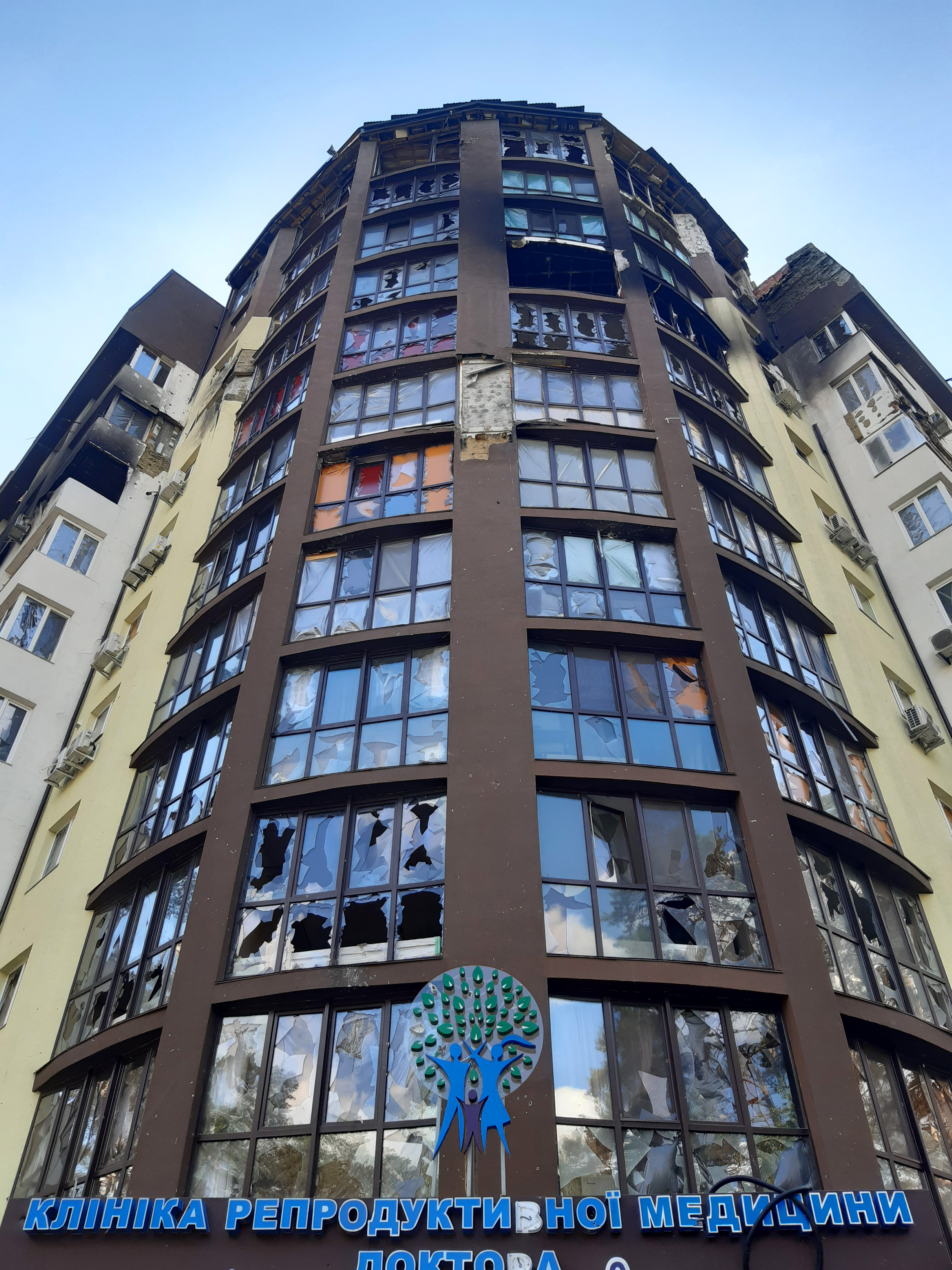
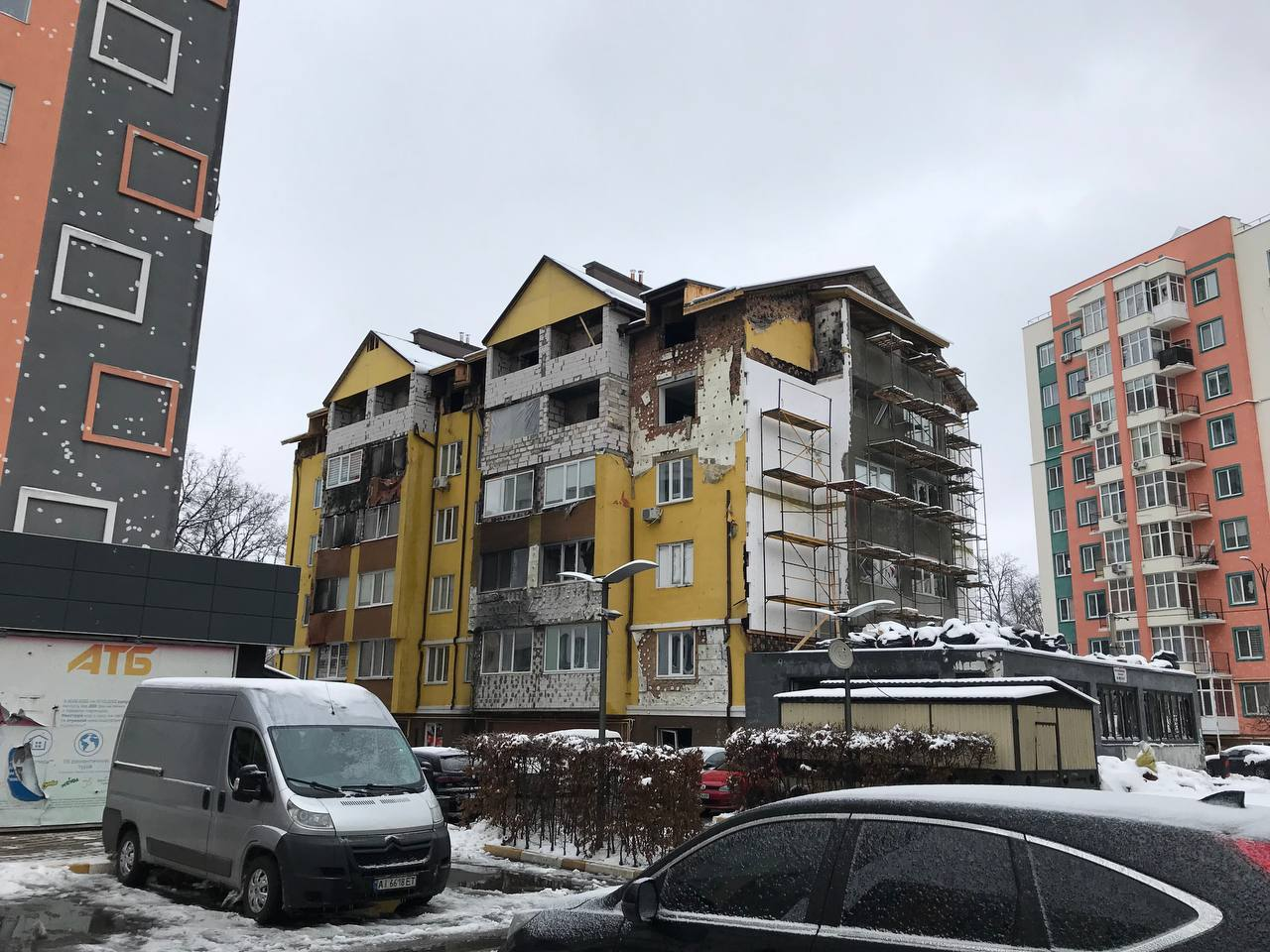
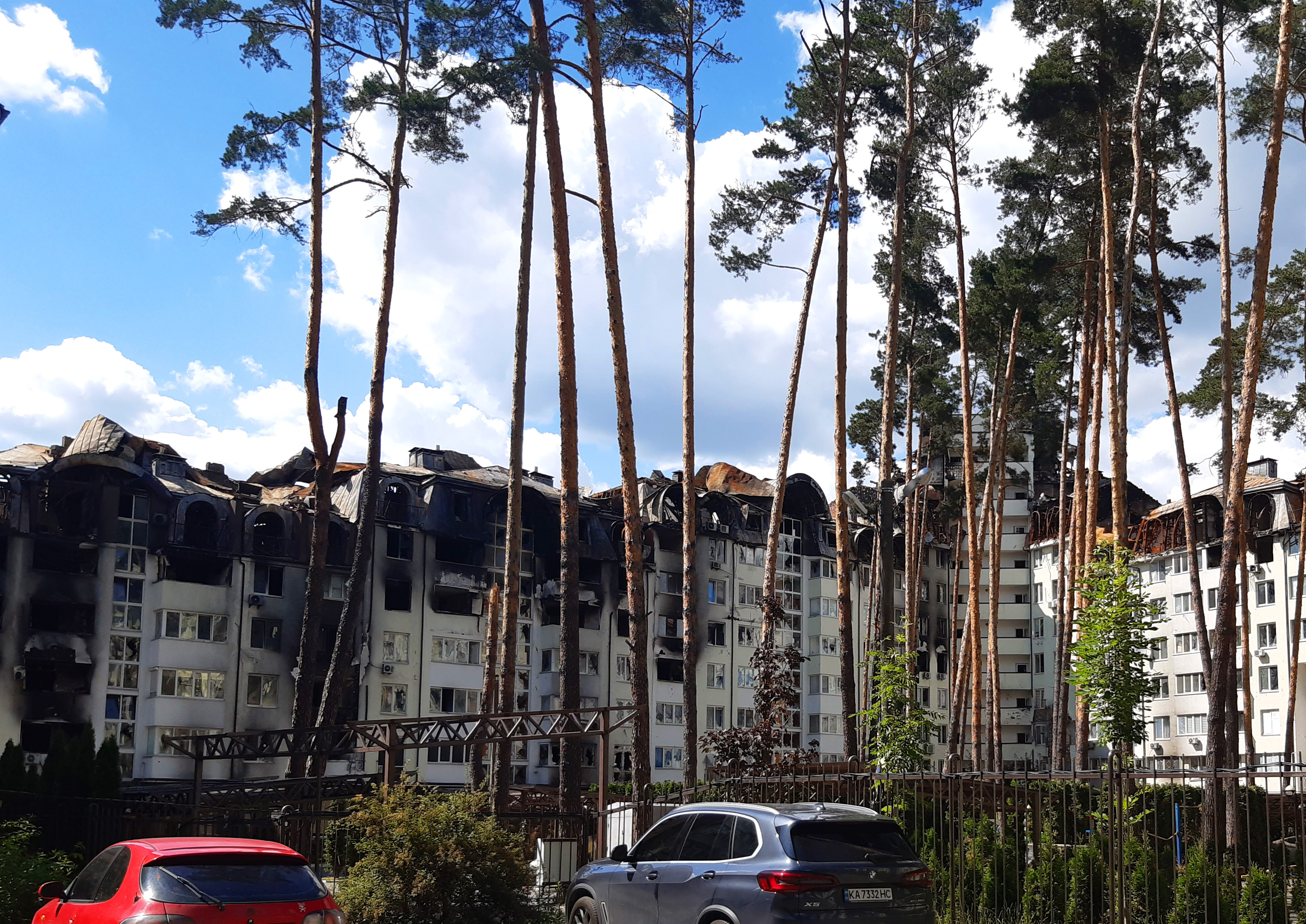
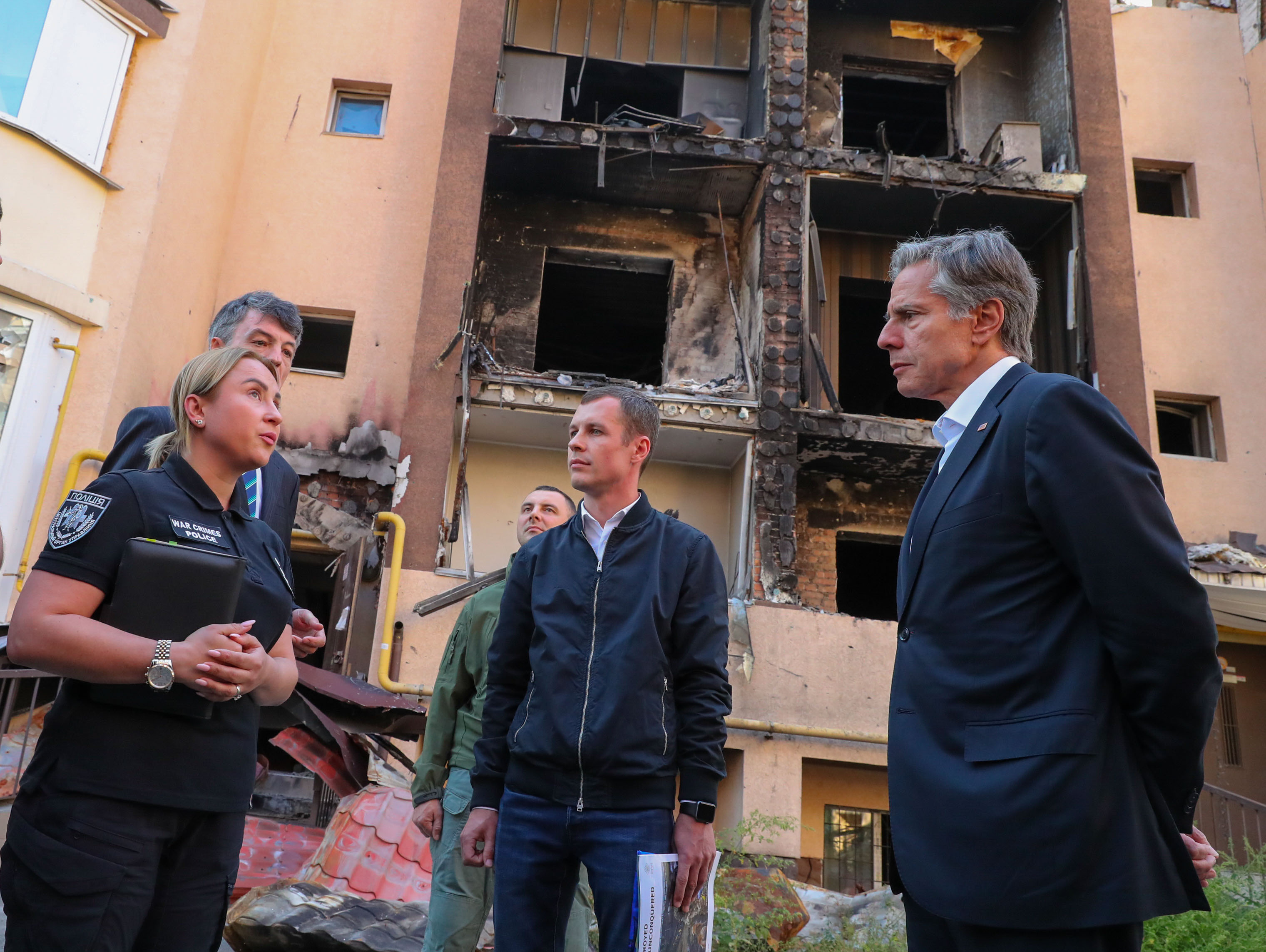

## Географія та клімат
Місто розташоване на півночі України, входить до складу Київської області. Розташоване в центральній частині області, на річці Ірпінь. Віддалене від Києва на 7 км. Має площу 110,83 км².
Клімат помірно континентальний, м'який, з достатнім зволоженням. Середня температура січня — 6°С, липня +19,5°С. Тривалість вегетаційного періоду 198—204 дні. Сума активних температур поступово збільшується з півночі на південь від 2480 до 2700°. За рік на території міста випадає 500—600 мм опадів, головним чином влітку.
Впродовж 2014—2016 років в Ірпені споруджено 5 парків та 5 скверів. Щороку висаджуються нові зелені насадження. Споруджується комплекс очистки питної води.

## Місцевості

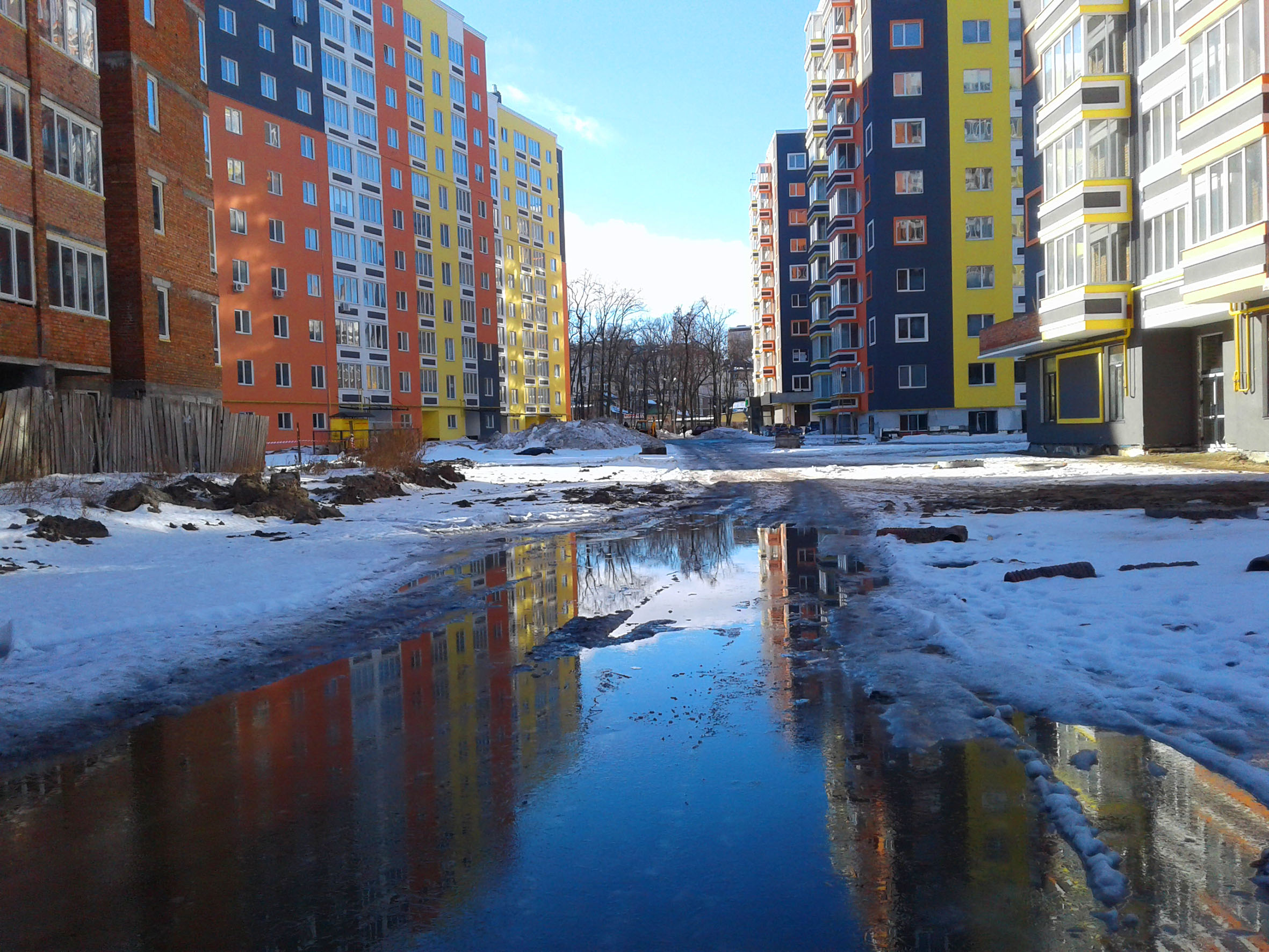
Новобудови в Пилиповому Потоці.

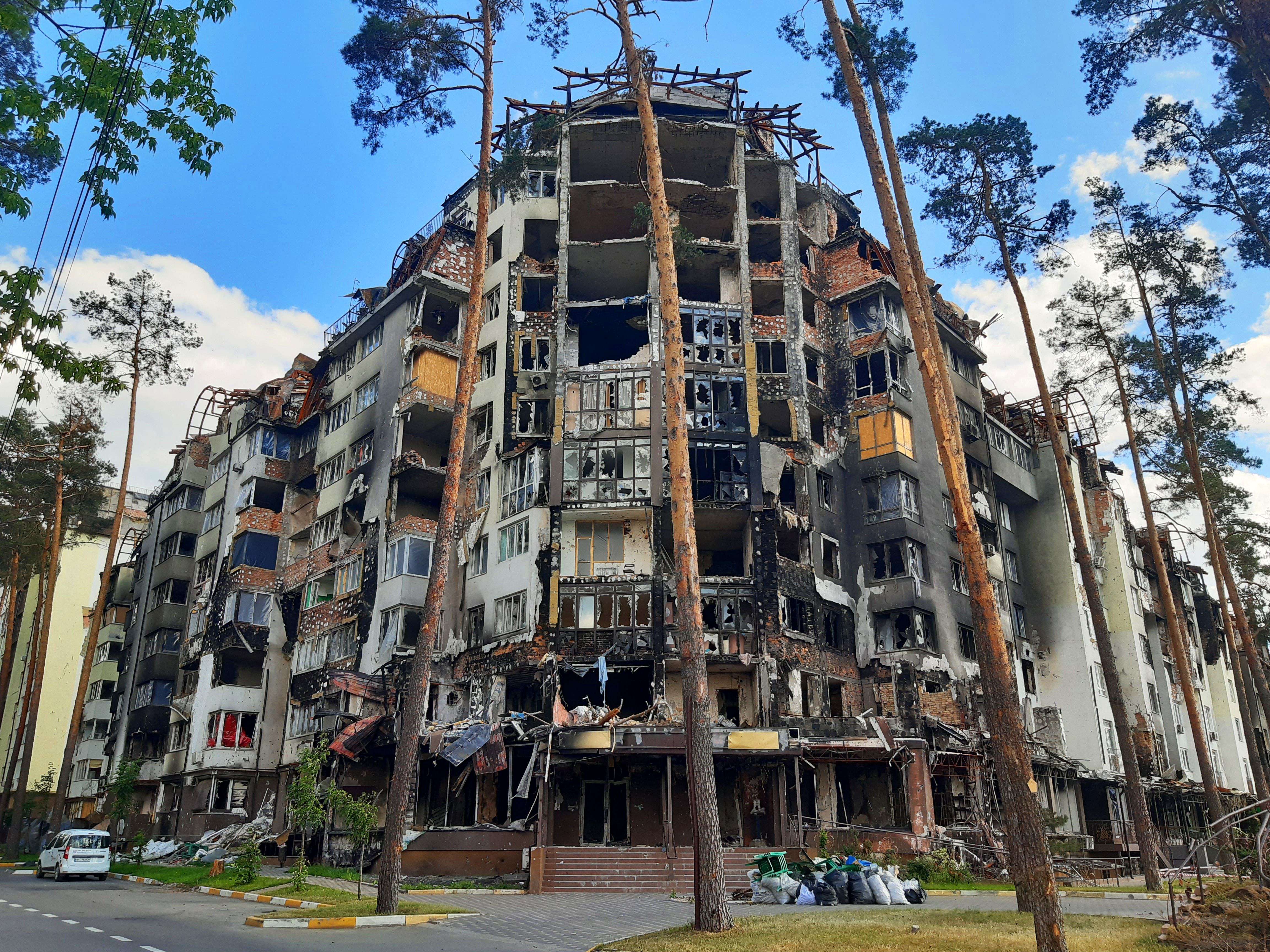
ЖК «Ірпінські Липки» після обстрілу росіянами, Северинівка.

Ірпінь залізницею розділений на дві частини, кожна з яких має свої історичні кути.
Пилипів Потік — історичне урочище, північно-західний кут, розташований уздовж правого берега річки Буча від Гайдамацької вулиці до Університетської. Згадується як хутір у 1803 році.
Северинівка — історичний північно-східний кут Ірпеня. На початку XX сторіччя на території Северинівки уздовж річки Ірпінь і лінії залізниці Київ — Ковель залізничники побудували свою колонію. Будівництво велося без чіткого архітектурного плану. У лісі прорубували просіки, які перетворювалися на вулиці. Їх назвали лініями. Згадкою про часи заснування міста є мікротопоніміка Ірпеня: Северинівська вулиця, Перша, Друга та інші лінії.
«Курортна» частина розташована на південному заході у сосновому лісі. Місцевість забудовували санаторіями, профілакторіями, оздоровчими дитячими таборами. Після Чорнобильської аварії деякі оздоровчі заклади закрили. На початку XXI століття сосновий ліс поступово вирубують, на місці якого ведеться будівництво житлових комплексів.

## Місцева влада

### Самоврядування
Місцеве самоврядування міста Ірпінь здійснюється Ірпінською міською радою, яка складається з 36 депутатів, з них 15 депутатів у шостому скликанні обрані від політичної партії «Нові обличчя».

### Очільники міста
- 1998—2006 року — Скаржинський Володимир Данилович,[29]
- 2006—2007 року — Свистович Мирослава Богданівна
- 2007-2010 Бондар Олег Васильович міський голова Ірпеня Київської області (червень 2007 — листопад 2010 років).
- 2010—2014 року — Ірпінським міським головою вдруге став Скаржинський Володимир Данилович, член Партії Регіонів.
- 26 жовтня 2014 року — 2 серпня 2018 року — Ірпінським міським головою був Карплюк Володимир Андрійович, лідер політичної партії «Нові обличчя».
- 2 серпня 2018 року — 31 жовтня 2019 року — в. о. Ірпінського міського голови була Попсуй Анастасія Вікторівна (партія «Нові Обличчя»).
- 31 жовтня 2019 року — 25 жовтня 2020 року — в.о. Ірпінського міського голови був Літвинов Андрій Вікторович (партія «Нові Обличчя»).
- З 5 листопада 2020 року — Ірпінським міським головою став Маркушин Олександр Григорович (партія «Нові Обличчя»).

## Благоустрій
2016 року Ірпінь потрапив до Національного реєстру рекордів України за найбільшу кількість реконструйованих та збудованих за два роки парків і скверів.

### Парки Ірпеня

#### Ірпінський міський парк імені Володимира Правика

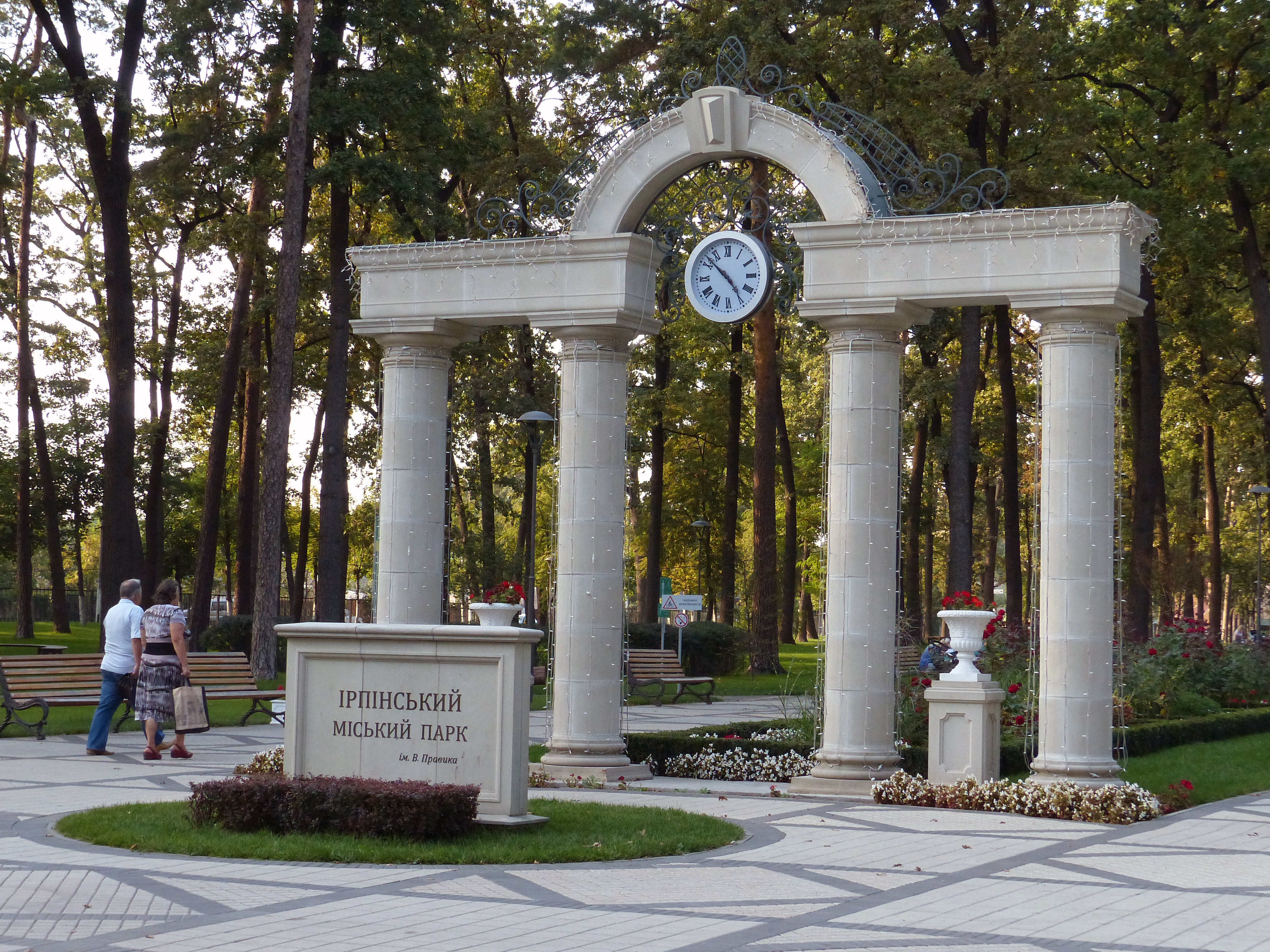
Ірпінський міський парк імені Володимира Правика.

У парку встановлено погруддя Володимиру Правику, загиблому пожежнику, одному з перших, хто прибув на пожежу 4-го блоку Чорнобильської АЕС. Парк заснований на початку 1980-х років. Наприкінці 2014 року реконструйований. Він вражає природною красою і ландшафтними дизайнерськими рішеннями. Улюблене місце дозвілля ірпінців і гостей міста. Щовихідні тут проводяться безкоштовні творчі, спортивні, розважальні програми для дітей і дорослих. Розташований на вулиці Соборній.

#### Центральний парк
Створений та відкритий 2016 року. Розташований на перехресті вулиць Університетської та Літературної. Найбільший парк Ірпеня. У парку є бігові доріжки, дитячий і спортивний майданчики, вело- та ролепрокат, штучна водойма, зона барбекю, оригінальні скульптури, зелена алея та шезлонги.

#### Міський парк культури та відпочинку «Дубки»

Вулична писанка на Центральній площі Ірпеня.

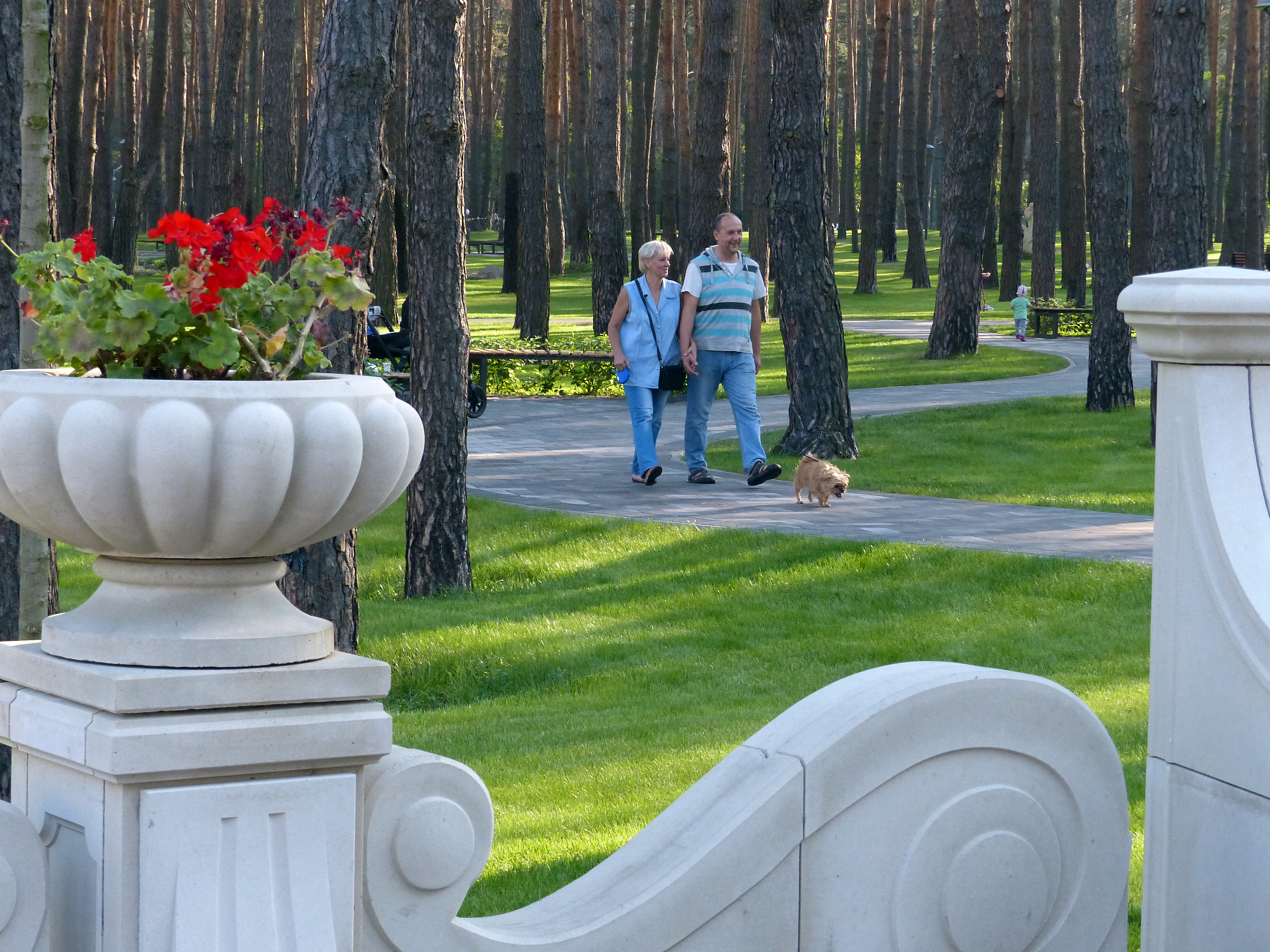
Центральний парк в Ірпені.

Розташований на Соборній вулиці. Парк заснований на початку 1970-х років. Тривалий час перебував у руїнах, частина території була приватизована. Оновлений парк відкрито і повернуто громаді у 2015 році. Тут розташоване літературне кафе, створені місця для сімейного відпочинку, прогулянок з дитячими візочками, занять велоспортом, окремі зони для барбекю і вигулу домашніх тварин.

#### Парк дерев'яних скульптур «Покровський»

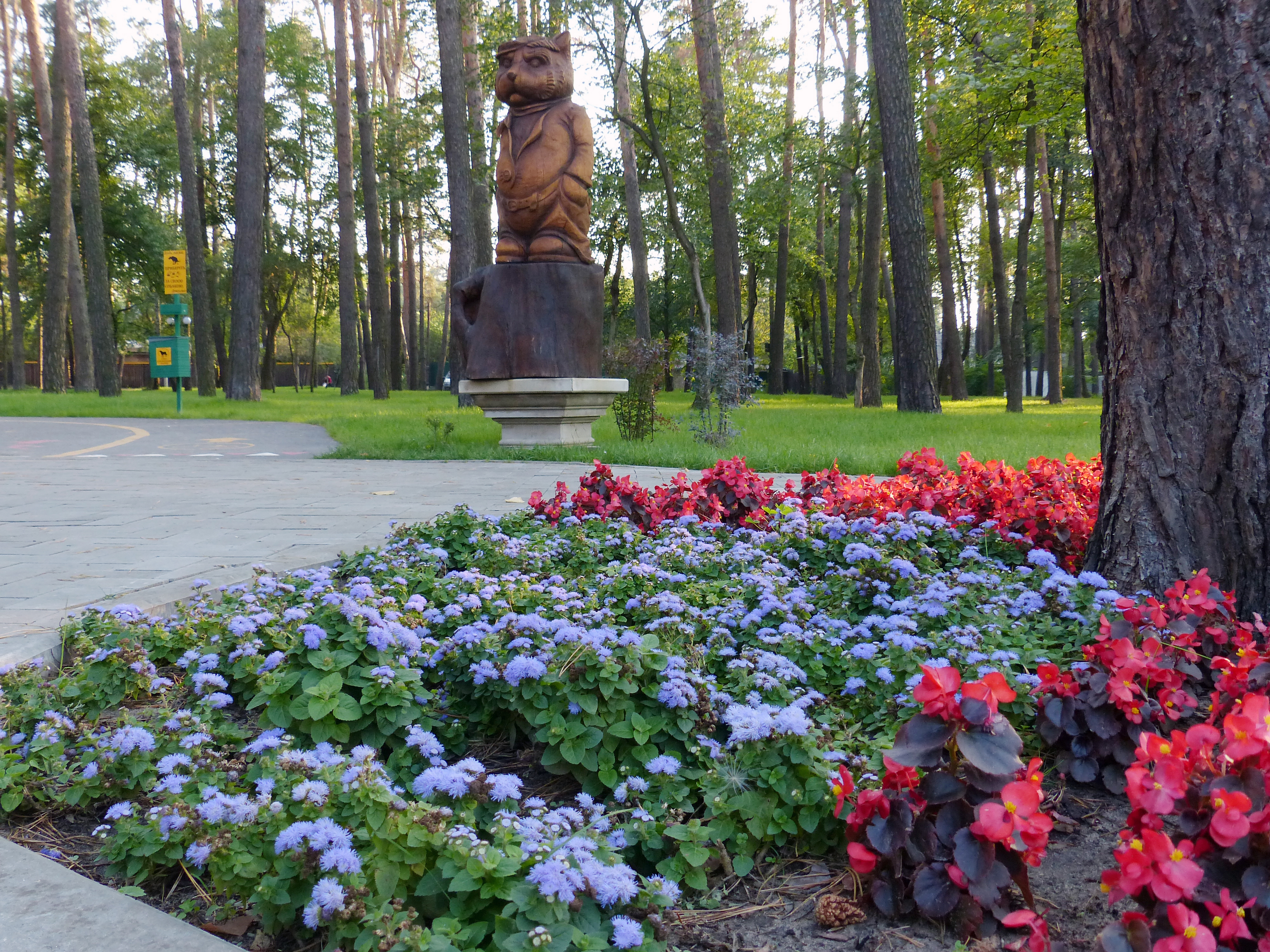
Парк дерев'яних скульптур «Покровський».

Розташований на перехресті вулиць Покровської та Котляревського. Парк дерев'яних скульптур відкритий у 2016 році. Авторські дерев'яні скульптури виготовляли майстри з різних куточків України. Тут представлені фігури тварин, птахів, козаків, янголів, міфічних істот, героїв відомих казок і мультфільмів. Центральна фігура скульптурного ансамблю — янгол з дитиною на руках. За короткий час парк уподобали не лише ірпінці, а й гості міста.

#### Парк Перемоги
Найстаріший парк Приірпіння. Названий на честь перемоги в Другій світовій війні. Розташований між Соборною та Університетською вулицями, біля школи № 17. У парку встановлено пам'ятник танку Т-34. Тут розташований популярний мотузковий парк спортивного орієнтування «Панда». До Дня міста Ірпінь у 2018 році за ініціативи Володимира Карплюка було проведено реконструкцію парку Перемоги, частина з якого після відкриття отримала назву Парк Незнайка — на честь героя трилогії Миколи Носова, дитинство якого пройшло в Ірпені.

#### Парк імені Михайла Стельмаха
Розташований на Северинівській вулиці. Український письменник Михайло Стельмах в Ірпені мешкав деякий час, тут знаходилася його дача. Пам'ять про письменника закарбована у назвах вулиці Стельмаха та одного з міських парків. За словами місцевих мешканців, які знали письменника особисто, саме цей парк надихав його на творчість. Нині парк — місце сімейного відпочинку зі збереженим природним ландшафтом.

#### Парк Письменників
Розташований між вулицями Стельмаха та Підгірної на території Будинку творчості письменників Національної спілки письменників України. Будинок творчості письменників «Ірпінь» — місце народження численних літературних та художніх шедеврів. Створений у 1935 році на базі дачі київського фабриканта Чоколова. У Будинку творчості «Ірпінь» жили й творили Олександр Довженко, Остап Вишня, Павло Тичина, Микола Бажан, Михайло Стельмах, Максим Рильський, Олесь Гончар і багато інших поетів і прозаїків. Зокрема, Михайло Стельмах написав тут декілька романів. Натан Рибак писав історичний роман «Переяславська рада». Парк було створено на підставі договору про співпрацю між Національною спілкою письменників України та Ірпінською міською радою. Парк письменників було відкрито 30 жовтня 2017 року під час святкування Дня міста Ірпеня.

#### Парк Дружби імені академіка Заріфи Алієвої
Розташований по вулиці Заріфи Алієвої. Парк створений представниками азербайджанської діаспори. 2004 року тут встановлено пам'ятник академіку Заріфі Азіз кизи Алієвій, дружині президента Азербайджану Гейдара Алієва.

#### Парк Героїв
Розташований на перехресті вулиць Юрія Мушкетика та Героїв. Парк Героїв — це знак пам'яті ірпінської громади про героїв, які навіки закарбували свої імена у боротьбі за мир. У 1943 році на цій території проходили запеклі бої, по завершенню яких місцеві жителі поховали тут 57 загиблих. Пізніше тут був встановлений пам'ятник загиблим воїнам. У парку збережено природний ландшафт, облаштовано квіткові клумби.

#### Набережна річки Ірпінь
Набережна з'єднує Підгірну вулицю з пляжем по вулиці Стельмаха. Відкрито 19 серпня 2018 року, хоча не всім до вподоби надмірне втручання в природний ландшафт приірпінського узбережжя. Дозволів і відповідних погоджень для проведення такої роботи міська влада або підрядна організація не отримували.

### Сквери Ірпеня

#### Сквер імені Володимира Сидорука
Сквер, що названий на честь видатного художника Володимира Сидорука, який жив і творив в Ірпені, є улюбленим місцем відпочинку дітей. Тут варто покататися на роликах та велосипедах, побавитися на величезному ігровому кораблі, насолодитися велосипедними доріжками та зонами відпочинку.

#### Сквер Миру
Розташований на перетині вулиць Миру та 8 Березня, від однієї з них і походить його назва. Нині це популярне місце зустрічей та відпочинку мешканців мікрорайону, особливо дітей, для яких тут регулярно організовують тематичні свята. Особливістю скверу є бювет, за яким дбайливо доглядають місцеві мешканці.

#### Пушкінський сквер
Молодий сквер зі старими соснами та особливою казковою атмосферою розташований на вулиці Василя Стуса в Ірпені. Облаштований за мотивами дитячих казок всесвітньо відомого письменника Олександра Пушкіна. Тут можна цікаво і змістовно провести час із дітьми, занурившись у світ улюблених казкових героїв.

### Алеї Ірпеня

#### Алея Героїв АТО
Розташована по вулиці Котляревського (навпроти парку «Покровський»).

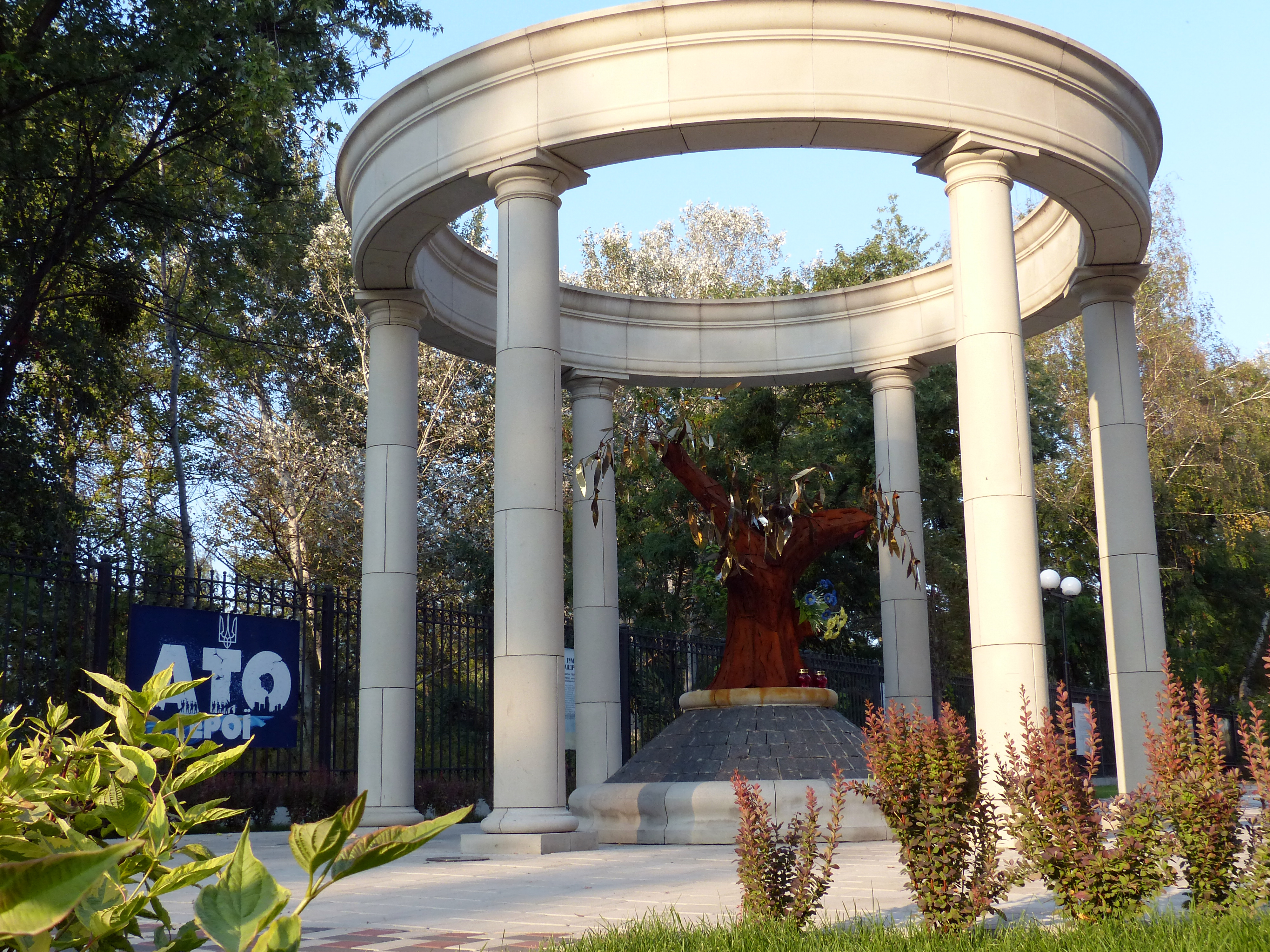
Алея Героїв в Ірпені

Меморіальну алею освятив 17 жовтня 2015 року Святійший Патріарх Київський і всієї Русі-України Філарет. Центральна скульптура Алеї Героїв АТО — дерево незламності українського духу. Воно посічене кулями, розколоте снарядом, але міцно тримає листочки, на яких написані імена загиблих героїв. На гілках серед листочків — маленькі дзвіночки, їх дзвін символізує голоси померлих душ. Відкриває алею колона пам'яті, на горі якої розташований ангел із сурмою, що прославляє подвиг українських патріотів.

### Природні пам'ятки Ірпеня

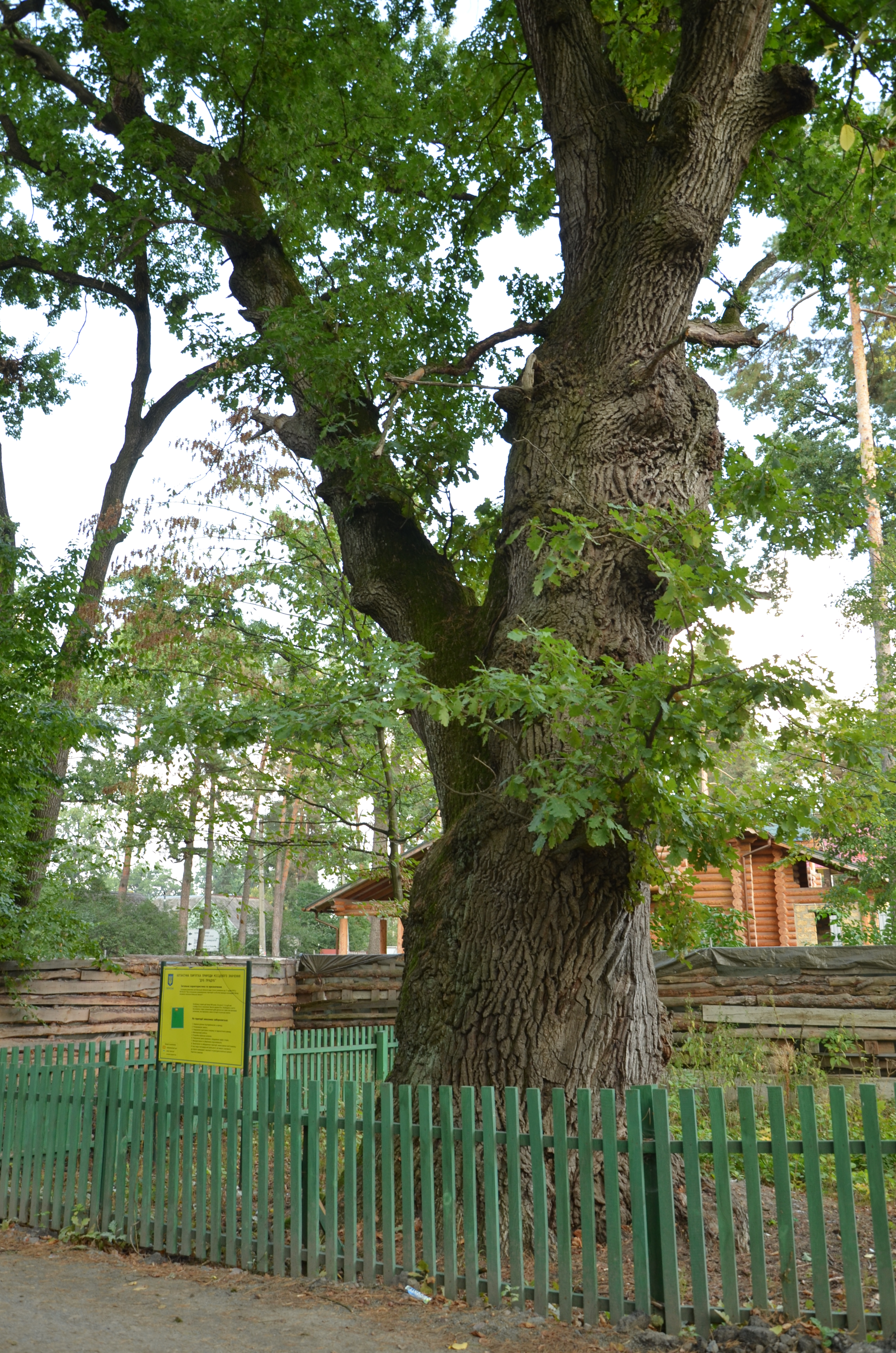
Прадуб.

- 600-річний Прадуб. Розташований на перехресті вулиць Лисенка та Мечникова. Ботанічна пам'ятка природи — 600-річне дерево. На висоті 1,3 м 30-метровий дуб має стовбур 5,9 м в охопленні. Обійнявши прадавнього дуба, людина наповнюється силами та енергією.
- Гідрологічний заказник «Криничка». Розташований на вулиці Миколи Сингаївського.

### Історичний центр Ірпеня
- Центральна площа та вулиця Тараса Шевченка. У 2016 році відбулася масштабна реконструкція центру міста. Створено пішохідну зону, зони активного та спокійного відпочинку, сучасний фонтан, оригінальні скульптури, оновлено фасади будівель і меморіальний комплекс Воїнів-захисників. На площі встановлено пам'ятник Тарасу Шевченку. В 2021 році на Великдень було розміщено великі вуличні писанки на центральній площі, а також на різних вулицях міста[37].

## Архітектура

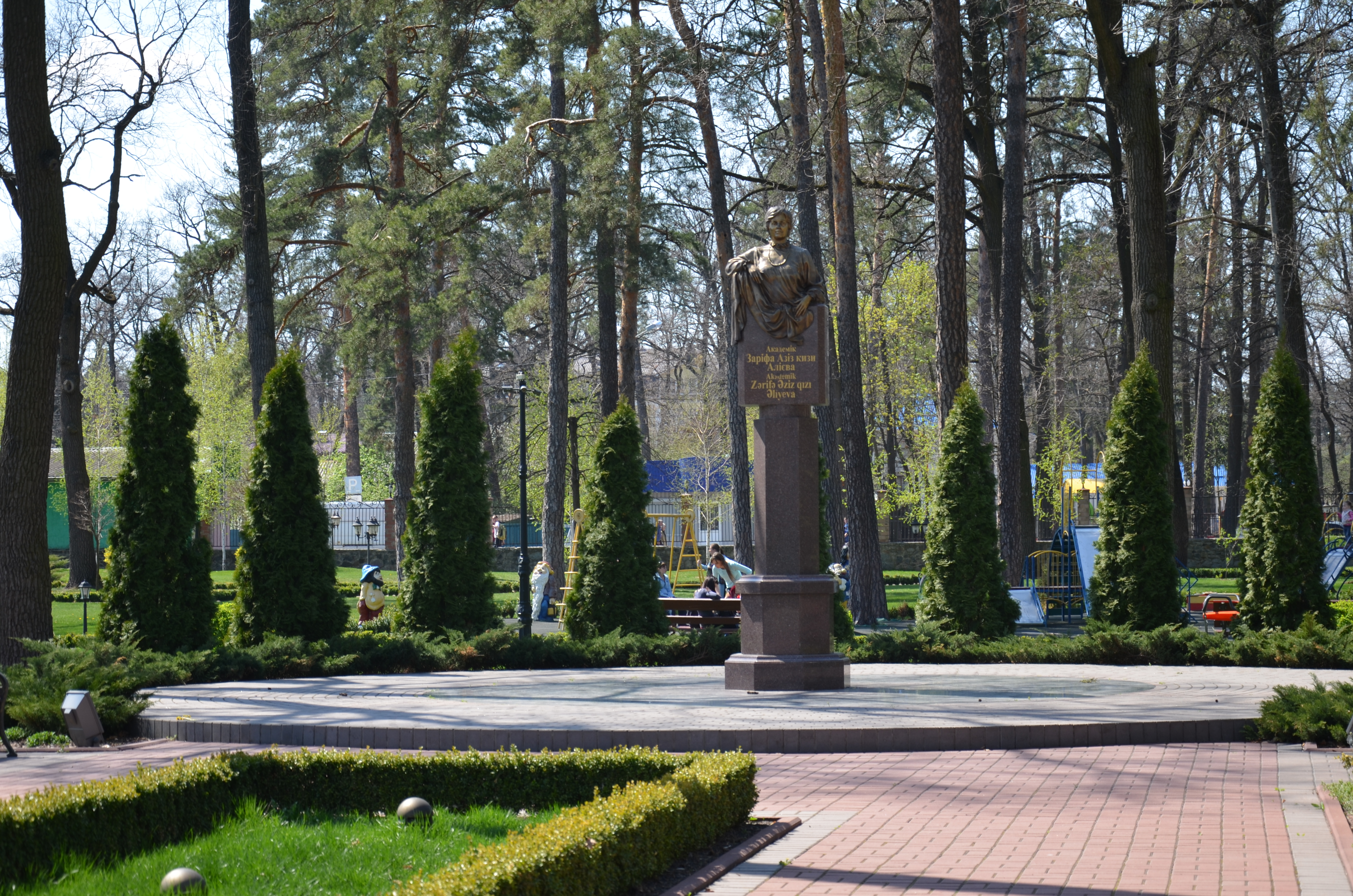
Пам'ятник академіку Заріфі Азіз кизи Алієвій

- Пам'ятник академіку Заріфі Азіз кизи АлієвійПам'ятник академіку Заріфі Азізівні Алієвій, дружині азербайджанського президента Гейдара Алієва, було встановлено в 2004 р. на прохання і коштом азербайджанської громади Приірпіння. Автори — скульптор Гурбанов Сейфаддін Алі огли, архітектори В. О. Рак і Б. М. Піаніда. Розташований на вулиці Заріфи Алієвої біля парку її імені. Окрема роль у спонсоруванні відновлення парку ім. Заріфи Алієвої, дружини президента Азербайджану Гейдара Алієва, належить Державній Нафтовій Компанії Азербайджанської Республіки (SOCAR).
- Героям, що загинули за Батьківщину. Цей пам'ятник розташовано у парку Слави.
- Правика Володимира. Погруддя ліквідатора аварії на ЧАЕС Героя Радянського Союзу В. П. Правика було відкрито 30 жовтня 1988 р. Автор — архітектор В. Є. Гуменюк. Розташований у парку Правика.
- Танк Т-34, розташований у парку Перемоги.
- Шевченка Тараса. Пам'ятник розташований на вулиці Шевченка.
- Кричевського Ф. Г. Пам'ятник встановлено 1980 року на місці садиби, де у 1944—1947 рр. мешкав український художник і педагог, один із засновників і перший ректор української Академії образотворчого мистецтва Федір Григорович Кричевський. Має вигляд стели з білого мармуру заввишки 2 метри, на якій викарбувані профіль художника та роки його життя. Автор — Б. М. Піаніда. Розташований вул. Павленка, 1.
- Пам'ятник солдатам, які загибли під час Другої світової війни. Розташований по вулиці Університетській.
- Погруддя Ярославу Мудрому, Богдану Хмельницькому, Пилипу Орлику та Михайлу Грушевському[38].

В Ірпені є наступні архітектурні споруди:
- Церква Святителя Миколая
- Дача київського фабриканта Івана Чоколова, від 1936 року є Будинком творчості спілки письменників України.
- Свято-Троїцька церква 1911 року (незважаючи на поважний вік до переліку пам'яток не зарахована).

В Ірпені взірці дачної забудови першої половини XX століття й перших повоєнних десятиліть мають історичне значення як місця перебування й діяльності багатьох представників творчих професій.

## Охорона здоров'я

Ірпінська міська поліклініка.

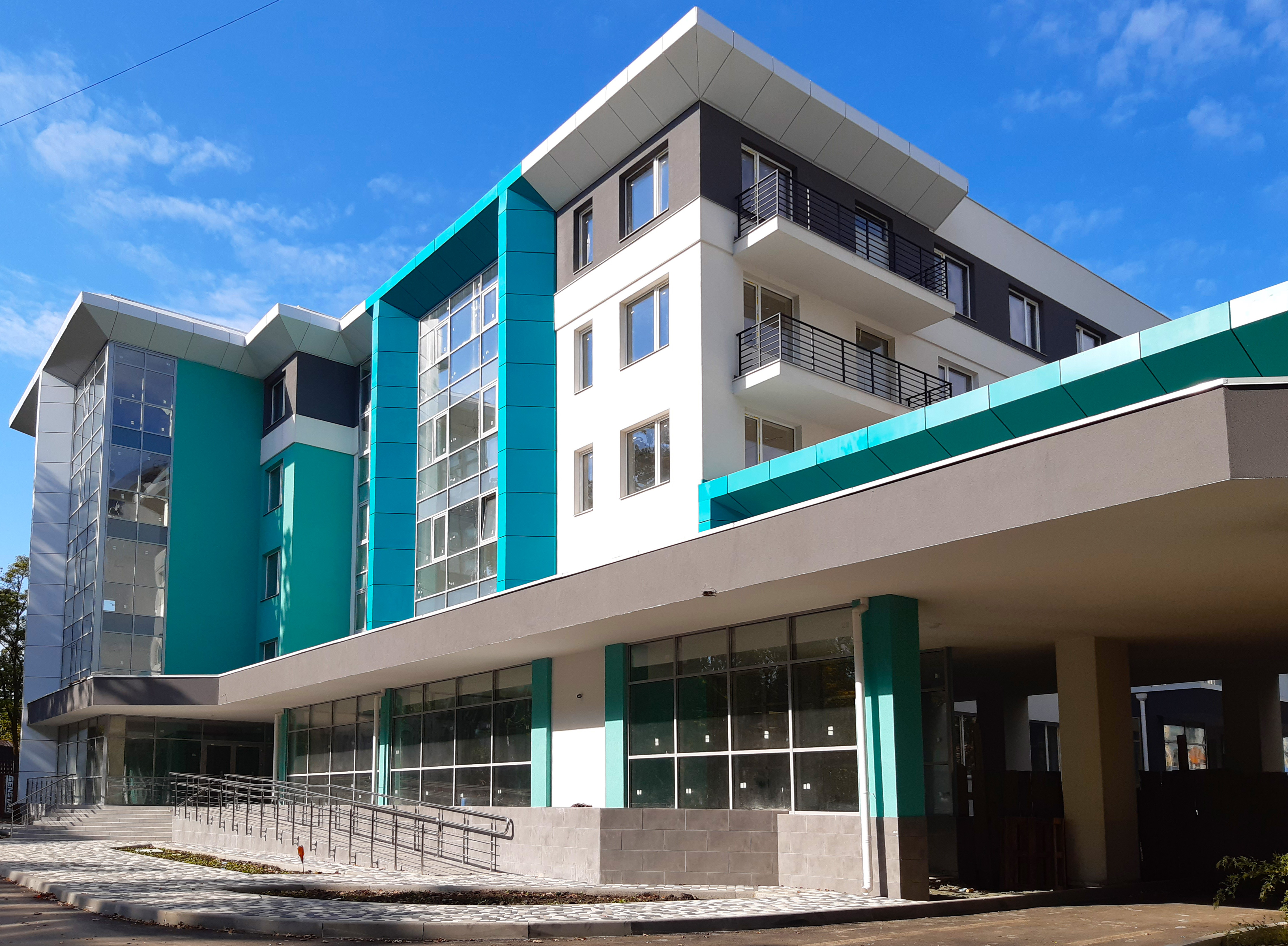
Будівництво лікувального корпусу (жовтень 2021).

Мережа з охорони здоров'я в Ірпені враховує 12 лікувальних закладів. Серед них найбільш значущі Ірпінська центральна міська лікарня, Ірпінська міська поліклініка, Дитячі лікарня та поліклініка, пологовий будинок, жіноча консультація. Створено Антигіпертензивний центр, відкрито Мамологічний центр. Кардіологічну реабілітацію здійснює санаторій «Ірпінь». В місті діє дитячо-юнацький клуб «Дивосвіт» з елементами соціалізації дітей і молоді з особливими потребами — перший і єдиний комунальний заклад такого спрямування в Ірпені та в Київській області.

## Економіка та промисловість
У вересні 2016 року Ірпінському регіоні діяли 125 підприємств, загальний фонд оплати праці яких складав 79,4 млн грн. Чисельність працюючих на підприємствах регіону 16 203 особи. Виробництво промислової продукції здійснюють 28 промислових підприємств. Переважає недержавний сектор, частка якого у загальному обсязі промислового виробництва становить близько 95 %. Обсяги реалізованої продукції за даними промислових підприємств основного кола за перше півріччя 2016 року склали 1354518,6 тис. грн. Станом на 1 липня 2016 року у місті Ірпені та селищах Ворзель, Гостомель, Коцюбинське було 8920 малих та середнього підприємців, на яких працювало 9200 осіб.
Вагомою складовою економіки регіону є будівництво. Основними компаніями будівельної галузі регіону на даний час є наступні компанії:
- Товариство «Відважних», яке звело 16 житлових комплексів, у яких уже проживає 10 тисяч мешканців. Серед них — ЖК «Новатор», «Варшавський Двір», «Rich Tawn, Буча», «Буча Квартал», «Центральний», «Парковий», «Лісова Буча», «Полтавський», «CENTRAL HOUSE», «Novator Irpin», «Burgundia», «River Port» та ін.)[39]. Засновниками товариства «Відважних» є Володимир Карплюк та Володимир Співак[40].

- Будівельна група «Синергія»[41]).

Інші значущі підприємства регіону ТОВ «Агрофарм» (фармацевтичне підприємство), ТОВ «Натур+» (єдине в Україні фармацевтичне підприємство, основною діяльністю якого є виробництво «Гематогену»), завод поліетиленових виробів «Планета Пластик», інтернет-провайдер «Dominet».
У міському комунальному господарстві Ірпеня обслуговуванням житла займається КЖЕП «Ірпінь», водопостачанням — КП «Ірпіньводоканал», теплопостачанням — «Ірпіньтепломережа», «Теплокомунсерсвіс». Постачання електроенергії в місті здійснюється Ірпінським районним підрозділом ЗАТ «АЕС Київобленерго». Постачання природного газу в Ірпені здійснює ВАТ «Київоблгаз».

## Транспорт

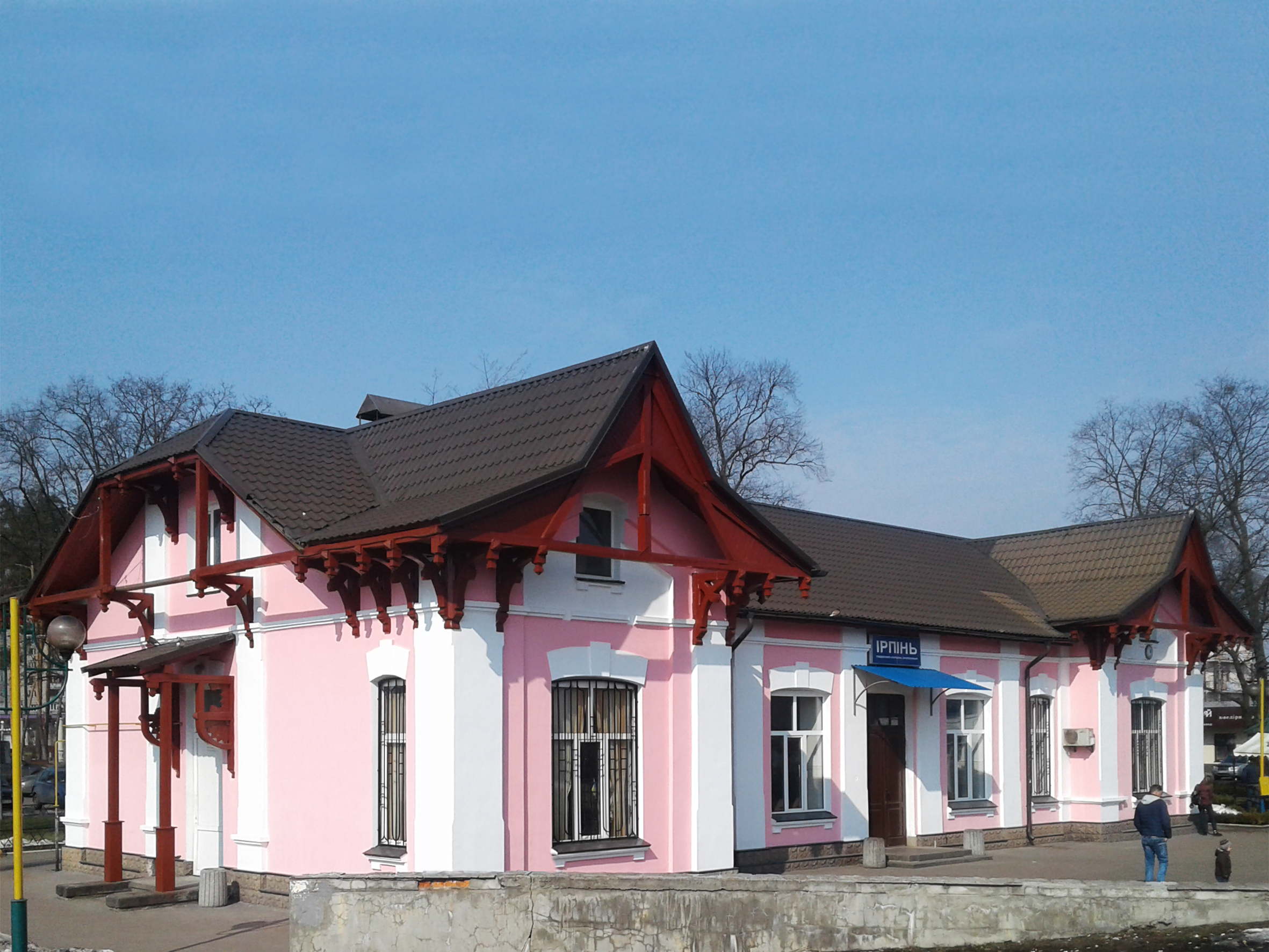
Залізнична станція Ірпінь

Зовнішні зв'язки Приірпіння з іншими населеними пунктами України забезпечуються залізничним, автомобільним та повітряним транспортом. Через територію регіону проходить магістральна автомобільна дорога державного значення М07 (Київ — Ковель — Ягодин); на півночі регіону проходять міжнародні автомобільні транспортні коридори: Критський № 3, Європа — Азія. Зазначені транспортні коридори проходять у створі магістрального автошляху міжнародного значення М06 (Київ — Чоп і надалі на Будапешт) та мають значення для налагоджених каналів автоперевезень між Україною і державами Західної Європи.
Авіаційний науково-технічний комплекс імені Антонова розташований неподалік від міста (в смт Гостомель). Має злітно-посадковою смугою (завдожки 3,5 км), здатний до прийому таких гігантів як Ан-225 «Мрія» (знищений 27 лютого 2022 року російськими окупантами в ході боїв за Гостомельський аеропорт) та Ан-124 «Руслан».

### Залізничне сполучення
Приірпінням пролягають залізнична магістральна лінія Київ — Коростень. На її перегоні в межах Ірпінської міської громади розташована одна залізнична станція (Ірпінь).
У 1898 році розпочалось будівництво Києво-Ковельська залізниці. Саме її прокладання сприяло зростанню поселення. В Ірпені знаходиться однойменна залізнична станція на перегоні між залізничною станцією Біличі (7 км) та зупинним пунктом Лісова Буча (3 км). Станція Ірпінь відкрита 1904 року у зв'язку із будівництвом залізниці Київ — Ковель. Збереглася будівля вокзалу станції, збудованого тоді ж за типовим проєктом (подібні будівлі збереглися на станціях Святошин, Біличі та Клавдієво). У 1959 році станція електрифікована в складі дільниці Київ — Ворзель, що сприяло відкриттю руху приміських електропоїздів. У середині 2000-х років станція була реконструйована.

### Автобусне сполучення
Транспортне перевезення здійснюють Ірпінське АТП-13250, ТОВ «Транс Груп» та Ірпінська філія ТОВ «Фастів-Автотранс».
До Ірпеня є можливість дістатися з Києва наступними автобусними маршрутами:
- № 392 (через Гостомель, Мостище) від станції метро   «Академмістечко» до залізничного вокзалу Ірпінь, інтервал руху — кожні 10-15 хв.
- № 379 (через с. Романівку та вулиці в м. Ірпінь: Західна, Мечникова, Джерельна, Садова, Степанівська, Північна, Університетська) від станції метро   «Академмістечко» до ЖК «Grand Life», інтервал руху — кожні 10-15 хв.
- № 420 (через с. Романівку та вулицю в м. Ірпінь Соборну) від станції метро   «Академмістечко» до БЦЗ (Бучанський цегельний завод), інтервал руху — кожні 10-15 хв.
- № 395 від станції метро   «Оболонь» через площу Тараса Шевченка, селище Гостомель до залізничного вокзалу Ірпінь і в зворотному напрямку, інтервал руху — приблизно кожні 15 хв.
- «Ашан-Біличі» — «Ірпінь» — безкоштовний автобус, інтервал руху — 1 година.
- № 400 (через с. Стоянка) від станції метро   «Святошин» до залізничного вокзалу Ірпінь, інтервал руху — 30-83хв.

### Велосипедний рух
Велосипедний рух — частина транспортної інфраструктури міста Ірпінь.
24 серпня 2016 року в Ірпені відбувся велопробіг, присвячений 25 річниці Незалежності України. 7 вересня 2016 року міський голова Володимир Карплюк виступив з ініціативою реалізації проєкту «Велосипедний маршрут Київ — Ірпінь» зі спорудженням велодоріжок та велопарковок на станції метро «Академмістечко» і повідомив, що Ірпінь розпочав розробку трасування веломаршруту та переговори з велоспільнотою Києва. У рамках розвитку велоруху в Ірпені було ініційовано створення Громадської ради при Ірпінському міському голові з питань розвитку велоінфраструктури та введення посади радника голови з питань розвитку велоінфраструктури. В Ірпені діє громадська ініціатива «Велосипедний Ірпінь», одним із його засновників є Олександр Костюк. Велосипедні доріжки облаштовані в парку Правика, Центральному парку, парку «Дубки», парку дерев'яних скульптур «Покровський», сквері імені Сидорука, а також у парку Перемоги.

### Проєкт тролейбусного сполучення
Проєкт будівництва тролейбусної лінії розглядався ще наприкінці 2000-х років.
У 2011 році були встановлені перші опори контактної мережі та здійснений ремонт дорожнього покриття. Вже у 2012 році Київська облдержадміністрація планувала запустити тролейбусне сполучення між Києвом та Ірпенем. У 2013 році через нестачу інвестування будівництво тролейбусної лінії було припинено.
6 червня 2022 року заступник міністра фінансів Олександр Кава повідомив, що у профільному міністерстві відновлена розробка проєкту будівництва тролейбусної лінії між Києвом та Ірпенем.
У перспективі планують відкрити тролейбусну лінію від станції метро   «Академмістечко» до Ірпеня аби покращити транспортного сполучення. Ці плани сприятимуть розвантаженню магістралі у бік Ковеля через місто Буча.

## Туризм
В Ірпені є 9 готелів для різних категорій мандрівників. У місті створено портал «Туристичний Ірпінь».

## Спорт

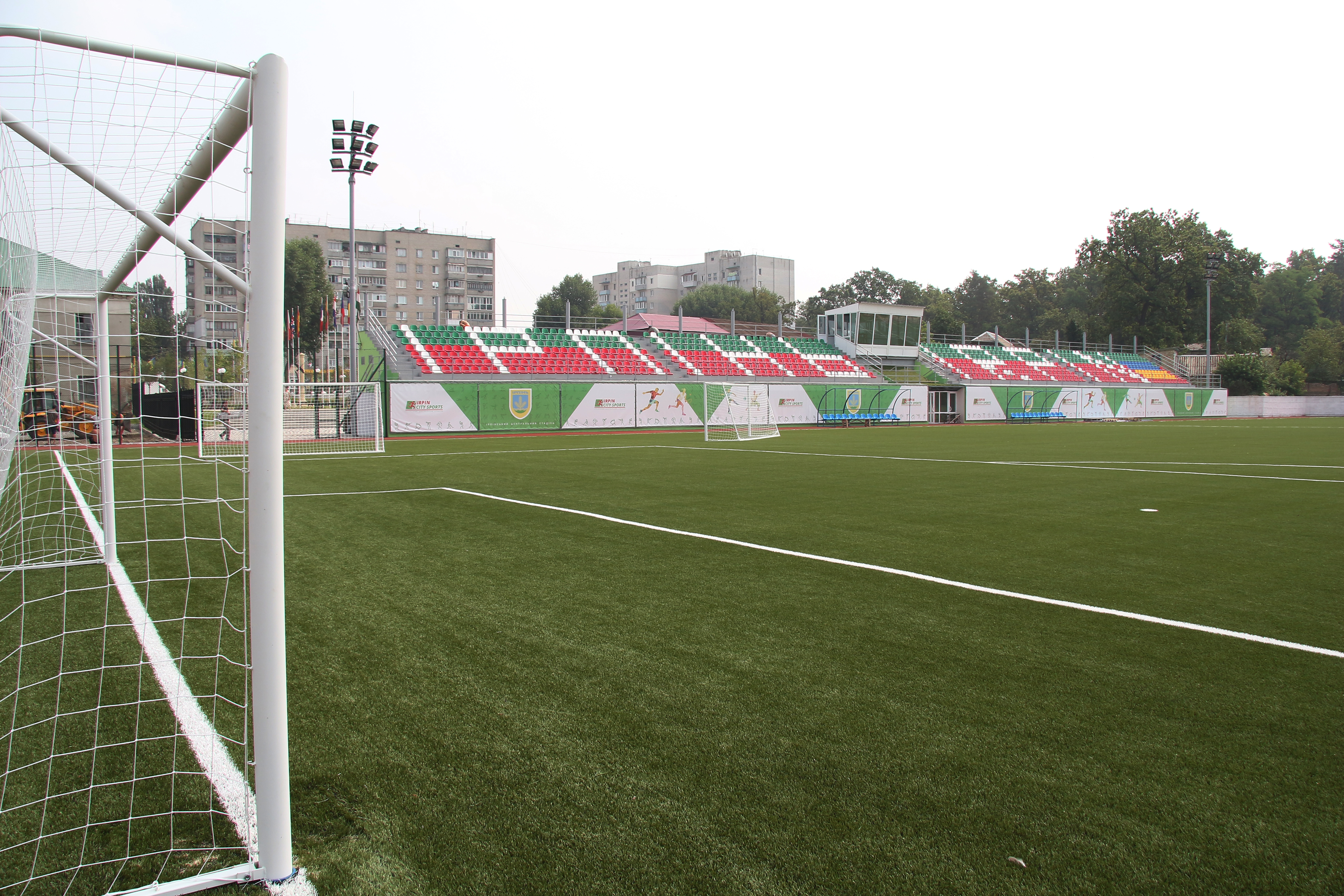
Ірпінський стадіон.

Місто активно розвиває спорт та проводить спортивні заходи під гаслом «Місто Ірпінь — місто здоров'я». Гордістю міста є відкритий у 2016 році Центральний ірпінський стадіон «Чемпіон».
В Ірпені налічується 12 спортзалів, 40 спортмайданчиків, 4 стадіони, 3 футбольні поля зі штучним покриттям, 5 футбольних майданчиків зі штучним покриттям. У місті працює 1 дитяча юнацька спортивна школа (Ірпінська) в яких займається 616 учнів та працює 17 тренерів. Школою підготовлено 36 вихованців — членів юнацьких молодіжних збірних команд України. Директор ДЮСШ Тарасов Володимир Зіновійович. На даний час 17 учнів ДЮСШ є кандидатами та членами збірних команд України.
У місті діють спортивні клуби «Біличанка», Регбійний клуб «Ірпінь», «Імператор», «Податковий Університет», «Санчін», Спорт за життя, Ірпінська міська громадська організація студія сучасного спортивного танцю «Жардін де ля данс», художня гімнастика «Etoile» та ін. Створюються необхідні умови для навчання та підготовки до змагань спортсменів та студентів Національного Університету державної податкової служби України. За 2016 рік проведено 42 спортивних заходів, у яких взяли участь 3581 студент та курсант. В університеті працює 21 секцій, у яких займається 775 студента, з яких 199 — жіночої статі.
Щорічні спортивні заходи: міська Спартакіада школярів з 10 видів спорту. 2016 року учні ірпінських шкіл брали участь у фізкультурно-оздоровчому фестивалі «Козацький гарт», ірпінська команда посіла 7 місце на Всеукраїнському Фестивалі у Ворохті. Команди шкіл м. Ірпеня брали активну участь в обласних етапах Всеукраїнських змагань «Козацький гарт», «Старти надій», «Шкіряний м'яч», «Олімпійське лелеченя» в змаганнях обласного фізкультурно-оздоровчого патріотичного фестивалю «Нащадки козацької слави», Всеукраїнської молодіжної військово-спортивної гри «Патріот». Щорічно традиційно проводиться змагання за програмою «Тато, мама, я — спортивна сім'я» та міська Спартакіада школярів з 9 видів спорту.
2016 року в Олімпійських іграх у Ріо-де-Жанейро взяли участь жителі Ірпеня:
- Андрійцев Валерій Олександрович — член збірної України з вільної боротьби, срібний призер Олімпійських ігор (2012), чемпіон світу, чемпіон та призер Європи, бронзовий призер Європейських ігор (2015), переможець багатьох міжнародних Гран-Прі (в 2016 році взяв участь в XX Міжнародному турнірі з вільної, греко-римської та жіночої боротьби присвячений видатним українським борцям і тренерам та зайняв 1 місце), багаторазовий чемпіон України та володар Кубків України (у 2015 році став в черговий раз володарем кубку України).
- Хоцянівський Олександр Йосипович — діючий член збірної України з вільної боротьби, Чемпіон III літніх молодіжних спортивних ігор України в 2009 році. Бронзовий призер чемпіонату Європи серед юніорів 2010 року (Болгарія). Переможець міжнародного турніру «Чорне море», учасник XXX Олімпійських ігор 2012 року в м. Лондон, Велика Британія, дворазовий чемпіон України 2011, 2012 років, бронзовий призер Київського міжнародного турніру 2011, 2012 років, бронзовий призер Гран-прі «Іван Яригін» 2013 роки (м. Красноярськ, Росія), бронзовий призер чемпіонату Європи 2014 (м. Вантаа, Фінляндія), переможець Міжнародного турніру Голден Гран-Прі 2015 року, учасник чемпіонату світу в Лас-Вегасі (США) 2015 року, переможець III світового відбіркового турніру до Олімпійських ігор 2016 роки (м. Стамбул, Туреччина).
- Пащинський Сергій Іванович
- Пащинський Олександр Сергійович

Того ж року вихованці школи взяли активну беруть участь Чемпіонатах України, Європи та Світу:
- Ігор Поєдинок — МСМК, чемпіон України, переможець Європейських змагань з тхеквондо.
- Владислав Адажинник — КМСУ чемпіон Європи з регбі серед молодіжних команд 2015 р., капітан збірної команди України.
- Павло Мандаліна — чемпіон Європи з карате серед молоді.
- Михайло Татарніков — чемпіон України, переможець міжнародних змагань зі спортивного орієнтування.

В Ірпені проходить близько 100 щорічних спортивних заходів, серед яких: Фінал Кубку України з мотокросу, Чемпіонат Ірпінського регіону з футзалу, Навчально-тренувальний збір, Першість Ірпінського регіону серед чоловічих команд, Відкрита першість Ірпінської ДЮСШ серед дівчат, Всеукраїнський турнір «Кубок Ірпеня», Міський турнір з волейболу серед ветеранів фізичної культури і спорту, Всеукраїнський турнір серед дівчат 2000—2001 р. н., Міське спортивне свято «Тато, мама, я — спортивна сім'я», Чемпіонат Київської області, Чемпіонат Ірпінського регіону з фут залу, Відкритий турнір з боротьби дзюдо серед юнаків на призи Ірпінського міського голови, Відкрита першість Ірпінської ДЮСШ серед юнаків 1999—2000 р. н., Всеукраїнський турнір Кубок (Фестиваль волейболу), Чемпіонат України « Дитяча ліга» серед юнаків 1999—2000 р. н., Фестиваль волейболу. Змагання серед чоловічих команд, VII фестиваль зі спортивного та сучасного танцю «MEGA STAR 2015», Міський турнір з волейболу на кубок тренера Г. М. Славінського, Відкрита першість Ірпінської ДЮСШ серед юнаків, Обласні змагання серед школярів (юнаки 2001 р. н. і мол.), Всеукраїнський турнір з футзалу серед команд дівчат, Фестивалю ранкової зарядки «Рух заради здоров'я», Дитячий міський турнір, Міський турнір, присвячений герою-чорнобильцю В. Правику, Легкоатлетичний пробіг, Чемпіонат Київської області ДЮФЛКО, Міжнародний День танцю, Міжнародний турнір серед клубних команд на призи Ірпінського міського голови, VI Меморіальний турнір з футболу пам'яті Володимира Бруховецького, Відкритий Всеукраїнський турнір з хортингу, Міжнародний турнір з футболу серед студентських команд присвячених Героям Чорнобиля, Міжшкільна Факельна естафета «Біг заради гармонії», Відкритий турнір дивізіону «Еліта» субдивізіон «клас А» (розділ ММА), Відкрита першість клубу с/к «Санчін», Змагання з легкої атлетики на призи заслуженого тренера України Валерія Терещенка, Відкритий Всеукраїнський турнір з дзюдо пам'яті Героя України Дмитра Максимова, Відкритий турнір присвячений до Дня захисту дітей, Міський дитячий турнір, Турнір присвячений Дню Конституції та Дню молоді, Міський турнір серед населення, Чемпіонат м. Ірпінь з вуличного футболу, Навчальні семінари з карате, Першість Київської області з шашок-64, Обласний турнір пам'яті В. Мазура, Бліц турнір до Дня Незалежності України, Міський спортивний захід для населення «Свято дитини», Міські змагання з паркового волейболу присвячені до Дня міста, Футзальний «майстер клас» для дітей 1–4 класів за участі зірок світового футзалу, Кубок Приірпіння, Товариські зустрічі між збірними командами та працівниками Ірпінської міської ради, Відкритий Всеукраїнський турнір з армреслінгу, Спортивний захід «Моя спортивна родина», Турнір з шашок, Спортивно-масовий захід серед населення «Зимові веселі старти», Новорічний турнір Ірпінської ДЮСШ з міні-футболу серед дитячих команд.
В Ірпені працюють фітнес-клуби: Stimul, Тонус, Fitness Family Club, Champions Club, Grand Admiral Resort & SPA та MOTION sport&spa.
Шахово-шашковий клуб в Ірпені почав функціонувати ще на початку 1980-х років. Станом на 2016 рік клуб відвідувало понад 150 дітей. Систематично проводяться турніри: турнір пам'яті Володимира Правика; кваліфікаційний турнір; турнір школярів; «Біла Тура».
В Ірпені у жовтні 2018 року проходив Фінал Кубку України з мотокросу-2018.

## Освіта та наука
1909 року, за ініціативою товариства, в Ірпені відкрито першу школу. Кошти для неї зібрали самі жителі селища. При школі працювала читальня.

Ірпінська ЗОШ № 12 з поглибленим вивченням іноземних мов.

Загалом у Приірпінні (тобто в Ірпені та населених пунктах Ірпінської міськради) функціонує 12 загальноосвітніх шкіл і гуманітарний ліцей.
Мережа приірпінських закладів дошкільної освіти нараховує 11 дитячих садочків. Позашкільні навчальні заклади Ірпеня — дитяча юнацька спортивна школа та музична школа.
Ірпінські виші:
- Національний університет державної податкової служби України — історія університету бере початок у 1921 році з Українського торф'яного технікуму;
- Ірпінський економічний коледж Національного аграрного університету — бере початок від відкритого в 1956 році сільськогосподарського технікуму бухгалтерського обліку.
- Ірпінська біблійна семінарія — вищий навчальний заклад євангельських християн-баптистів. Заснована у 1991 р., як духовно-просвітня семінарія, від 1997 — сучасна назва.

Ірпінський ліцей інноваційних технологій (ІЛІТ).

У 2018 році за ініціативи міського голови Володимира Карплюка в Ірпені відкрили Ірпінський ліцей інноваційних технологій (ІЛІТ) — особливий навчальний заклад, якому немає аналогів в Україні. В ІЛІТ навчання проводиться за оксфордською методикою, якою з ірпінськими педагогами поділився батько найрозумнішої родини у Великій Британії професор Кріс Імафідон (його діти у 9-річному віці склали іспити на навчання до Оксфордського університету). Кожна аудиторія оснащена сучасними меблями, необхідною технікою за напрямками навчання, мультимедійними центрами, інтерактивними дошками".
У липні 2018 року в Ірпені на вулиці Підгірна розпочали будівництво нової школи.

## Населення

### Чисельність
За переписом 2001 року українці складали 89,17 % населення міста, росіяни — 8,70 %.

### Національний склад
Національний склад населення за даними перепису 2001 року:
| Національність  | Відсоток |
| --------------- | -------- |
| українці        | 89,17%   |
| росіяни         | 8,70%    |
| білоруси        | 0,59%    |
| поляки          | 0,45%    |
| молдовани       | 0,23%    |
| євреї           | 0,13%    |
| інші/не вказали | 0,73%    |

### Мовний склад
Рідна мова населення за даними перепису 2001 року:
| Мова            | Чисельність, осіб | Доля   |
| --------------- | ----------------- | ------ |
| Українська      | 33 881            | 84,81% |
| Російська       | 5 783             | 14,48% |
| Румунська       | 104               | 0,26%  |
| Білоруська      | 53                | 0,13%  |
| Ромська         | 40                | 0,10%  |
| Вірменська      | 13                | 0,03%  |
| Інші/Не вказали | 76                | 0,19%  |
| Разом           | 39 950            | 100%   |

## Культура

Центральний будинок культури.

### Історія культурного розвитку

Історико-краєзнавчий музей.

Ірпінські доросла і дитяча бібліотеки.

Розташоване в мальовничій природній зоні Приірпіння — традиційно край митців. З приірпінським краєм пов'язане життя таких художників: Ф. Кричевського, М. Донцова, М. Мурашка, Б. Піаніда, М. Балясного, П. Сабадиша, скульптора В. Климова. Ще 1910 року виникло Ірпінське товариство аматорів сценічного мистецтва, яке піклувалось організацією «аматорських спектаклів, літературно-музичних і танцювальних вечорів, читань лекцій та рефератів з питань драми, сценічного мистецтва й літератури». Згодом в Ірпені було створено власний театр. За часи СРСР в Ірпені, на колишній дачі київського фабриканта М. І. Чоколова, в 1936 році створено Будинок творчості Спілки письменників України. Відтоді Ірпінь та Приірпіння в цілому відомі як значний УРСРівський і радянський літературний осередок, престижне місце дачного поселення багатьох письменників-сучасних класиків української та радянської літератури. У 1966 році місто отримало сучасний кінотеатр «Ірпінь». Зацікавлення місцевих ентузіастів від краєзнавства вилилося в організацію в 1977 році місцевого краєзнавчого музею.
Щорічно проходить фестиваль молодіжної пісні «Київщина» та Ірпінський кінофестиваль.
В Ірпені свого часу були М. В. Лисенко, Леся Українка, Панас Мирний, Іван Карпенко-Карий, Олександр Купрін, Микола Садовський, Панас Саксаганський, Остап Вишня, Олександр Довженко, Андрій Малишко, М. Стельмах, Павло Тичина, Володимир Сосюра, Юрій Яновський.
До Ірпінського будинку творчості приїжджають працювати відомі діячі культури та літератури. Відомий український письменник Михайло Стельмах написав в Ірпені романи «Хліб і сіль», «Правда і кривда», «Кров людська — не водиця». Вадим Собко створив п'єси «За другим фонтаном», «Капітан Коршун», «Пісня над зорями». Натан Рибак писав історичний роман «Переяславська Рада». У місті проживали Герої Радянського Союзу В. С. Лихотворик, П. М. Тананаєв, Н. Н. Федутенко, генерали у відставці Ф. І. Коновалов і Ф. Ю. Боков.

### Музеї

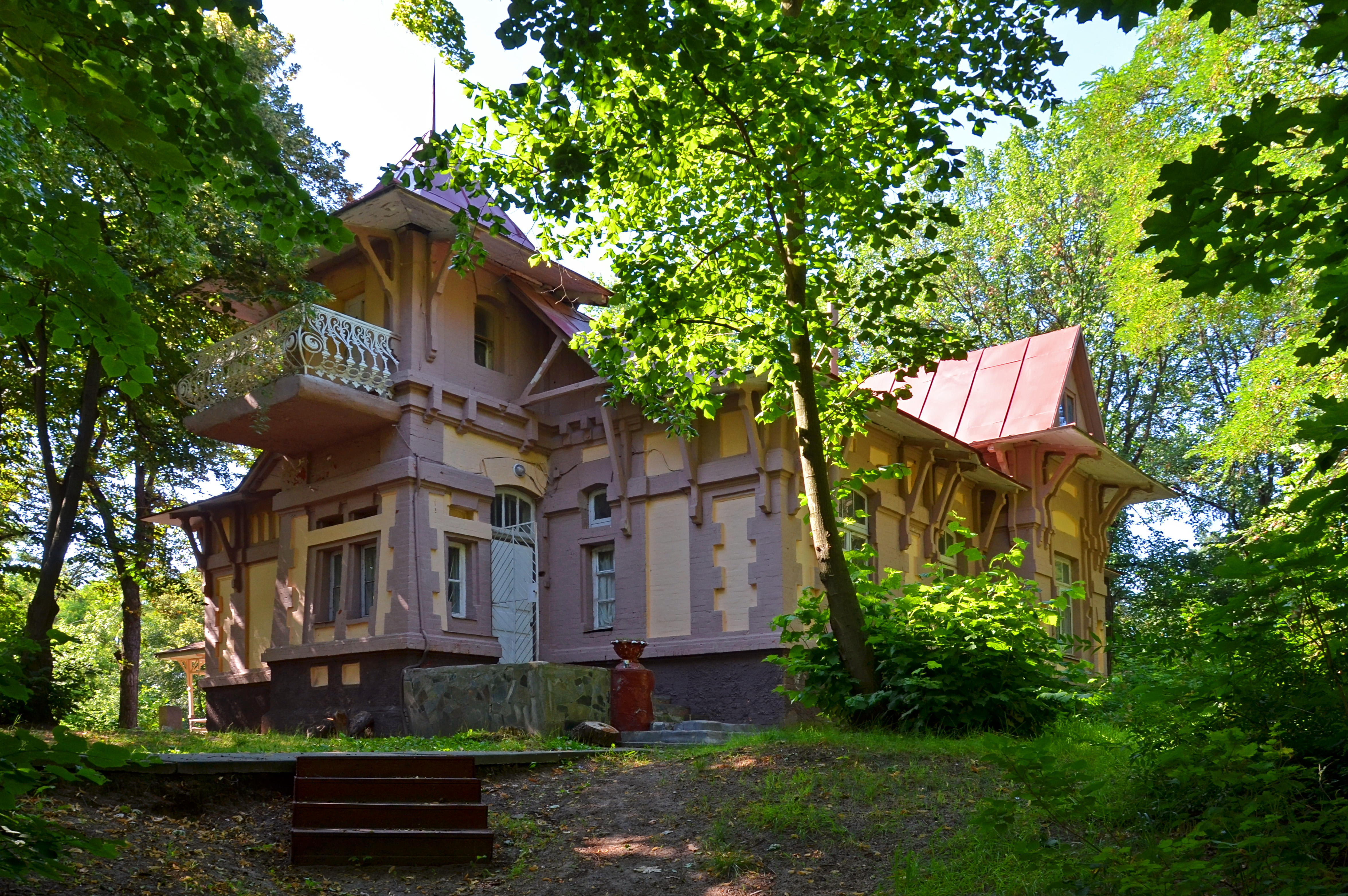
Музей Будинку письменників (будинок Чоколова).

- Ірпінський історико-краєзнавчий музей — створений у 1977 році; зібрання матеріалів і предметів з природи, історії та культури Приірпіння;
- Музей Григорія Кочура — діє від 1997 року; висвітлює життя і творчість видатного українського перекладача й літературознавця Григорія Кочура;
- Музей Будинку письменників.
- Музей Володимира Сидорука, Заслуженого художника України.

### Музика
В Ірпені працюють народний чоловічий ансамбль «Ясени», хор ветеранів війни та праці «Пам'ять», народний жіночий ансамбль української пісні «Ірпінчанка», народний муніципальний хор «Благовіст», народний оркестр народних інструментів «Барви України», народний оркестр духових інструментів, народний ансамбль пісні і танцю «Сузір'я».

### Бібліотеки
До складу Ірпінської бібліотечної системи входить 5 структурних підрозділів:
- Ірпінська центральна міська бібліотека
- Ірпінська міська бібліотека для дітей
- Ворзельська селищна бібліотека-філіал ім. Дмитра Бедзика
- Гостомельська селищна бібліотека-філіал
- Коцюбинська селищна бібліотека-філіал ім. Олександри Гайдай

### Кіномистецтво
До першої річниці визволення Ірпеня презентовано фільм Петра Щербини «Форпост Ірпінь».

### Мурали

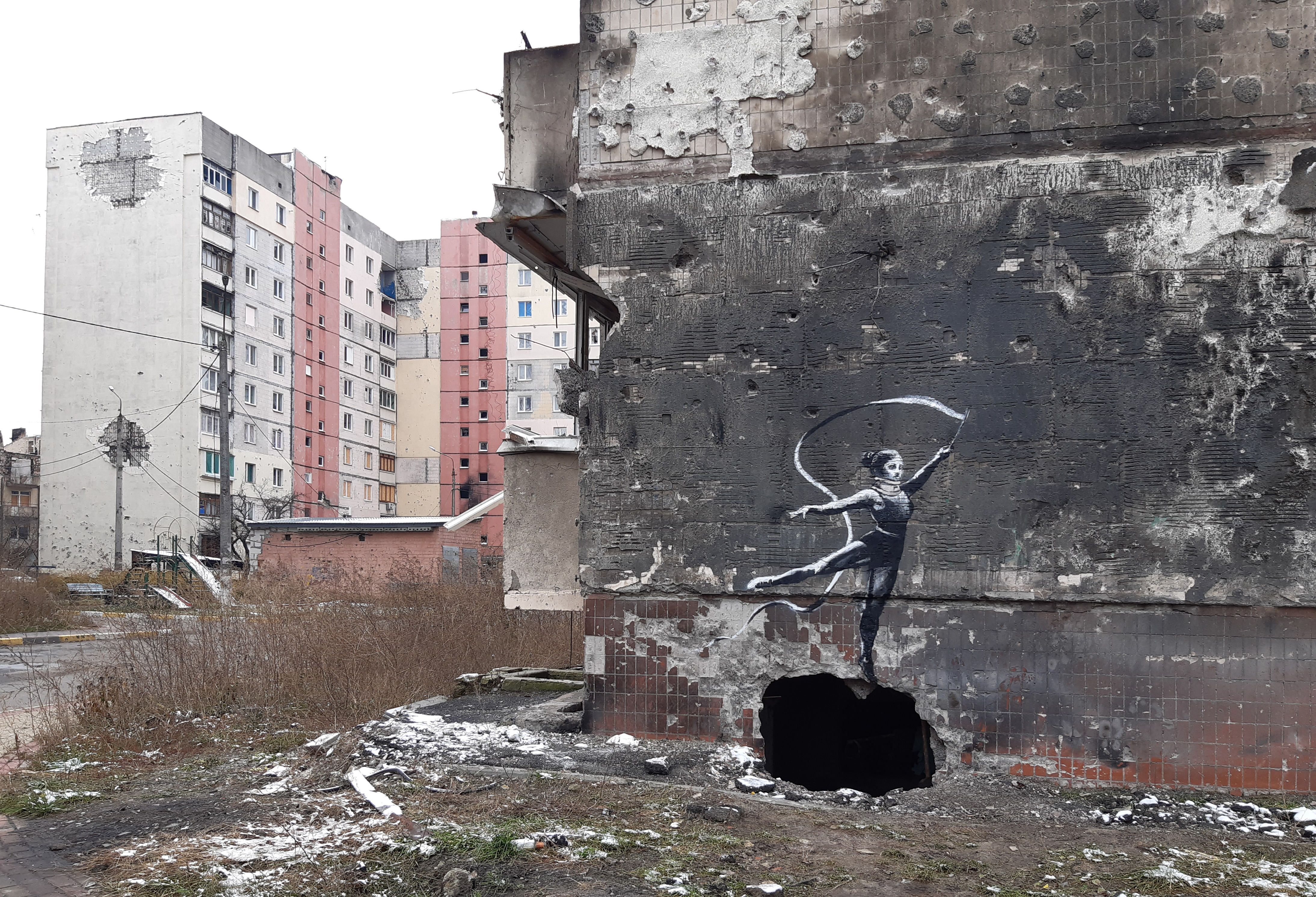
Бенксі. Графіті на стіні розбомбленого будинку в Ірпіні

- Літературний мурал Ірпеня «Нетаємна вечеря письменників» — найдовший в Україні і один із найдовших у світі літературних муралів. Мурал розташовано біля Центральної площі Ірпеня. За одним «столом» на муралі зібралися 14 видатних українських письменників з різних епох зібралися за одним столом: Тарас Шевченко, Іван Франко, Леся Українка, Ольга Кобилянська, Іван Нечуй-Левицький, Олесь Гончар, Ліна Костенко, Дмитро Павличко, Микола Бажан, Олександр Довженко, Микола Хвильовий, Володимир Винниченко, Андрій Малишко, Михайло Коцюбинський. Авторка муралу — художниця Катерина Ведмідь, яка є також автором ще двох муралів в Ірпені — Президенту Європейського Парламенту Роберті Мецолі та найбільшого в світі муралу з картиною Тараса Шевченка «Катерина»[68].
- Мурал Бенксі
- Мурал з картиною Тараса Шевченка «Катерина»
- «Героїв Ірпеня пам'ятатиме весь світ»
- «Ірпінь — мій дім»
- «Бахмут, з тобою Ірпінь»
- Мурал Роберті Мецолі. За адресою вулиця Шевченка, 3-А створено мурал «Україно, Європа з Тобою!» в знак подяки голові Європейського Парламенту Роберті Мецолі за підтримки України у важкі часи[69].

- Мурал Мартіну Куперу — відкритий 2023 року з нагоди Дня знань та присвячений винахіднику Мартіну Куперу на території Ірпінського ліцею інноваційних технологій ІЛІТ. Художники Станіслав Ведиборець та Катерина Ведмідь протягом трьох днів створили мурал і віддали належну повагу цій важливій події в історії розвитку інформаційних технологій. Мартін Купер — американський інженер, який у 1973 році здійснив перший в світі дзвінок по мобільному телефону. Інженер з українським корінням, Мартін Купер, чудово ознайомлений з містом Ірпінь, адже його батько народився та проживав у районі міста під назвою Северинівка. З початком вторгнення російської федерації, науковець висловив свою підтримку Україні та рідній для нього Ірпінській громаді. У вересні 2022 року Мартін поспілкувався з українськими учнями ІЛІТ про сучасні технології та отримав пам'ятні подарунки від Ірпінської міської ради.

- Мурал «Незнайко»

## Релігія

### Християнство

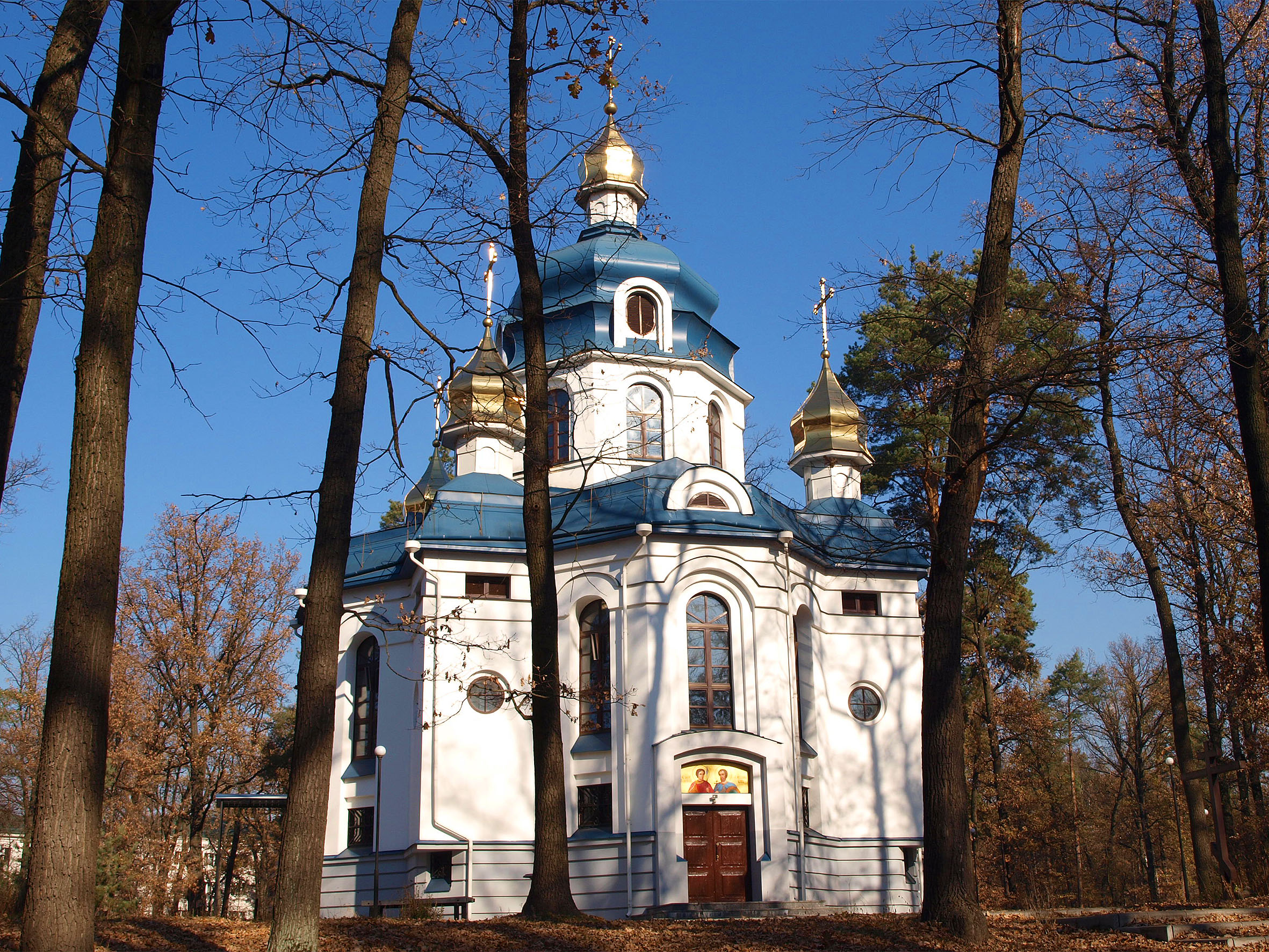
Миколаївський храм (ПЦУ)

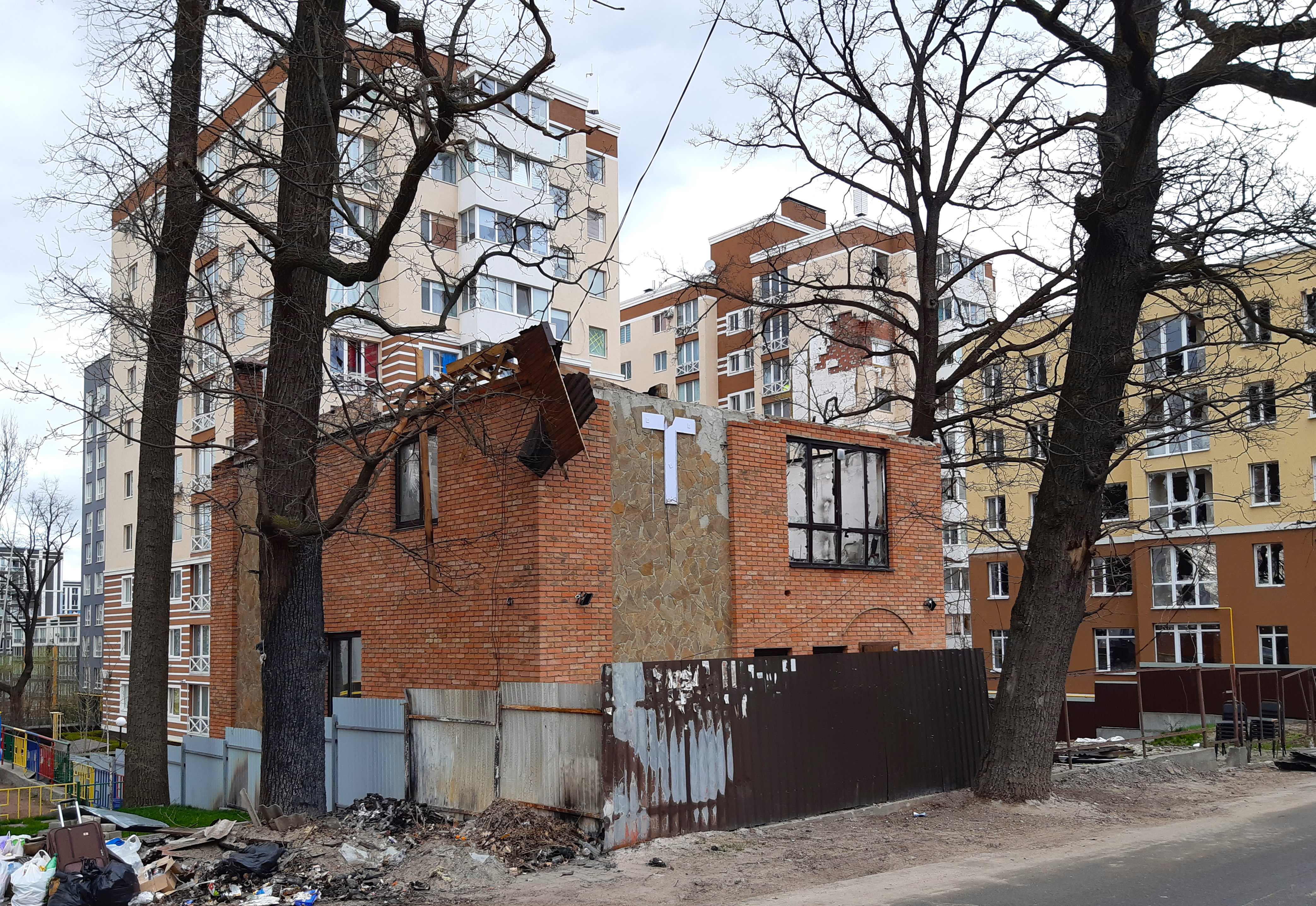
Зруйнована росіянами будівля протестантської церкви (вул. Сингаївського)

##### Православна церква України
- Храм Святого Миколая Чудотворця
- Парафія Покрови Божої Матері
- Храм Священномученика Володимира
- Свято-Троїцька церква
- Храм Святого Георгія Побідоносця в Романівці[70][71]
- Миколо-Преображенська церква на 6-й лінії від 28 червня 2024 року[72].

##### УПЦ Московського патріархату
У березні 2022 року внаслідок обстрілу міста росіянами загинув парох Миколо-Преображенської церкви Московського патріархату. Після визволення Ірпеня від російських окупантів більшість православних громад вийшла з московської юрисдикції, за винятком двох храмів. Однак у 2024 році служби там уже не правили. А 28 червня 2024 року громада проголосувала за перехід Миколо-Преображенської парафії, розташованій на вулиці 6-а Лінія, 22-Д, в юрисдикцію ПЦУ.
- Церква на Центральному цвинтарі міста

#### Католицька церква
- Каплиця Святої Терези від Немовляти Ісуса (РКЦ)
- Церква Різдва Пресвятої Богородиці (УГКЦ)

#### Протестантизм

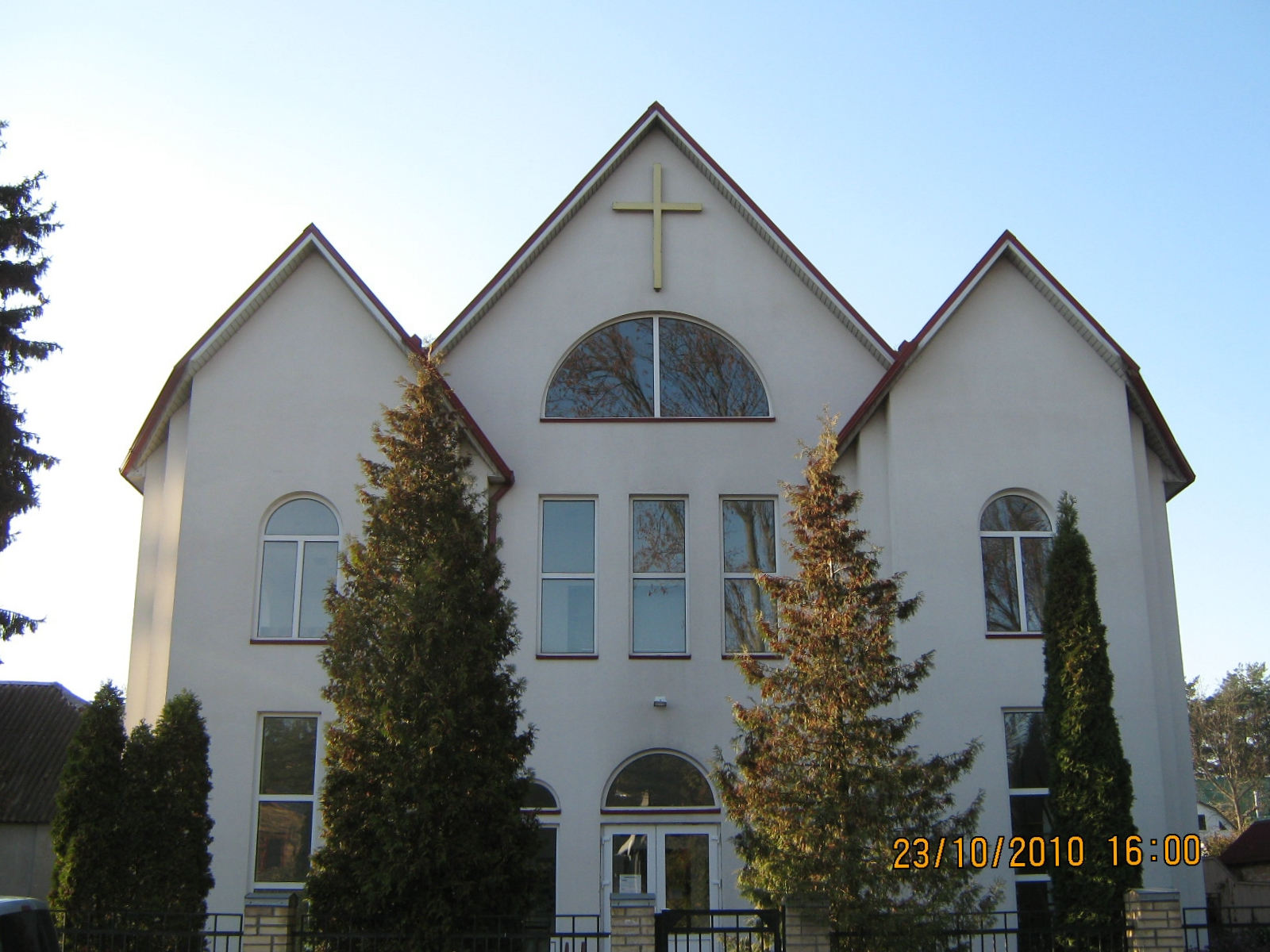
Перша Ірпінська Церква ЄХБ

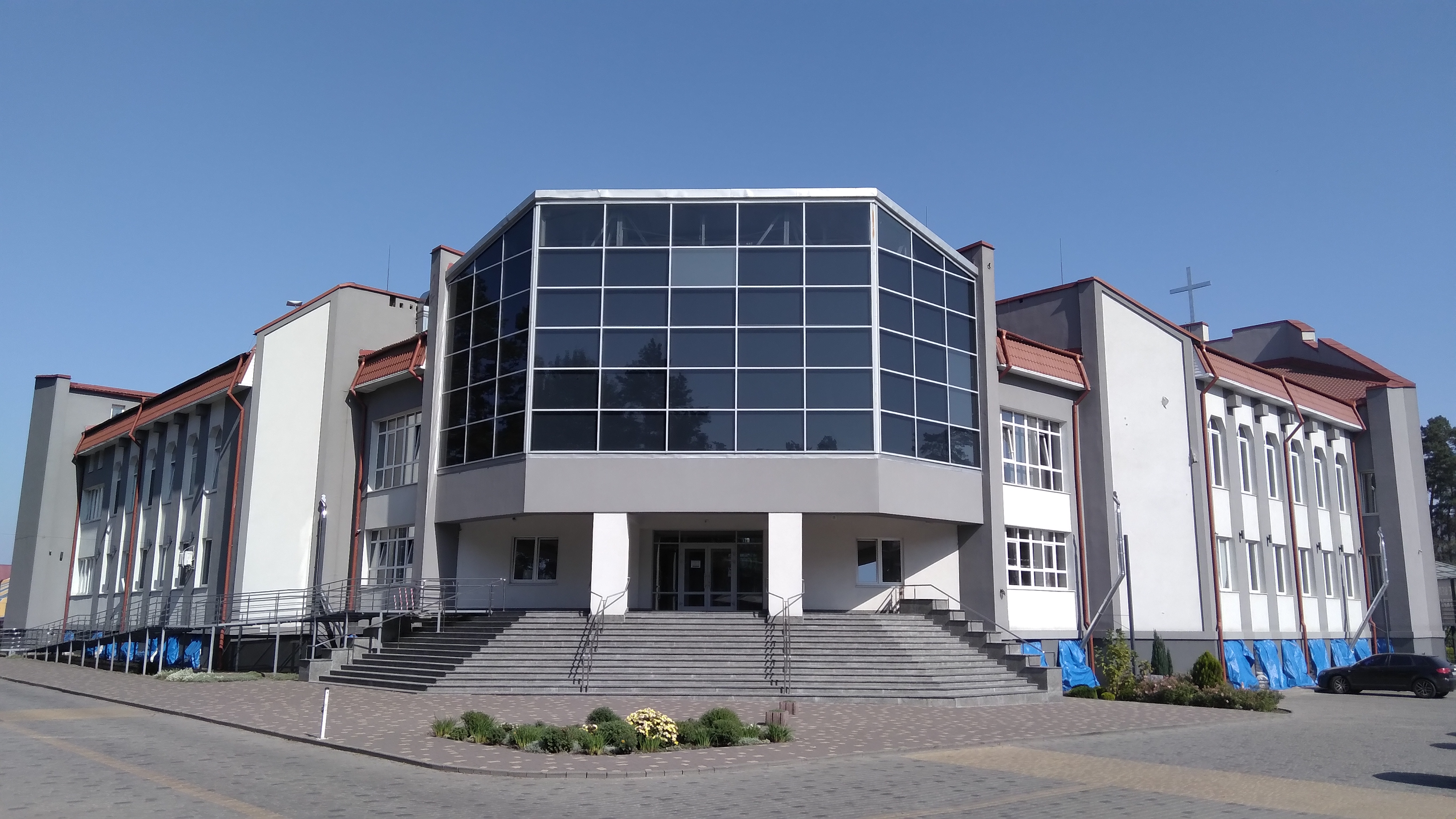
Ірпінська Біблійна Церква

- Церква «Прославлення» Євангельських християн-баптистів (ЄХБ)
- Перша Ірпінська церква ЄХБ
- Ірпінська Біблійна Церква ЄХБ[74]
- Церква адвентистів сьомого дня
- Біблійна Церква Нових Кварталів

У місті діє Ірпінська Біблійна семінарія.

## Уродженці міста
- Артеменко Людмила Михайлівна — Заслужена артистка УРСР, естрадна співачка, учасниця ВІА «Смерічка».
- Драшпуль Назарій Владиславович (1994—2022) — солдат Збройних сил України; учасник російсько-української війни. Почесний громадянин Ірпеня (посмертно).
- Калінін Леонід Володимирович, артист балету, балетмейстер, Заслужений артист України, балетмейстер-постановник Ансамблю танцю України, Київського театру мініатюр, Українського народного хору імені Г. Верьовки, Закарпатського народного хору, ансамблю пісні і танцю Київського військового округу.
- Поліщук Валерій Петрович, український вірусолог, доктор біологічних наук (2000), професор (2001).
- Скороход Костянтин Павлович, український композитор жанрів класичної та популярної музики, автор понад 150 пісень (зокрема, «Знову пісня лине» на слова В.Сосюри, «Твоя правда, Тарасе, із нами!» на слова О.Новицького, «Пісня про Гагаріна» на слова Д.Луценка, «Пісня про героя-партизана» на слова П.Воронька, «Київські весни» на слова І.Пучка та інші), обробки українських народних пісень. Пісні К. П. Скорохода виходили в світ і окремими виданнями, і збірками. Вони були популярними. Костянтин Павлович також написав гімн Ірпінської школи № 17.
- Беспалий Борис Якович, український політик, Народний депутат України 3-го, 4-го та 5-го скликань.
- Кукса Анатолій Павлович — відомий тренер з кульової стрільби, заслужений майстер спорту СРСР, заслужений тренер СРСР, заслужений тренер України, заслужений працівник фізичної культури, нагороджений орденами «За Заслуги» ІІ та ІІІ ступенів.
- Ворочинський К. К., відомий український лікар.
- Марковецький В., український письменник.
- Андрійцев В. О., член збірної України з вільної боротьби.
- Коляденко Ірина Володимирівна — українська спортсменка-борчиня
- Прохнич Володимир Васильович (1978—2022) — молодший сержант Збройних сил України; учасник російсько-української війни.

## Видатні люди

Стела на місці садиби, де мешкав художник Федір Кричевський.

В Ірпені та курортному Приірпінні як культурно-мистецькому і літературному осередку жили й творили художники Федір Кричевський (у будинку № 1 по вулиці Пролетарської революції з літа 1946 року і до своєї смерті), М. О. Донцов, Борис Піаніда, М. М. Балясний, Петро Сабадиш, В. Г. Заболотний, скульптор Володимир Климов, художник Я. О. Калацюк. У безмежному океані мистецтва Ірпінь має велику спадщину, справжній острів скарбів нашого земляка Заслуженого художника України Володимира Федоровича Сидорука, який з 1953 року жив і працював в Ірпені — а це близько 2 тисяч шедеврів, якими могли би гордитися, маючи у своїй колекції найкращі музеї світу. Всього за життя створено художником понад сім тисяч творів, які знаходяться у різних музеях України, світу, державних установах та приватних колекціях.
До Ірпеня свого часу приїздили видатні українські та російські письменники і поети Шестаков Дмитро, Леся Українка, Панас Мирний, Іван Карпенко-Карий, Юрій Яновський, Остап Вишня, Андрій Малишко, Михайло Стельмах, Павло Тичина, Володимир Сосюра, Степан Васильченко, Леонід Первомайський, Олександр Купрін, Борис Пастернак, Олександр Твардовський; композитори Микола Лисенко та Лев Ревуцький; корифеї театру Михайло Садовський, Панас Саксаганський, Марія Заньковецька; видатні українські перекладачі Григорій Кочур, Микола Лукаш і Дмитро Паламарчук; кінорежисер Олександр Довженко, літературознавець Марієтта Шагінян та багато інших. В Ірпені минули ранні дитячі роки радянського письменника Миколи Носова; можливо, образ Квіткового міста у «Пригодах Незнайка і його товаришів» був навіяний враженнями його дитинства. Мали дачі в місті Михайло Стельмах, Зінаїда Тулуб, Вадим Собко, Натан Рибак, П. Северов, В. Александров.
У Будинку творчості Спілки письменників України жили й творили Олександр Довженко, Остап Вишня, Павло Тичина, Микола Бажан, Михайло Стельмах, Олесь Гончар, Олесь Бердник, Максим Рильський, Павло Загребельний, Олександр Твардовський, Микола Ушаков, Олекса Новицький, Микола Асєєв, Григорій Кочур, Костянтин Паустовський, Ольга Форш і багато-багато інших. Тут у Володимира Сосюри гостював французький письменник П'єр Гамарра.
Ірпінь оспіваний у віршах Максима Рильського, Володимира Сосюри, Андрія Малишка, Дмитра Павличка, Тереня Масенка, Олекси Ющенка, Бориса Пастернака, Євгена Євтушенка.
В Ірпені народився видатний композитор, член Спілки композиторів України Скороход Костянтин Павлович (нар. 17 липня 1921, Ірпінь — пом. 22 лютого 1991 Ірпінь) — який створив низку творів, що належать до жанрів класичної та популярної музики. Він був наставником сучасного українського письменника, члена Національної Спілки письменників України, заслуженого діяча мистецтв України, Володимира Проценка, який в той час з 1969 по 1972 рік навчався в міському технікумі бухгалтерського обліку.
В Ірпені мешкав та творив Михайло Онисимович Катричко (народився 17 грудня 1943 року на Харківщині в селі Юрченкове) — професійний музикант, баяніст, диригент, композитор, педагог, музично-громадський діяч, Заслужений діяч мистецтв України, лауреат низки всеукраїнських фестивалів та конкурсів. Закінчив Харківський інститут мистецтв. У 1978–82 рр. викладав у Київському музичному училищі ім. Р. Ґлієра. Був керівником аматорських хорів та оркестрів народних інструментів. У 1993—2003 рр. — головний консультант з творчих питань Асоціації діячів естрадного мистецтва України (Київ). Автор понад 300 естрадних пісень, що увійшли до репертуару Р. Кириченко, М. Гнатюка, В. Шпортька, І. Поповича, О. Василенка, О. Дзюби, Н. Хоменко, а також військових ансамблів. Серед них — «Пливе туман» (сл. М. Сингаївського), «Подорож до села» (сл. Л. Полотило), «Небо очей твоїх» (сл. Р. Новаківського), «Ірпінський вальс» (сл. О. Макарової). Творчість Михайла Катричка — багатогранна і різноманітна. У творчому доробку композитора — з десяток авторських концертів, останній з яких відбувся в березні 2015 в Ірпені, у Центральному будинку культури, записав на Українському радіо авторські програми, зокрема для трансляції в Австралії, Америці, Середній Азії. Написав три збірки пісень: для дітей-дошкільнят («Даруймо дітям радість»), дітей шкільного віку («Шкільна моя пора») (обидві — 2001) та юнацтва («Юності пора», 2008). «Ірпінський вальс», який він написав на слова ірпінчанки Оксани Макарової, — це своєрідний гімн Ірпеня. Він одразу ж зазвучав на обласному радіо у виконанні Григорія Гаркуші. Творчість композитора співзвучна сьогоденню. Пісні із задоволенням співає вся Україна, вони звучать на радіо. У них є щось таке, що схвилює до глибини душі, зачепить за найсокровенніше.
Від 1993 року в Ірпені постійно проживає український сучасний поет, гуморист-сатирик, прозаїк, драматург і перекладач Олександр Ірванець, учасник і підскарбій літературного угрупування Бу-Ба-Бу.
Уродженцями Ірпеня є українські актор Валерій Чигляєв, звукорежисер Діна Ясникова, політик Борис Беспалий, український кінооператор, організатор кіновиробництва Крижанівський Микола Сергійович; у місті проживає громадський діяч, редактор сайту «Майдан» Михайло Свистович.
Серед військовиків — Олександр Єрощенко, В'ячеслав Кірічек, Володимир Ринкун, Ігор Халазій.
Попов Дем'ян Володимирович (13 листопада 1899, Гапонівка, Лохвицький повіт — 23 липня 1990, Київ) — відомий український, радянський, російський і козацький[1] лікар-гомеопат, засновник Київської гомеопатичної школи, довгий час мешкав в Ірпені. Одну з вулиць Ірпеня, де розташований будинок Д. В. Попова, рішенням виконкому Ірпеня Київської області в квітні 1993 року перейменовано на вулицю Дем'яна Попова. Нині в Ірпені мешкає його донька Тетяна Дем'янівна Попова — Заслужений лікар України, почесний член Асоціації гомеопатів України. У 1987 році Т. Д. Попова стала головним лікарем першої в Україні госпрозрахункової гомеопатичної поліклініки, а згодом очолила Центр Гомеопатії Міністерства охорони здоров'я України (1989—1995). Тетяна Попова — перший засновник та організатор Національних конгресів з гомеопатії в Україні та учасник міжнародних гомеопатичних форумів. У 1989 році їй присвоєне звання Заслужений лікар України. Т. Д. Попова разом із батьком, однодумцями та колегами чимало сприяла створенню класичного, разом з тим оригінального напрямку в гомеопатії, що отримало назву «Київська Гомеопатична Школа».
13 Героїв Приірпіння загинули під час бойових дій у зоні антитерористичної операції: Ігор Горбенко, Олександр Давидчук, Микола Личак, Олександр Гуменюк, Сергій Шкарівський, Владислав Стрюков, Олександр Старов, В'ячеслав Кірічек, Ільгар Багіров, Олександр Єрощенко, Максим Ридзанич, Володимир Ринкун, Василь Фіцкалинець.
Під час «Битви за Ірпінь» в лютому-березні 2022 року загинули захисники Ірпеня з Ірпінської територіальної оборони: Алєксєєв Юрій Львович, Анацький Костянтин Андрійович, Близнюк Сергій Юрійович, Бойченко Михайло Сергійович, Вигінний Євгеній Володимирович, Владимиров Володимир Вікторович, Гусєв Віталій Олександрович, Дворніков Андрій Андрійович, Дідківський Ігор Миколайович, Дмитренко Сергій Володимирович, Іващик Олександр Сергійович, Казімір Олексій Костянтинович, Калінін Юрій Володимирович, Коваль Віктор Олександрович, Козлов Василь Борисович, Колєсніков Анатолій Дмитрович, Коломієць Олександр Іванович, Костюченко Андрій Миколайович, Кривенко Віталій Віталійович, Кроткіх Ігор Львович, Кульков Сергій Олександрович, Литкін Олександр Вікторович, Любимов Артем Валерійович, Люков Руслан Юрійович, Малюк Сергій Павлович, Можейко Олександр Анатолійович, Нощенко Сергій Іванович, П'ятниця Юрій Сергійович, Пасічник Євген Володимирович, Пасько Дмитро Вікторович, Пономаренко Володимир Михайлович, Сєропов Федір Асатурович, Сидорчук Сергій Валерійович, Смірнов Сергій Олексійович, Сухих Ігор Володимирович, Українець Дмитро Анатолійович, Шевчук Олег Вікторович.
- Новіков Олег Вікторович (1974-2024) — майстер спорту України міжнародного класу, чемпіон світу з контактного карате, учасник російсько-української війни.
- Рідзевський Андрій Сергійович (1999—2024) — молодший лейтенант Збройних сил України, учасник російсько-української війни.

## Міста-побратими
В Ірпені встановлені побратимські стосунки з 17 містами, у тому числі трьома українськими:
- Борна, Німеччина (1976)
- Сміла, Україна (1981)
- Піш, Польща (2008)
- Алітус, Литва (2009)
- Мцхета, Грузія (2009)
- Паневежис, Литва (2010)
- Мілвокі, США (2018)
- Переяслав, Україна (2019)
- Коцюбинське, Україна (2021)
- Кашкайш, Португалія (2022)
- Герніка, Іспанія (2022)
- Маямі, США[80] (2022)
- Альборая, Іспанія[81] (2022)
- Тлахомулько, Мексика[82] (2023)
- Сірак'юс, США[83] (2023)
- Пхьонтек, Республіка Корея[84] (2023)
- Монца, Італія[85] (2023)
- Лачин, Азербайджан[86] (2024)
- Бидгощ, Польща[87]

В Ірпені встановили маленьку копію португальського маяка Санта-Марта, що розташований в місті-побратимі Кашкайші.

## Галерея

Центральна площа міста Ірпінь
Ірпінь, Центральна площа
Ірпінь - місто скульптур
Центральна площа Ірпеня
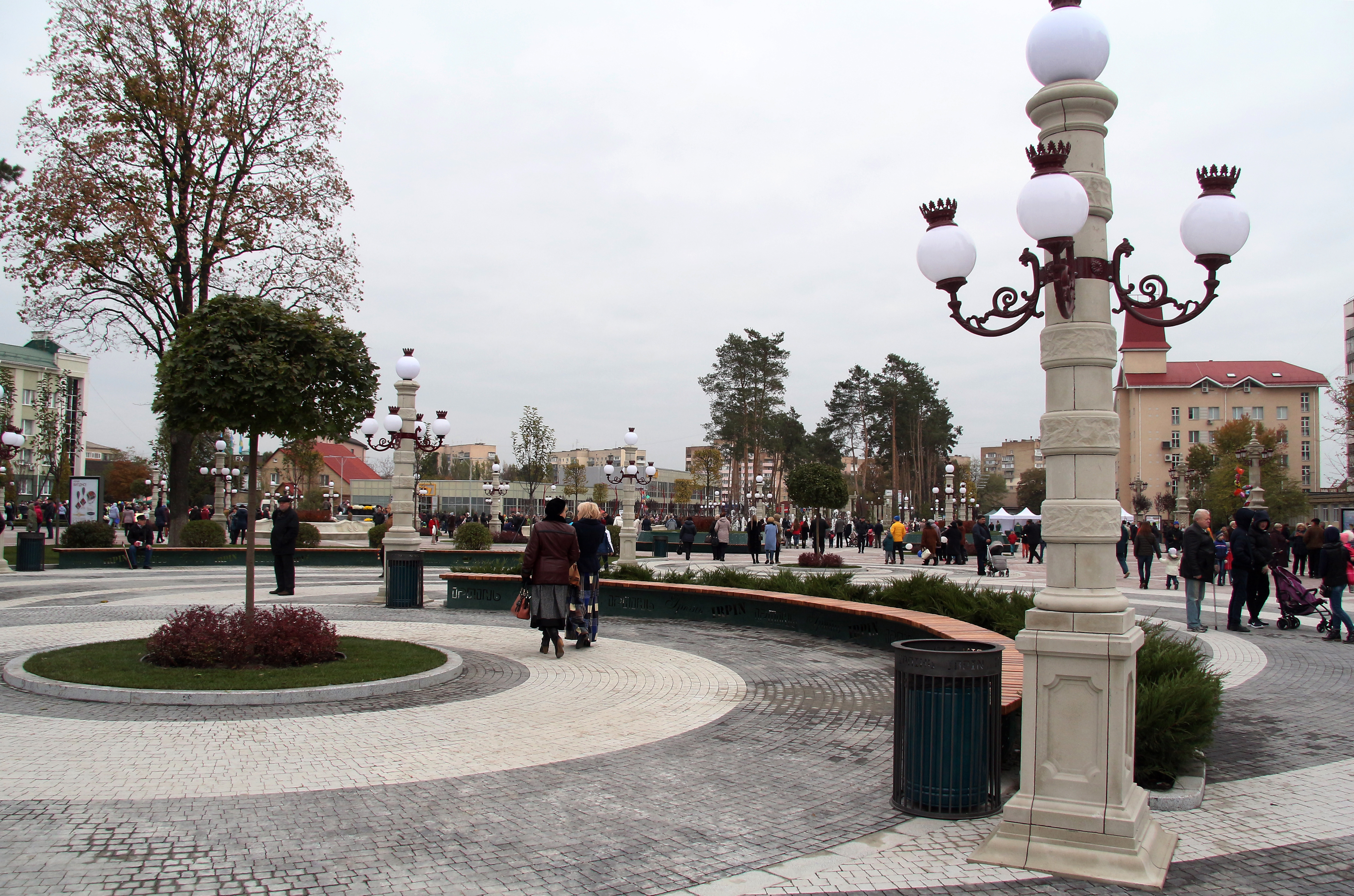
Центральна площа Ірпеня
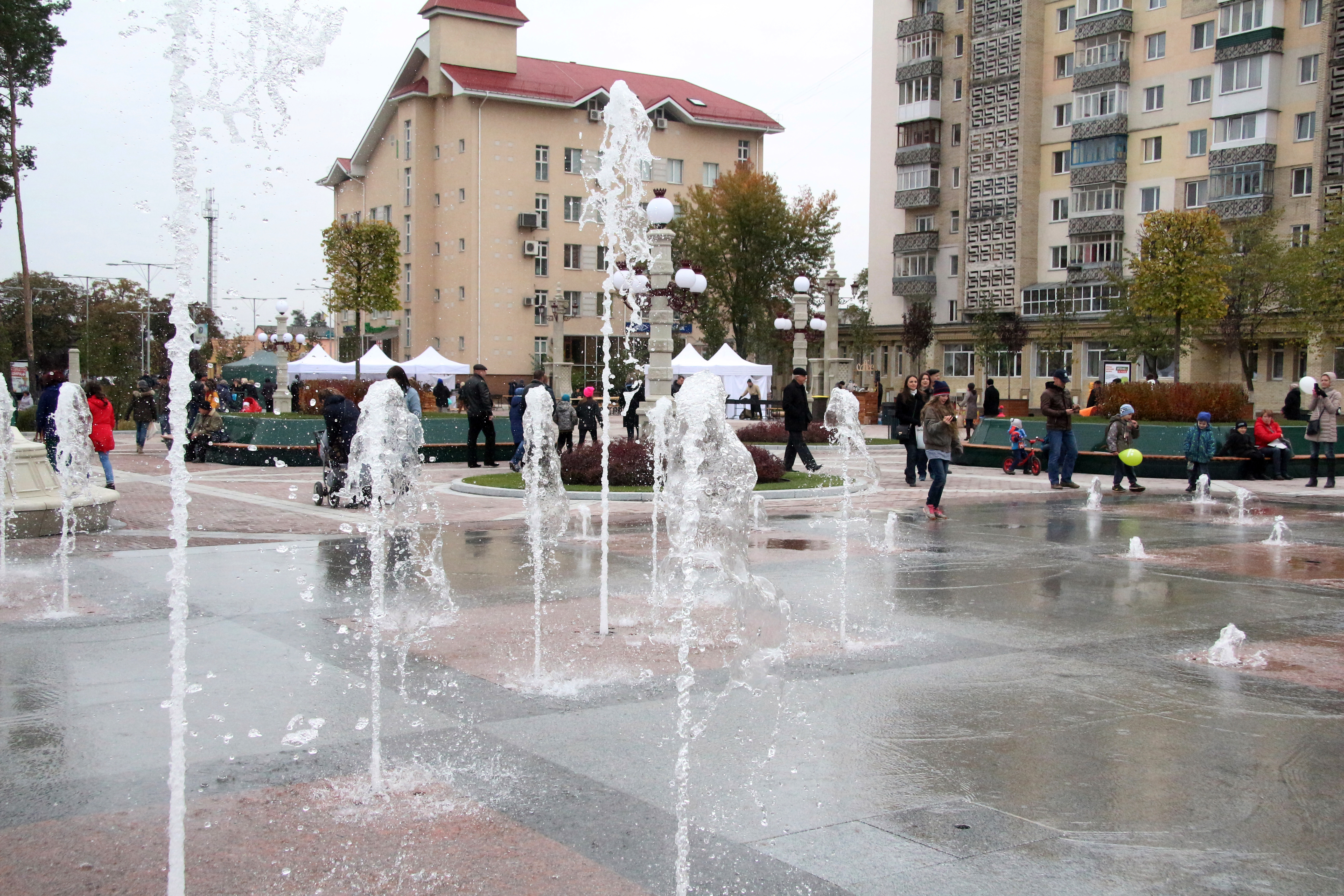
Фонтан на Центральній площі Ірпеня
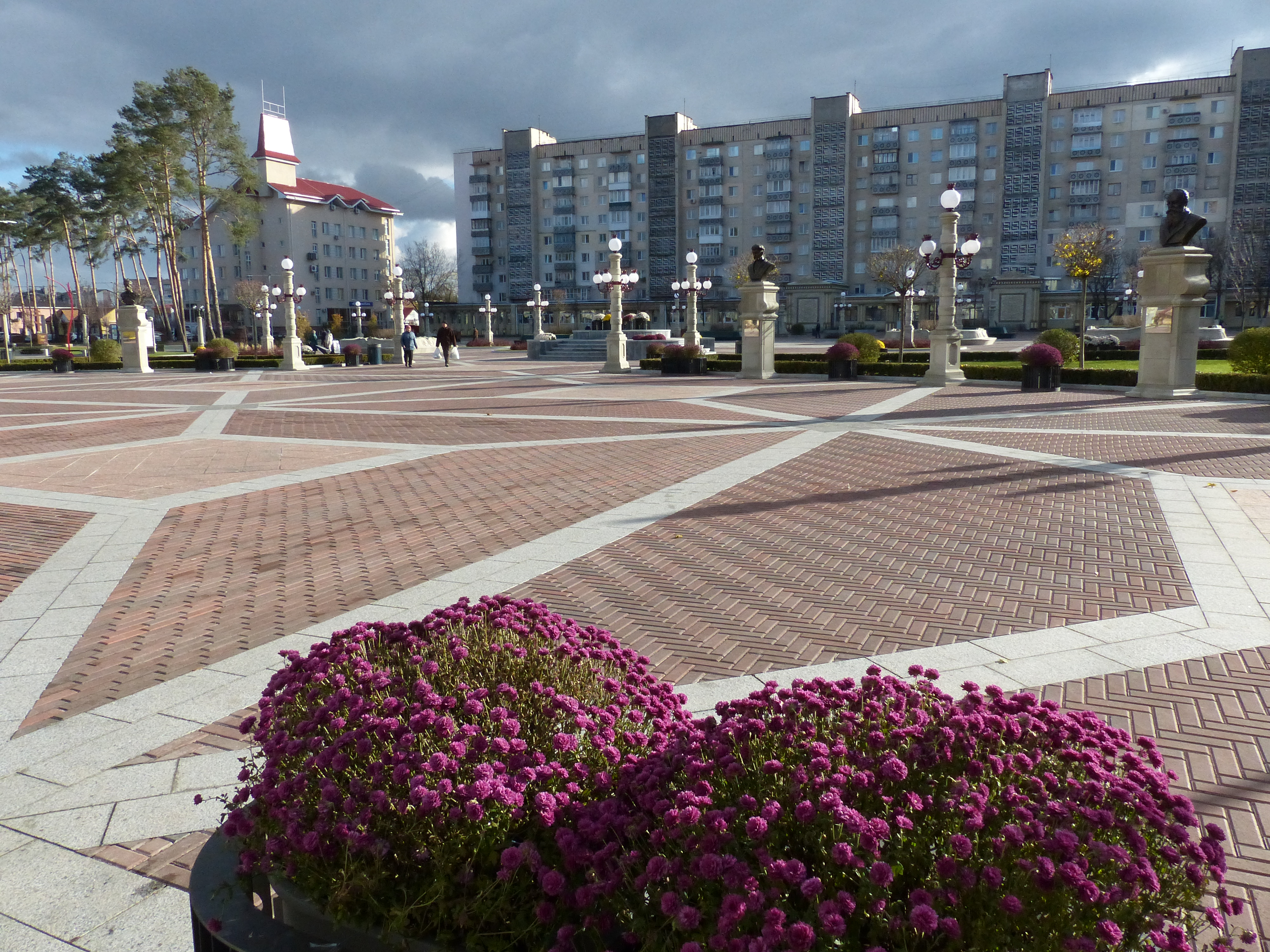
Центральна площа Ірпеня
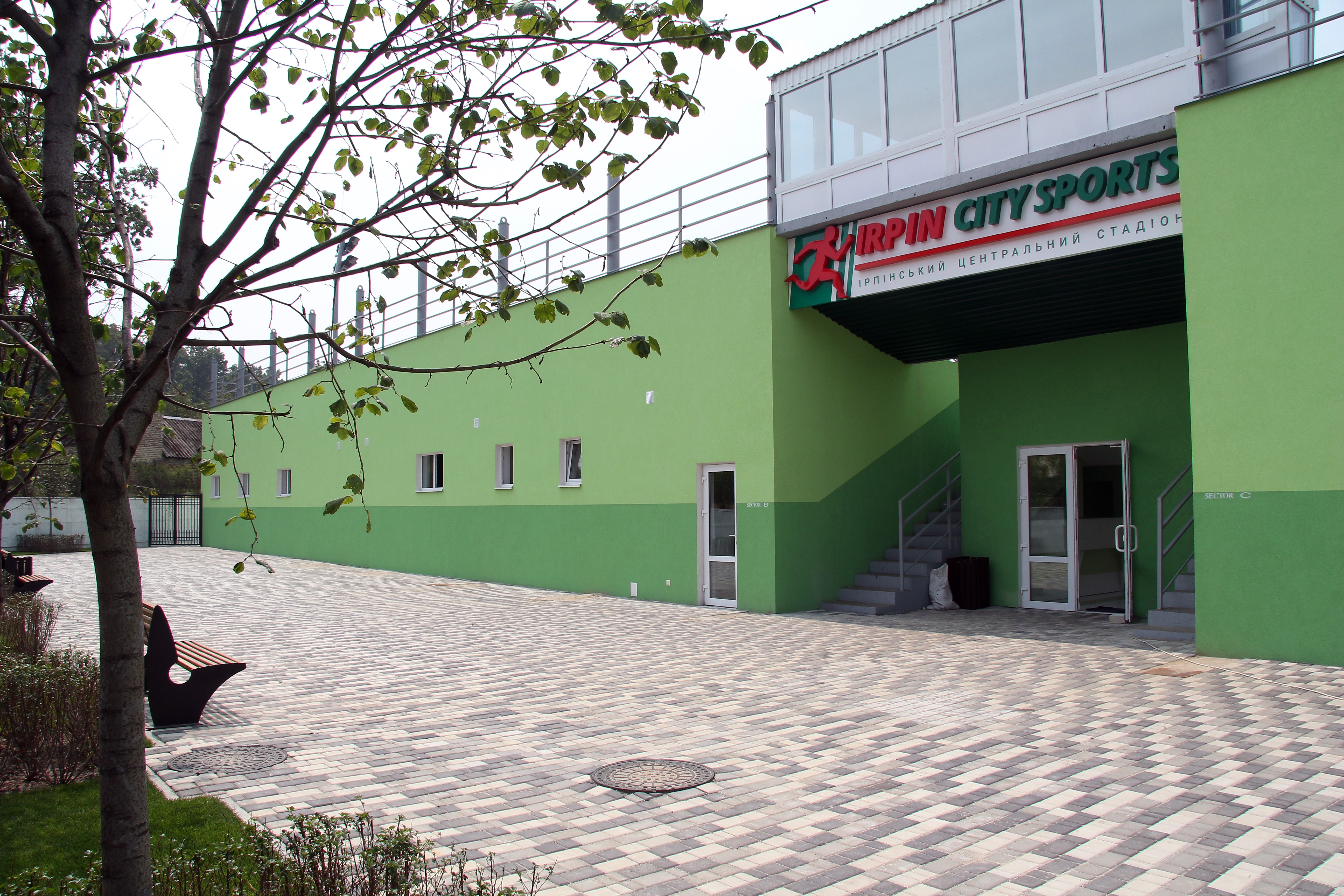
Центральний стадіон Ірпеня
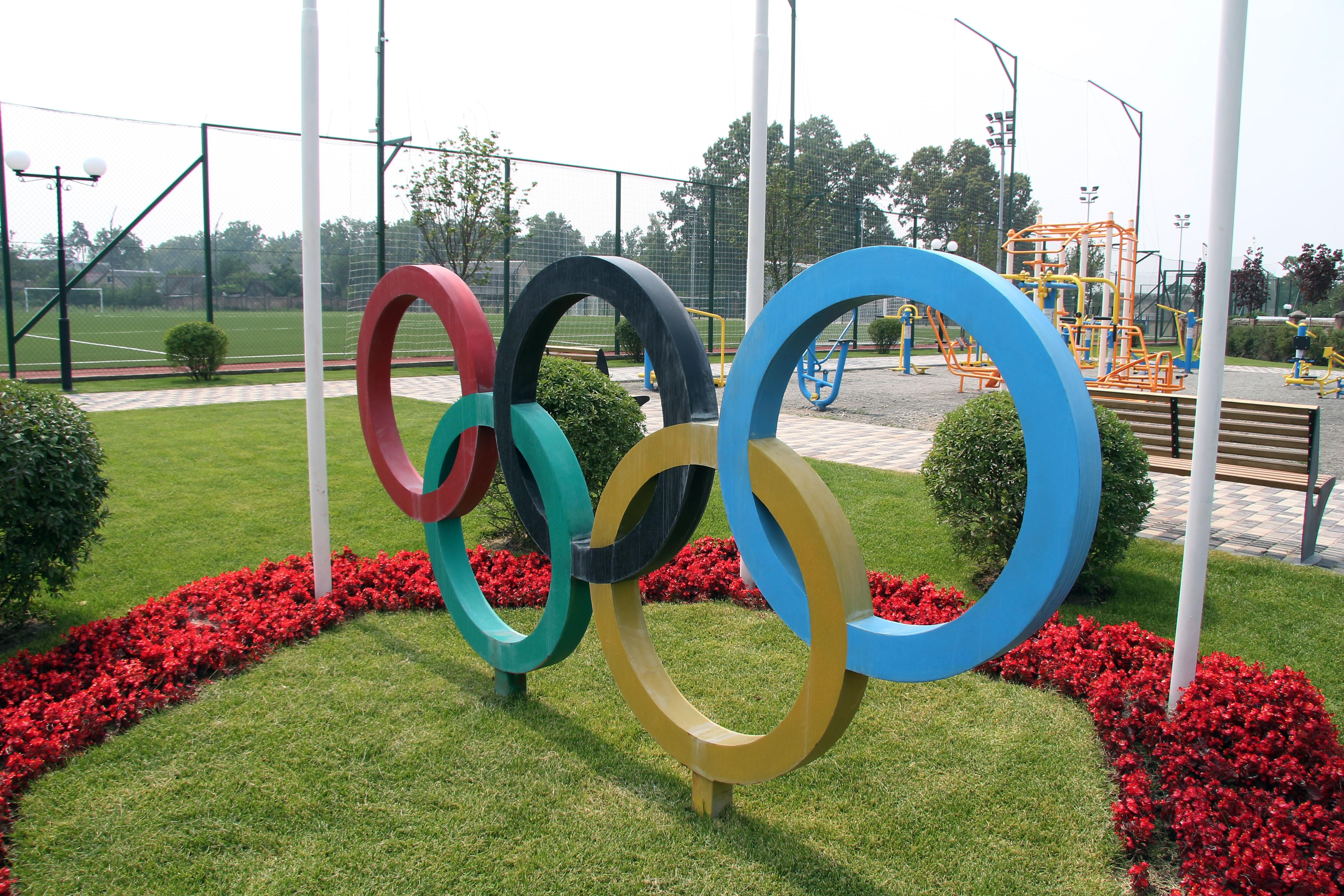
Вхід до ірпінського стадіону
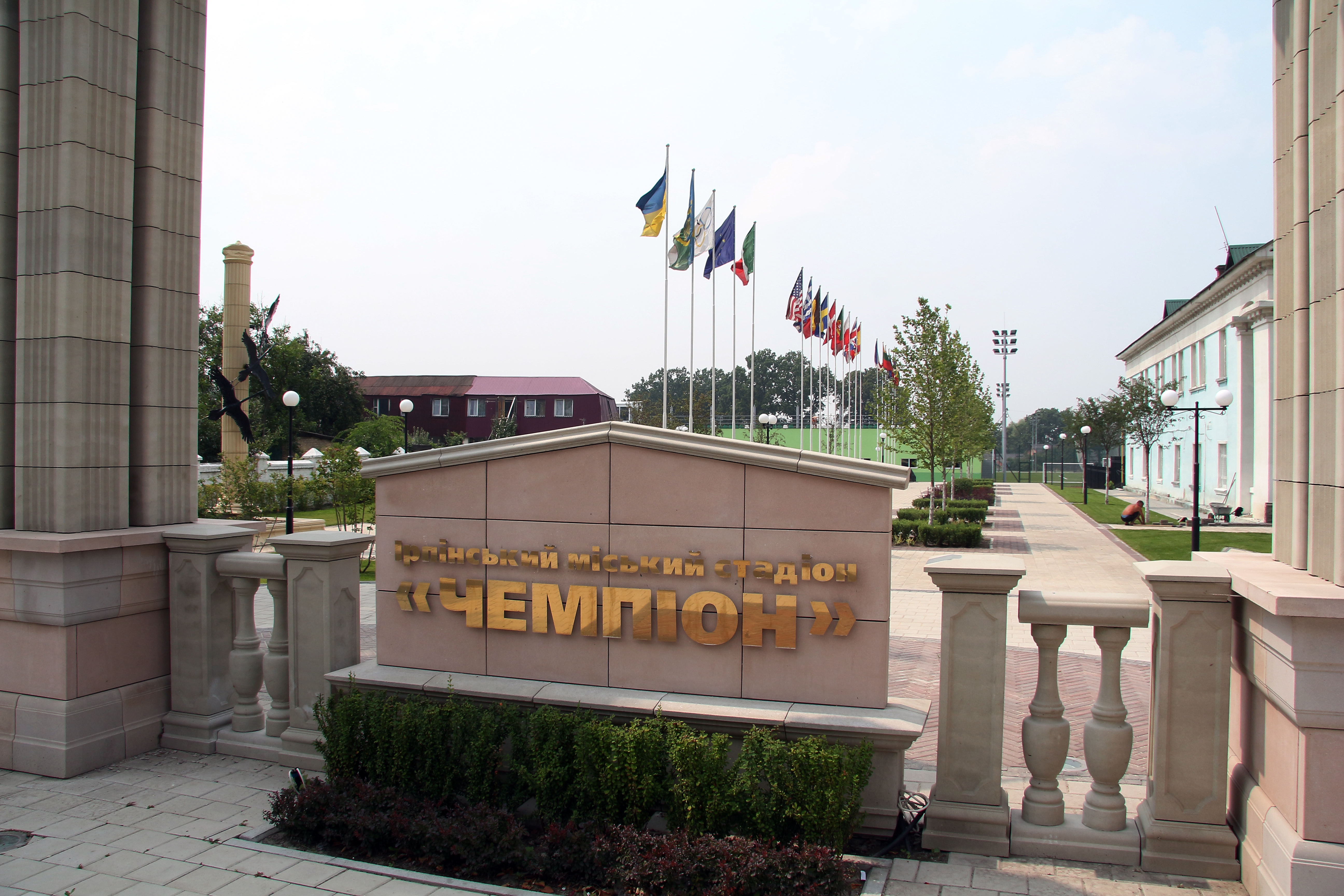
Ірпінський стадіон «Чемпіон»
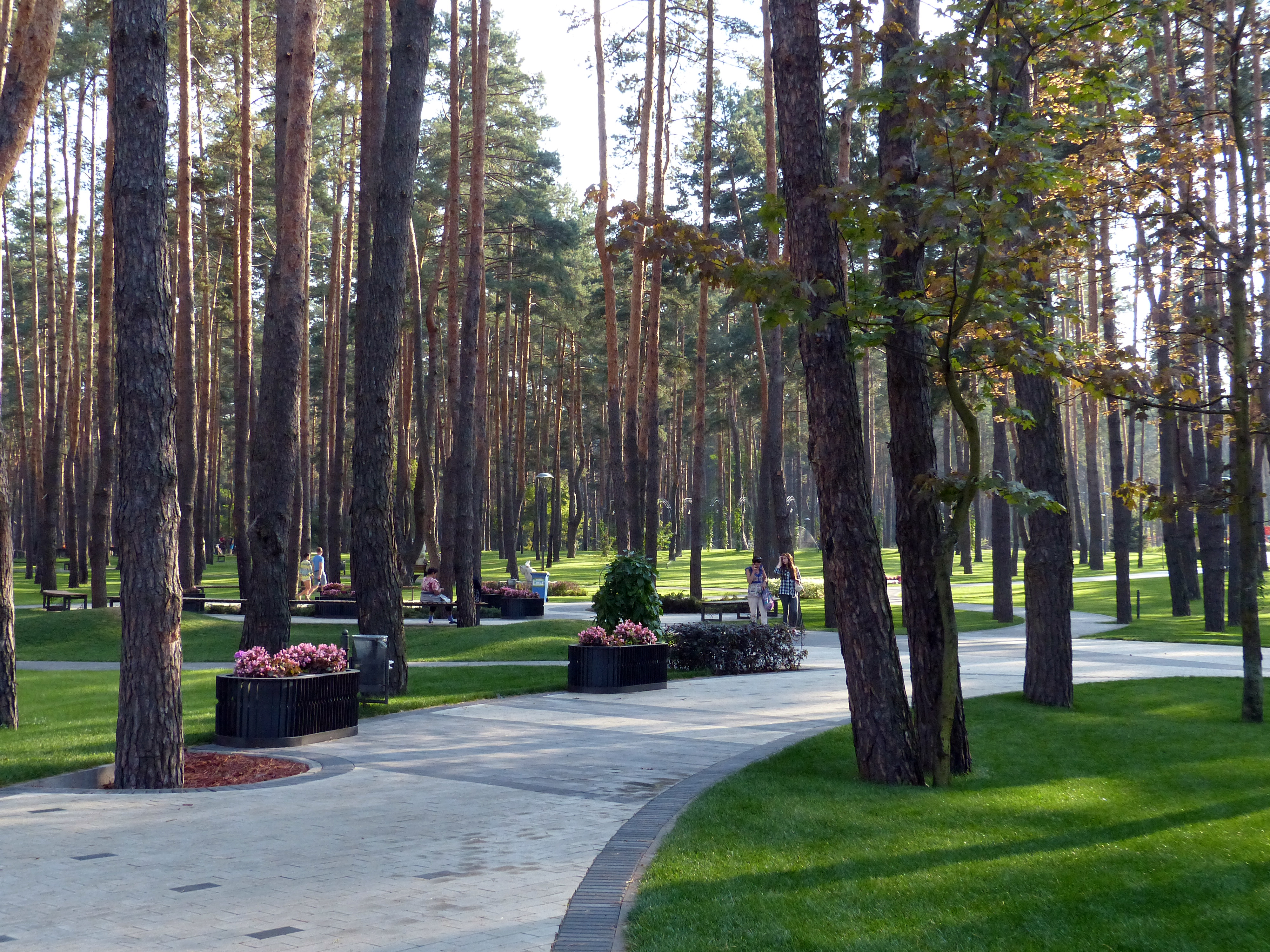
Парк Центральний в Ірпені
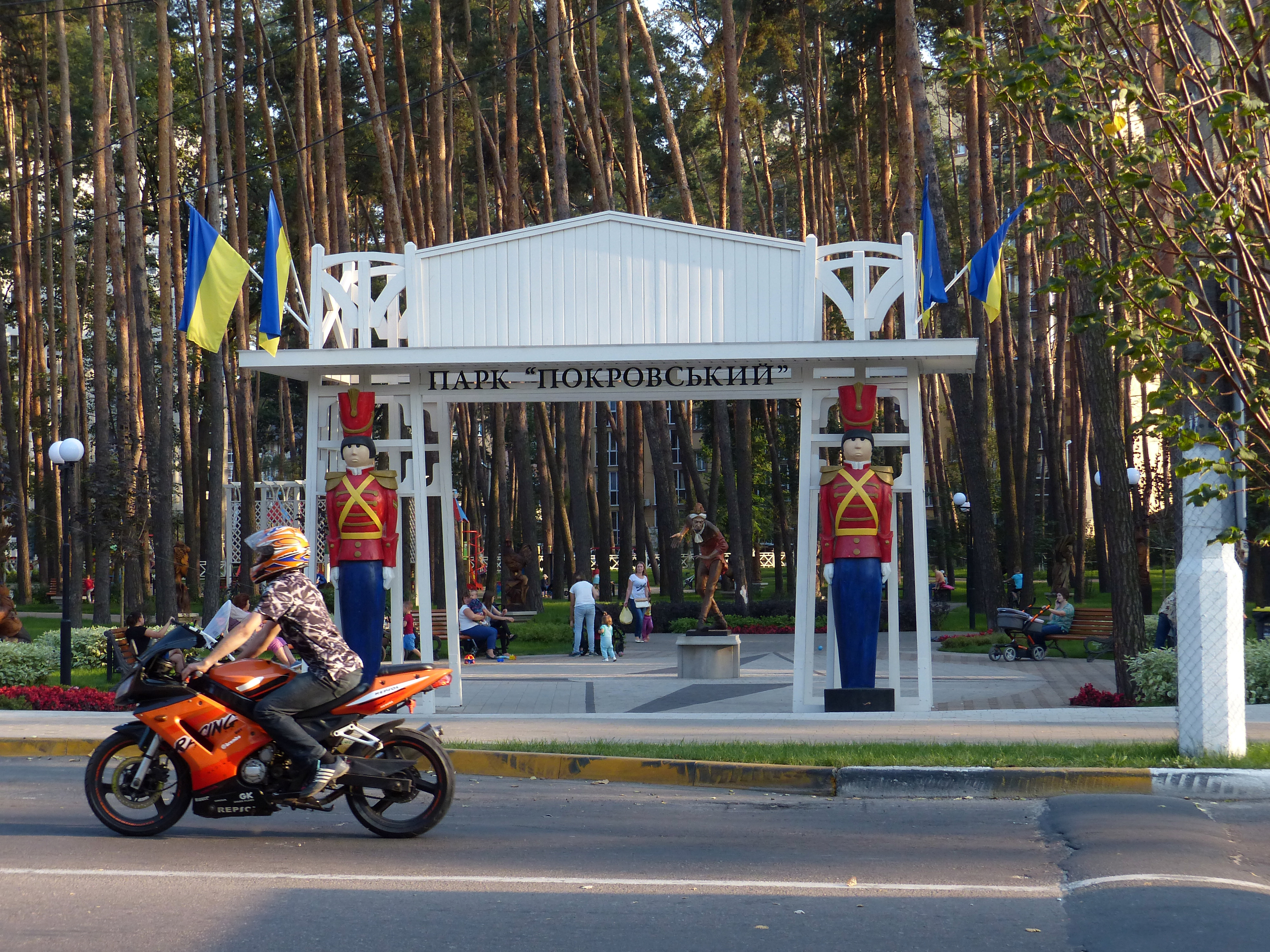
Найбільший в Україні парк дерев'яних скульптур «Покровський»
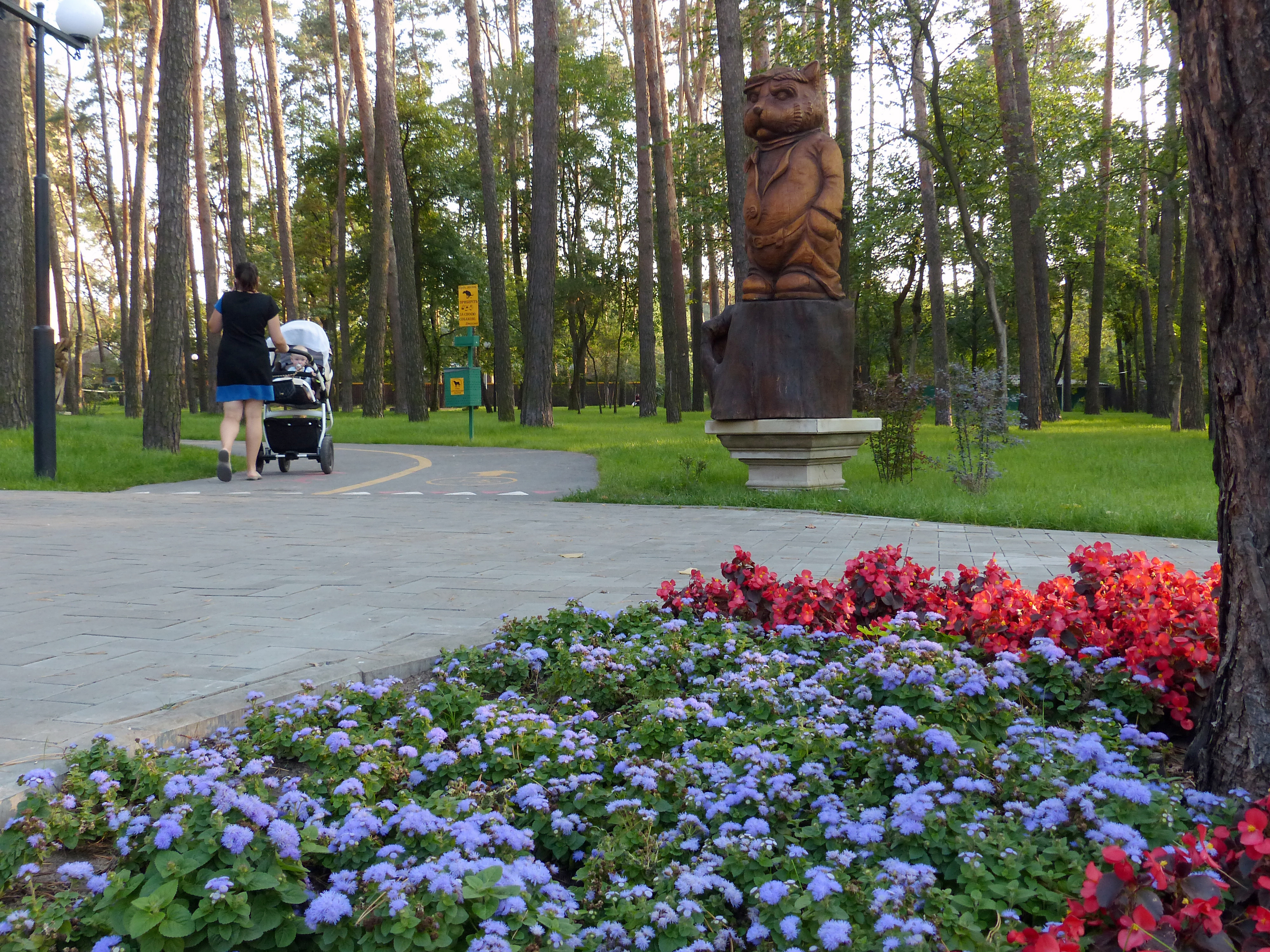
Найбільший в Україні парк дерев'яних скульптур «Покровський»
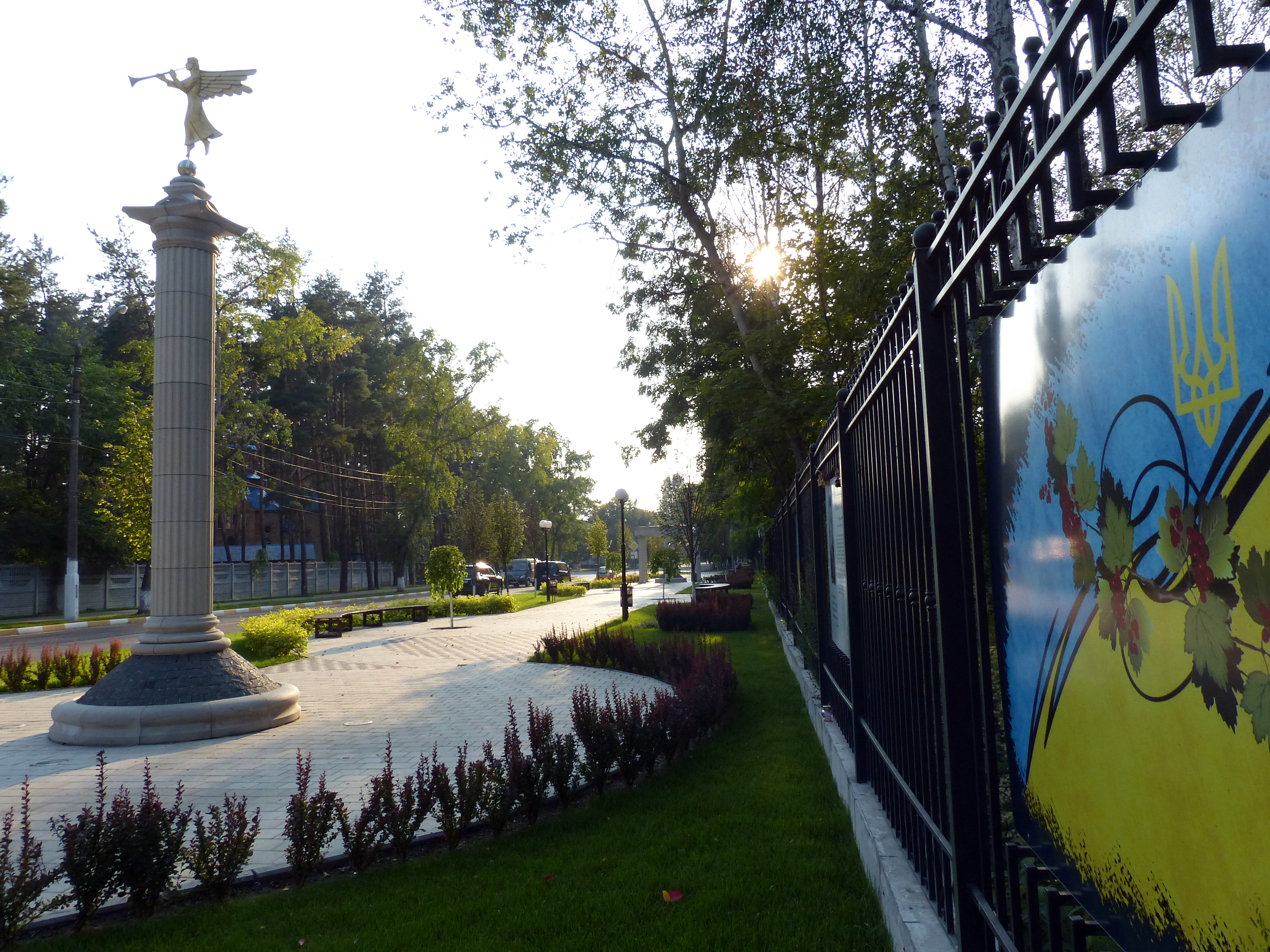
Алея Героїв Приірпіння
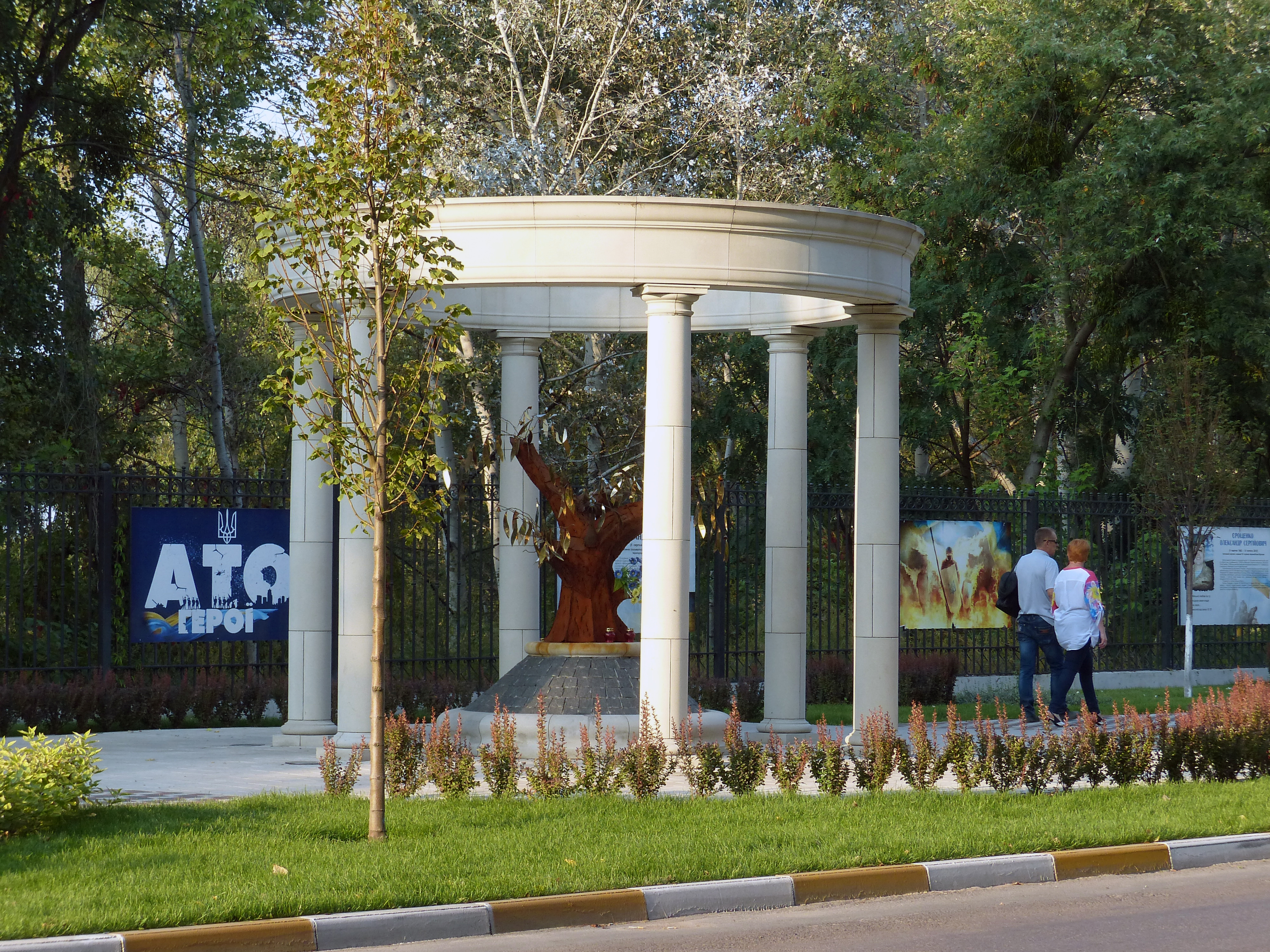
Алея Героїв АТО в Ірпені
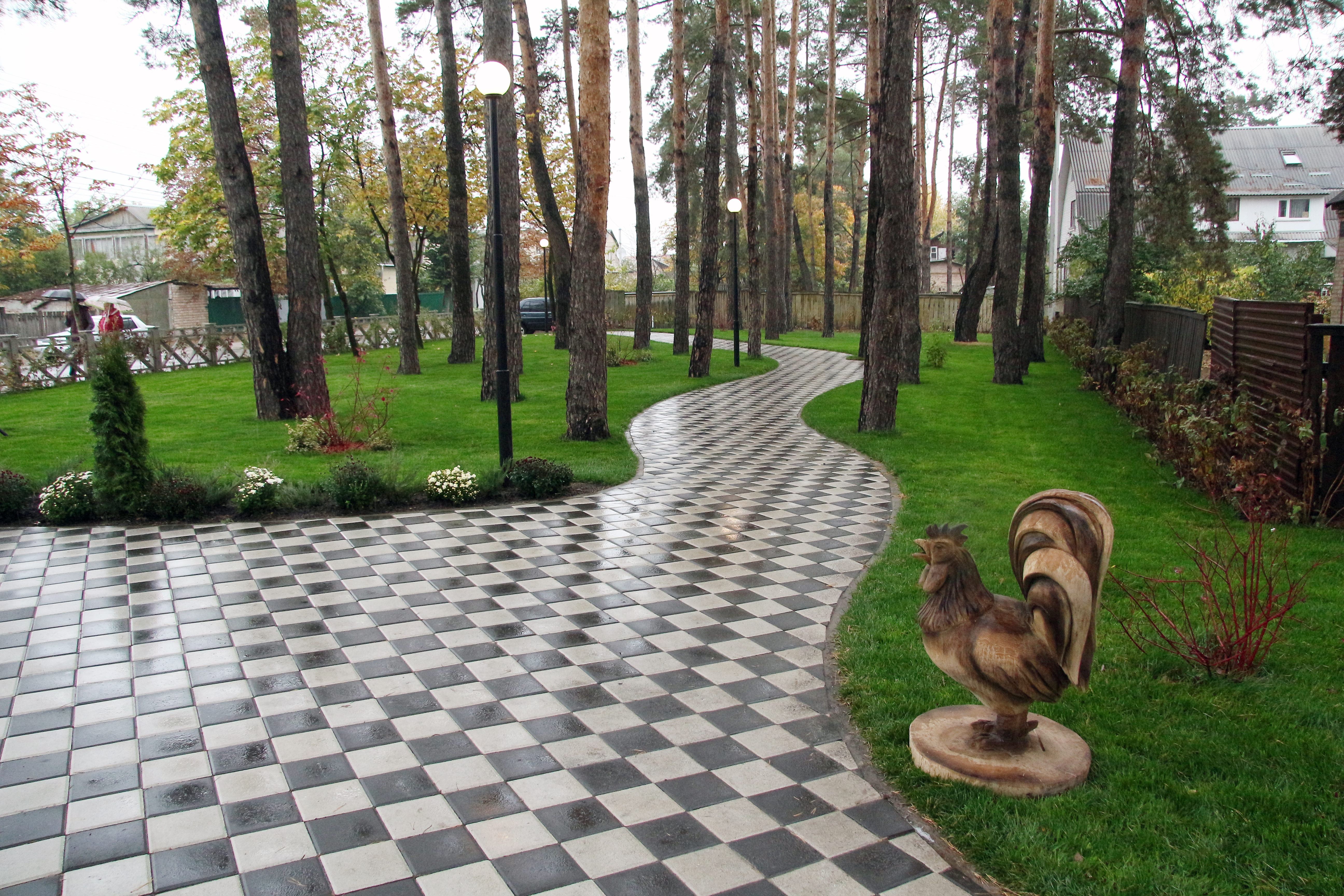
Сквер «Пушкінський» в Ірпені
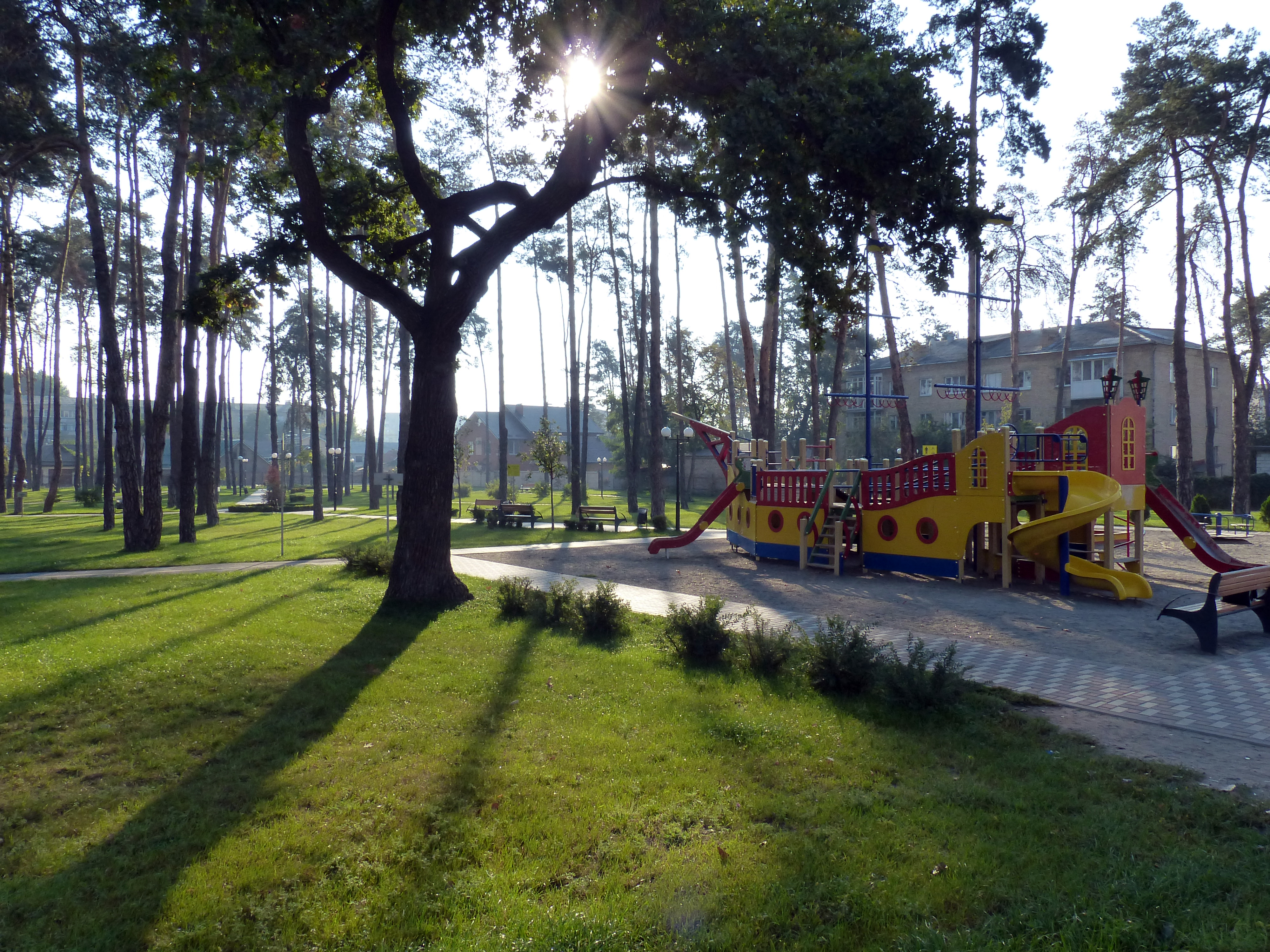
Сквер імені Сидорука в Ірпені
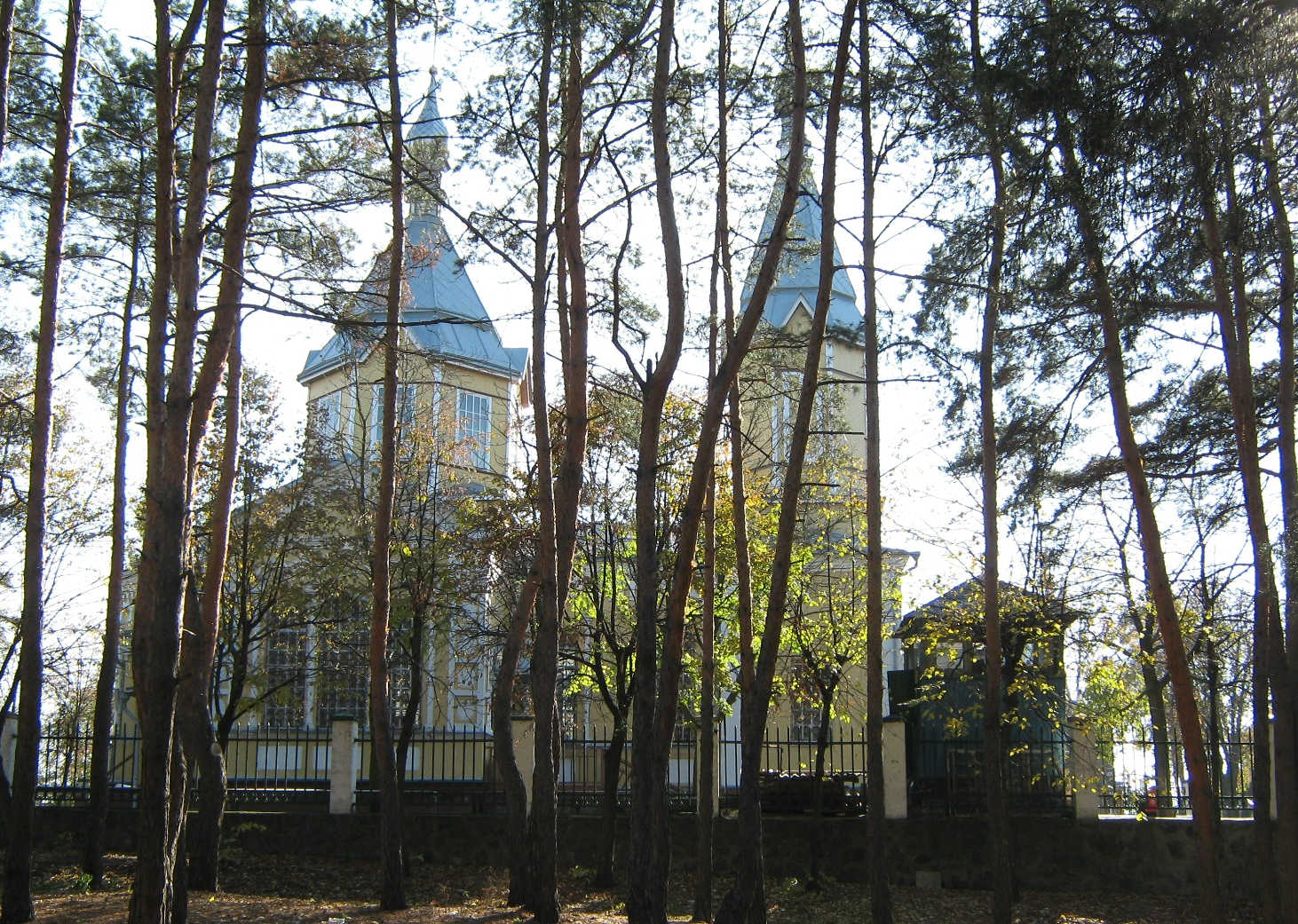
Ірпінська Троїцька церква — найстаріший храм міста
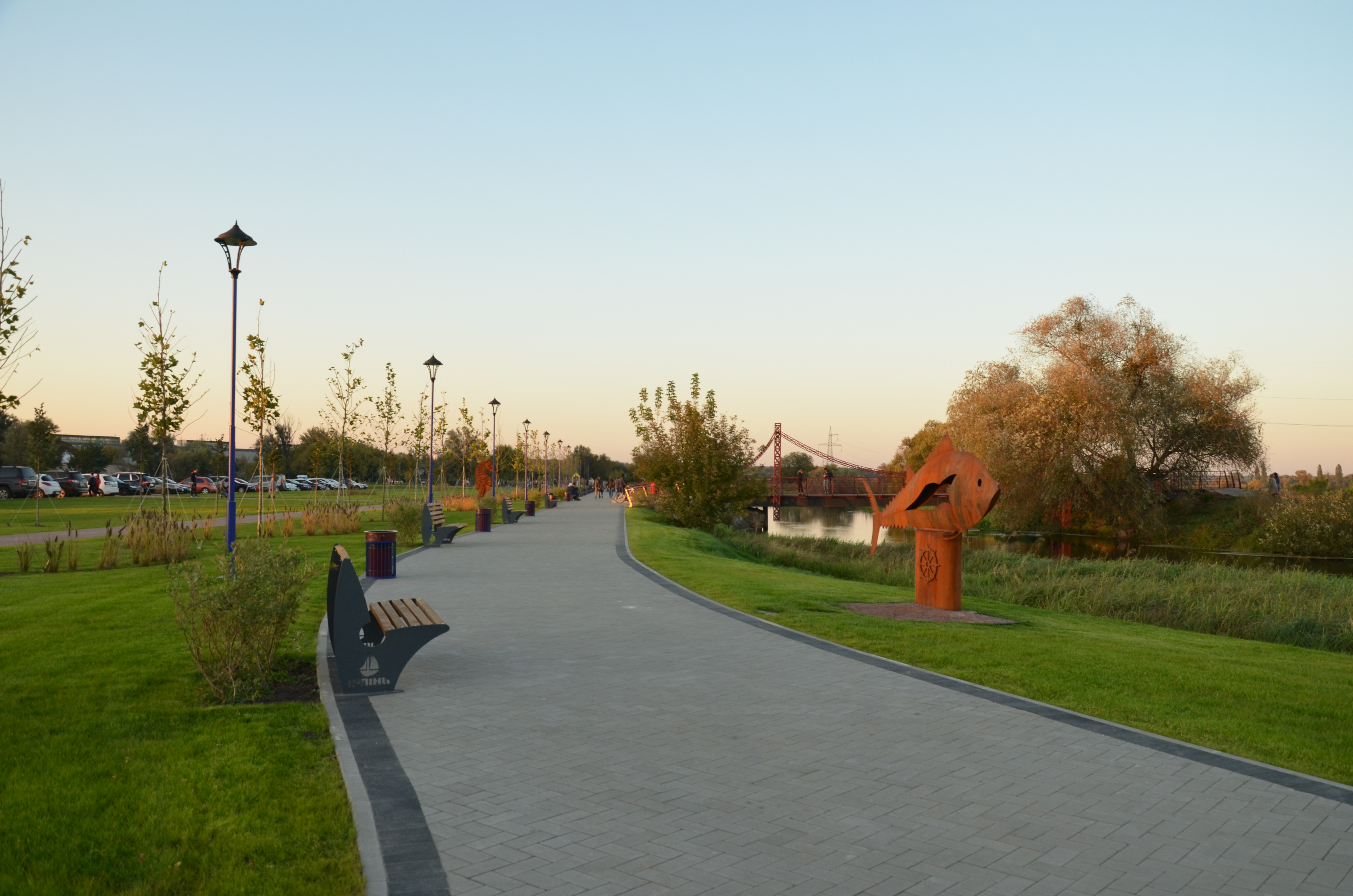
Набережна Ірпеня
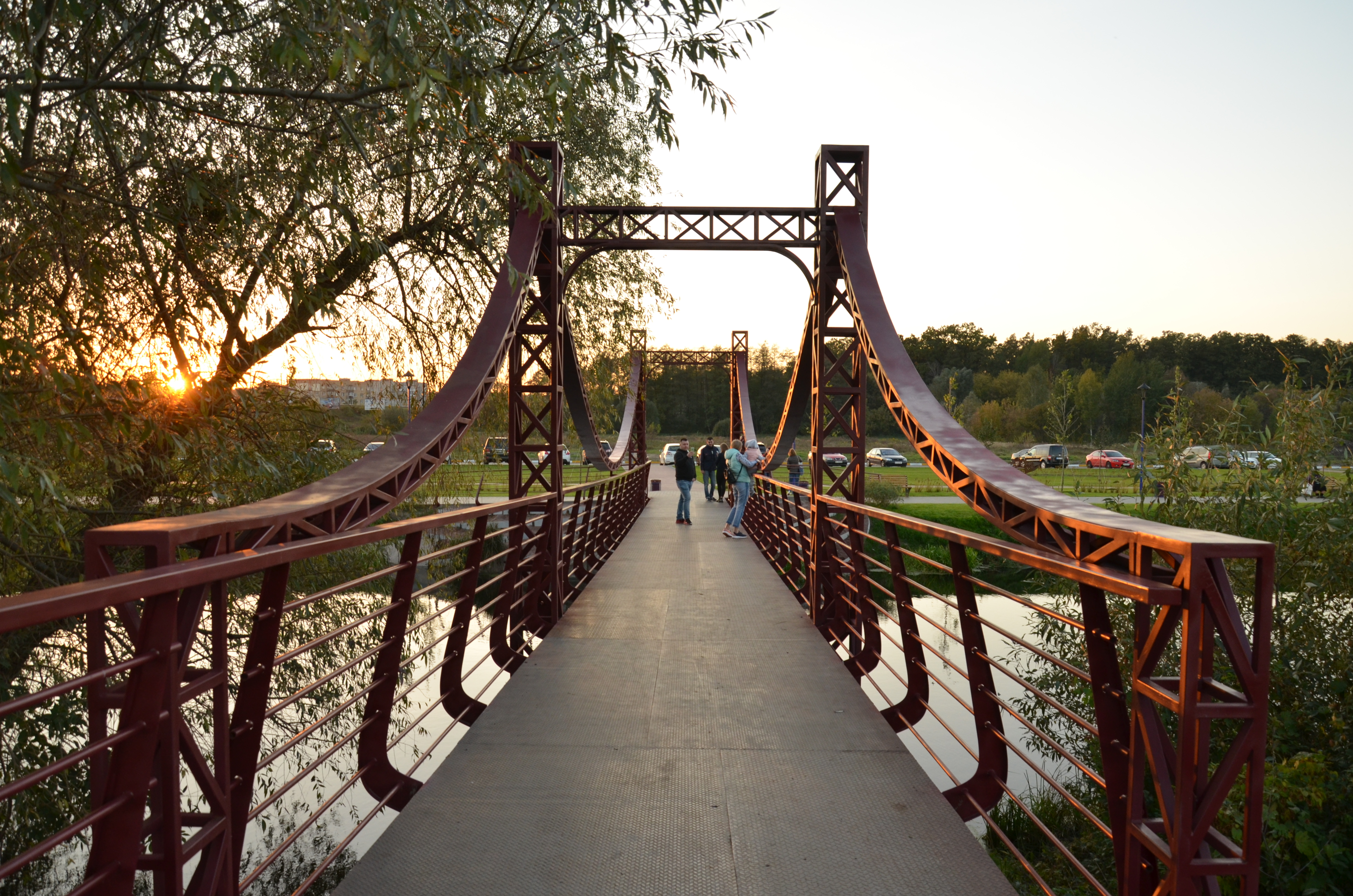
Місток над річкою Ірпінь